# Croix scandinave
Pour les articles homonymes, voir Croix (homonymie).

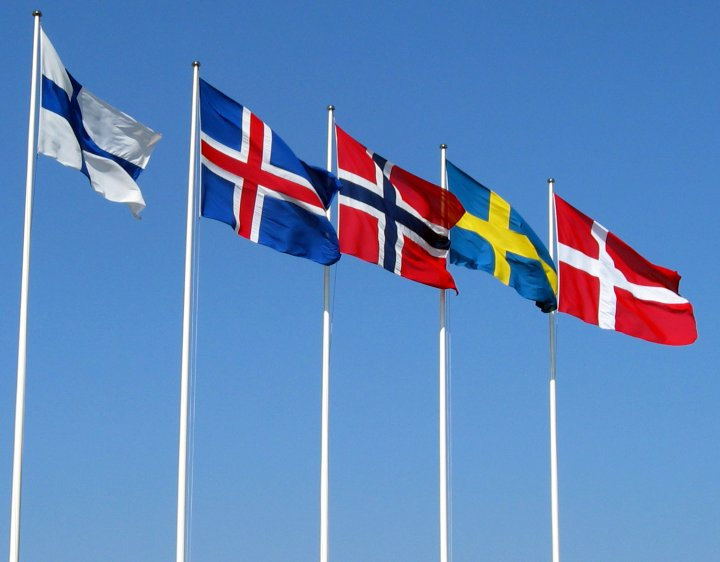
Drapeaux de pays nordiques à croix scandinave.

Carte de pays et régions en Europe du Nord utilisant la croix scandinave dans leur drapeau.

La « croix scandinave » est un motif se retrouvant sur les drapeaux de certains pays nordiques, bien qu'on puisse les trouver aussi sur des drapeaux d'autres pays ou régions du monde.

## Une décoration et la correction d'un effet optique

Le pavillon de beaupré de la marine norvégienne

La croix scandinave consiste en une croix grecque, aux quatre branches égales ou à peu près égales, dont la branche située dans la partie flottante a été prolongée exagérément pour créer un effet décoratif et pour corriger l'effet d'optique qui la ferait apparaître plus courte parce qu'elle est celle qui bouge le plus au vent.
Ces drapeaux nordiques ont une autre particularité commune : les pavillons et les drapeaux d'État ont la partie flottante taillée en deux ou trois queues d'arondes. Sur les drapeaux à trois queues d'aronde, la queue centrale porte la branche prolongée de la croix. Mais sur les drapeaux à deux queues, seul le champ est exagérément prolongé dans la partie flottante : la croix est privée du prolongement exagéré de sa branche flottante et retrouve un aspect très proche d'une authentique croix grecque.
Les pavillons de beaupré (en anglais jack, en espagnol bandera de proa) sont généralement carrés et la croix y est une croix centrée et parfaitement grecque, c'est-à-dire à quatre branches égales, sans branche flottante exagérée.
En ce sens on ne peut véritablement parler de croix originale et spécifique, de « croix scandinave », ni de « croix latine couchée » : il ne s'agit que d'une adaptation de la croix grecque habituelle au support spécifique qu'est une étoffe flottant au vent.

## Usage dans les pays nordiques
Cette croix décentrée se retrouve sur plusieurs drapeaux et pavillons nordiques : celui du Danemark (ou Dannebrog), de la Norvège et de la Suède, ainsi que celui de l'Islande, d’Åland, des îles Féroé et de la Finlande qui ne sont pas des pays scandinaves stricto sensu. Cette forme de croix n'apparaît que sur des drapeaux ou des pavillons, et seulement sur ceux qui sont plus longs que larges. L'Estonie est le seul pays nordique à ne pas avoir de croix scandinave sur son drapeau.

Drapeau de l'Islande
Drapeau de la Norvège
Drapeau du Danemark
Drapeau de la Suède
Drapeau de la Finlande

### Danemark

Drapeau d'État du Danemark
Pavillon maritime du Danemark
Ancien drapeau national de deuil
Drapeau non officiel du Jutland
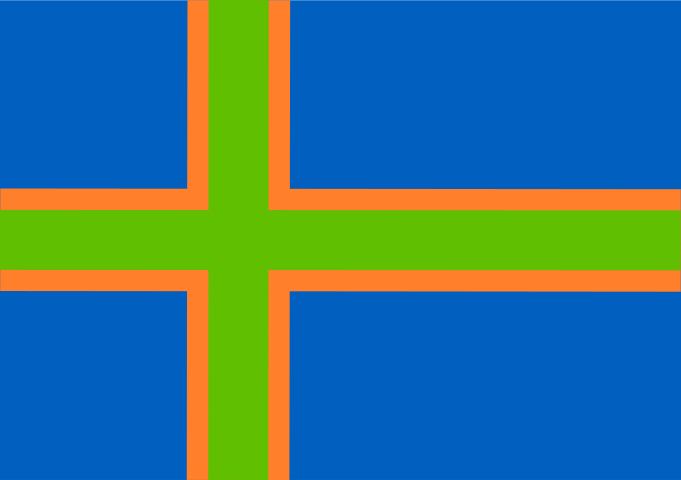
Drapeau non officiel de Vendsyssel
Drapeau non officiel de Vendsyssel
Drapeau non officiel de Vendsyssel
Drapeau non officiel de Bornholm
Drapeau non officiel de Bornholm
Drapeau non officiel de la Frise
Proposition de drapeau du Jutland datant de 1972

Proposition de drapeau pour le Groenland, conçu en 1984 par Sven Tito Achen.
Deuxième proposition de drapeau pour le Groenland, par Andersson
Troisième proposition de drapeau pour le Groenland
Quatrième proposition de drapeau pour le Groenland

Drapeau royal
Drapeau du Prince héritier
Drapeau du Régent
Drapeau de la Famille Royale
Drapeau royal de 1819 à 1903
Drapeau royal de 1903 à 1948
Drapeau royal de 1948 à 1972
Drapeau de la reine Ingrid de 1948 à 2000
Drapeau du Prince Henrik de 1972 à 2002
Drapeau du Prince Henrik de 2002 à 2018

### Estonie

Proposition de drapeau de l'Estonie en 1919.
Proposition de drapeau de l'Estonie en 2001.
Proposition alternative de drapeau de l'Estonie en 2001.
Proposition alternative de drapeau de l'Estonie.
- Drapeau de l'Estonie.

Drapeau de Koigi.
Drapeau de Kohtla-Nõmme.
Drapeau de Paide.
Drapeau de Pärnu.
Drapeau de Setomaa.
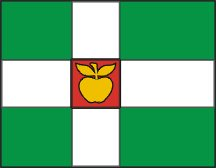
Drapeau de la commune de Türi.
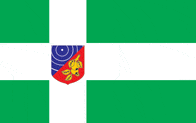
Drapeau de Türi.

### Finlande

Drapeau d'État de Finlande
Pavillon naval de Finlande
Drapeau du président de la république de Finlande
Drapeau du ministre de la Défense de Finlande
Drapeau du commandant des forces de défense de Finlande
Drapeau du commandant de la marine de Finlande
Drapeau non officiel des Suédois de Finlande, la minorité suédophone
Drapeau utilisé par les clubs nautiques finlandais
Drapeau commercial temporaire approuvé par le Sénat de Vaasa en février 1918
Drapeau du royaume de Finlande (1918)

### Islande

Drapeau d'État de l'Islande
Drapeau du président de l'Islande
Drapeau des Douanes d'Islande
Ancien drapeau non officiel de l'Islande (vers 1900)
Proposition pour le drapeau de l'Islande, dessinée en 1914 par Magnus Thordarson

### Norvège

Drapeau d'État de la Norvège.
Ancien drapeau de la Norvège (1814–1821)
Ancien drapeau de la Norvège (1821–1844)
Ancien drapeau de la Norvège (1844–1898)
Drapeau du Nasjonal Samling

### Suède

Pavillon naval de la Suède
Ancien drapeau de la Suède représentant son union avec la Norvège (1844–1905)
Drapeau non officiel des Finnois de Suède
Drapeau non officiel du Bohuslän
Drapeau non officiel du Gotland
Drapeau non officiel du Hälsingland
Drapeau non officiel de Härjedalen
Drapeau non officiel alternatif de Härjedalen
Drapeau non officiel du Norrland
Drapeau semi-officiel de la Scanie
Drapeau non officiel du Småland
Drapeau non officiel du Västergötland
Drapeau non officiel d'Öland
Drapeau non officiel alternatif d'Öland
Drapeau non officiel d'Östergötland
Drapeau non officiel de Bergslagen
Drapeau non officiel de Roslagen
Drapeau de la Cathédrale Saint-Éric de Stockholm

### Régions autonomes

Drapeau des îles Féroé, une région autonome du Danemark.
Drapeau d'Åland, une région autonome de Finlande.
Proposition de drapeau d'Åland en 1952
Proposition de drapeau d'Åland en 1954

### Autres drapeaux nordiques
La plupart de ces drapeaux n'ont pas été officiellement adoptés, et leur usage reste limité.

Reconstruction du drapeau de l'union de Kalmar ; Danemark, Norvège et Suède (1397–1523)
Drapeau de la Nordisk Flaggsellskap
Croix de saint Olaf, drapeau non officiel de la Normandie.

## Le décentrement vers la hampe: un phénomène fréquent
Le décentrement vers la hampe du dessin des drapeaux nordiques, pour corriger un effet d'optique, se retrouve sur plusieurs autres drapeaux dans le monde :
- Le décentrement de la croix du pavillon des forces navales des îles Tonga, dont l'emblème national représente une croix grecque.
- Les drapeaux à canton : le drapeau grec comporte une croix grecque blanche en canton et la branche de cette croix, tournée vers la partie flottante, est prolongée par une bande bleue de même largeur jusqu'à l'extrémité flottante du drapeau. Les pavillons civils et militaires britanniques, des pavillons à canton, sont à l'origine de nombreux drapeaux, notamment australien et néo-zélandais.
- Les drapeaux à emblème en canton : slovène, drapeau de Rhénanie-Palatinat, drapeau de la Chine populaire.
- Les drapeaux à triangle isocèle à la hampe : tchèque, cubain, timorais, etc.
- Les drapeaux à soleil décentré : drapeau du Groenland, du Bangladesh, ou à lune décentrée : drapeau de Palau.
- Le pavillon civil et militaire français qui arbore une bande bleue de 30 % de la longueur, une bande blanche de 33 % et une bande rouge de 37 %.

### France

Drapeau de Calais
Drapeau de Dol-de-Bretagne
Drapeau de la Presqu'île de Crozon
Drapeau de L'Île-d'Olonne

Drapeau non-officiel de la Normandie marquant les origines scandinaves de la région. Surnommé Croix de Saint-Olaf
Croix de Saint-Olaf incorporant les léopards normands. Drapeau visible à Falaise, ville natale de Guillaume le Conquérant.
Drapeau de Bleimor

### Îles Britanniques
Les drapeaux à croix nordique dans les îles Britanniques sont utilisés pour faire une allusion à un héritage nordique ou gaélico-nordique. Beaucoup ne sont pas officiels ou ne le sont qu'à moitié.

#### Drapeaux officiels

Drapeau des Shetland, officiel depuis 2005
Drapeau des Orcades, officiel depuis 2007
Drapeau du Caithness, officiel depuis le 26 juin 2016
Drapeau du West Riding of Yorkshire, officiel depuis 2013
Drapeau de Sutherland, officiel depuis le 4 décembre 2018
Drapeau de l'île de Skye, officiel depuis 2020

#### Drapeaux non officiels

Drapeau des Orcades avant 2007
Drapeau de South Uist
Drapeau de Barra
Proposition de drapeau du Yorkshire
Proposition de drapeau pour les Hébrides extérieures

### Allemagne

Pavillon de guerre de l'Empire allemand (1867–1892).
Pavillon de guerre de l'Empire allemand (1892–1903).
Pavillon de guerre de l'Empire allemand (1903–1919).
Pavillon de guerre de l'Empire allemand (1919–1921).

Drapeau proposé en 1919 pour la république de Weimar
Pavillon de guerre de l'Allemagne nazie de 1935 à 1938. Il est aujourd'hui interdit en Allemagne.
Pavillon de guerre de l'Allemagne nazie de 1938 à 1945. Il est aujourd'hui interdit en Allemagne.
Drapeau de Wirmer proposé lors du complot du 20 juillet 1944.
Drapeau proposé pour la RFA en 1948.
Drapeau du protectorat français sur la Sarre, Allemagne, (1947–1956)
Drapeau des locuteurs du Bas allemand
Drapeau de la ville de Varel
Drapeau de Villmar
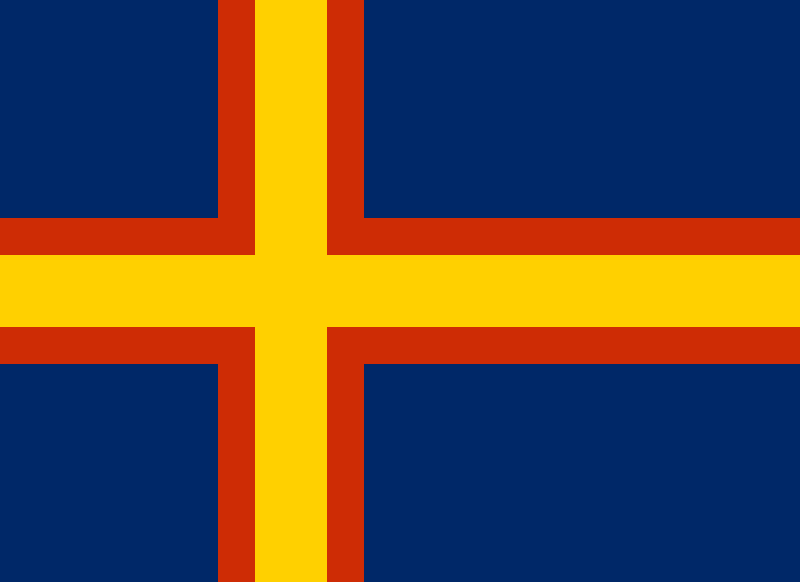
Drapeau non officiel de la Frise septentrionale
Drapeau non officiel de la Frise septentrionale
Drapeau des Danois d'Allemagne
Drapeau du grand-duché d'Oldenbourg
Drapeau d'Eisenach
Drapeau de Gemünden
Drapeau de Nieheim
Drapeau de Neustadt-Glewe
Drapeau de Schaafheim
Drapeau de Seidenbuch

### Russie

Drapeau non officiel d'Ingrie
Drapeau non officiel des Vepses
Drapeau non officiel des Votes
Ancien drapeau de la Carélie orientale et drapeau non officiel des Caréliens
Drapeau non officiel des Setos
Drapeau non officiel des Ludes

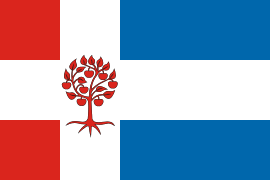
Drapeau de Plodovoïé
Drapeau du Kraï de Stavropol
Drapeau de Stavropol
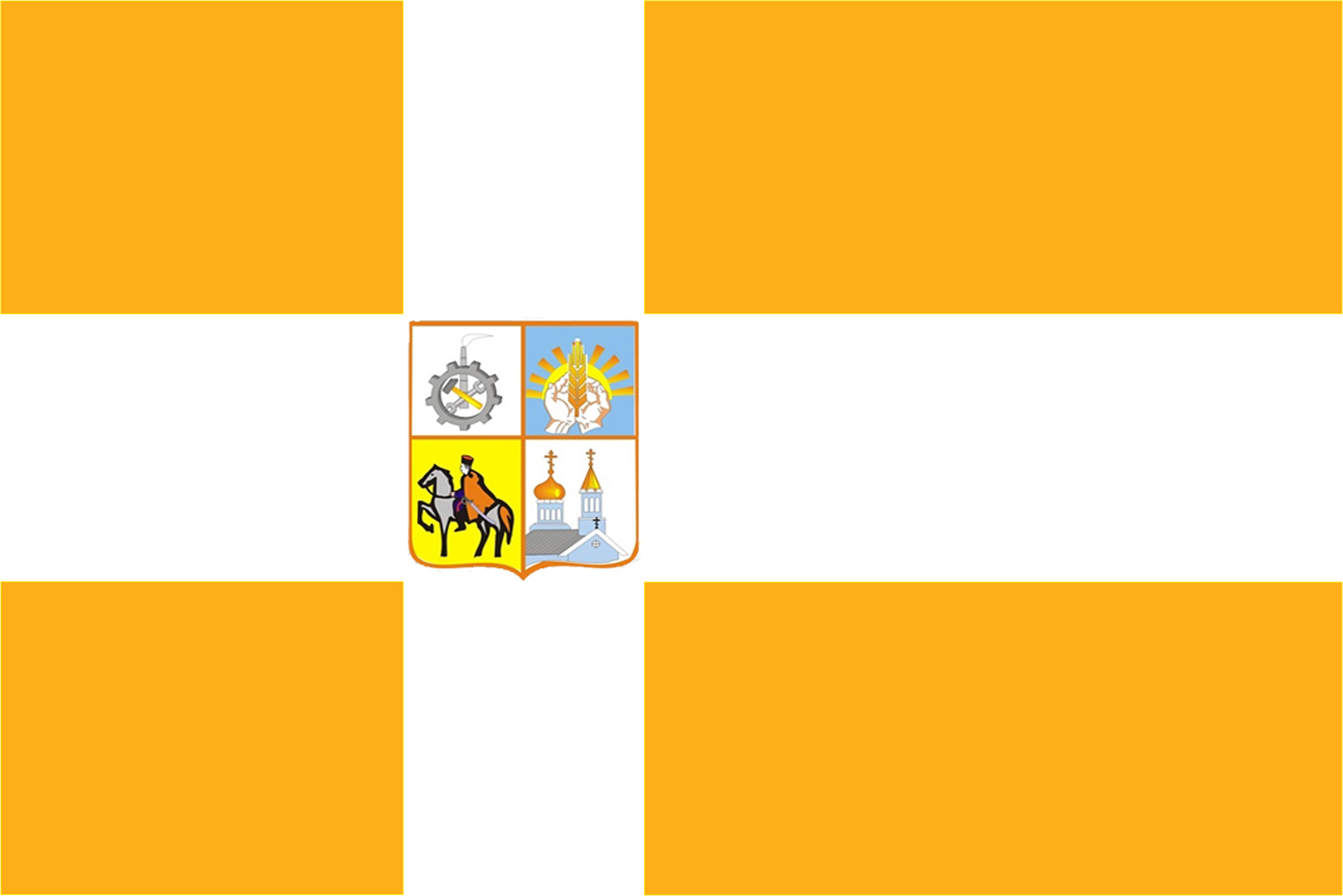
Drapeau alternatif de Mikhaïlovsk
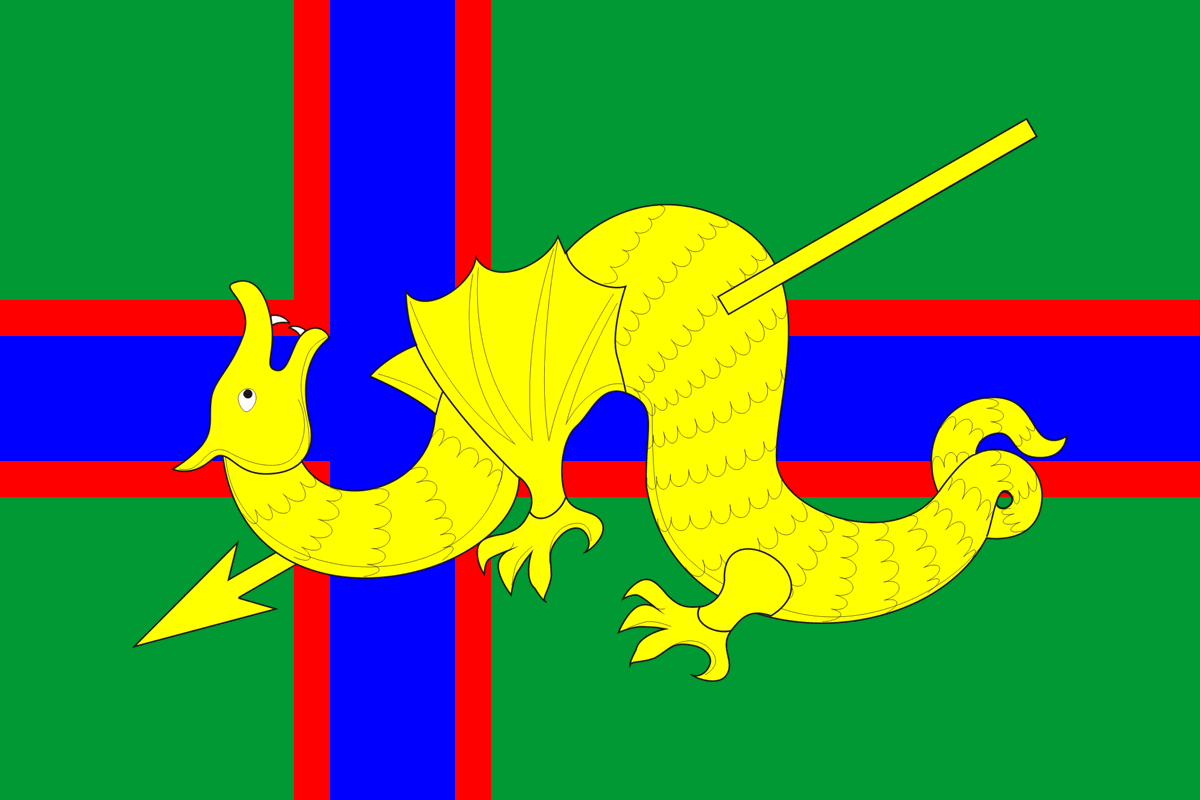
Drapeau de Mihailovskoje
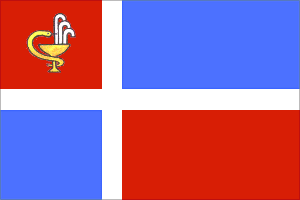
Drapeau d'Iessentouki jusqu'en 2002
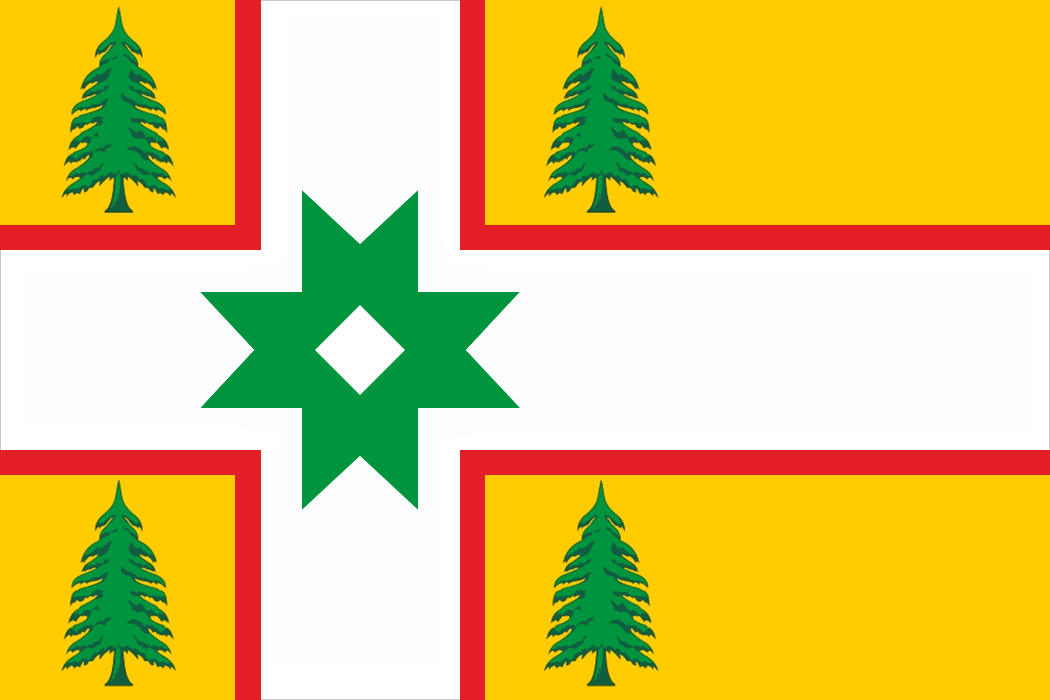
Drapeau d'Aliochino
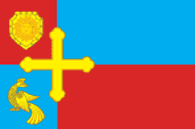
Drapeau de Khotkovo
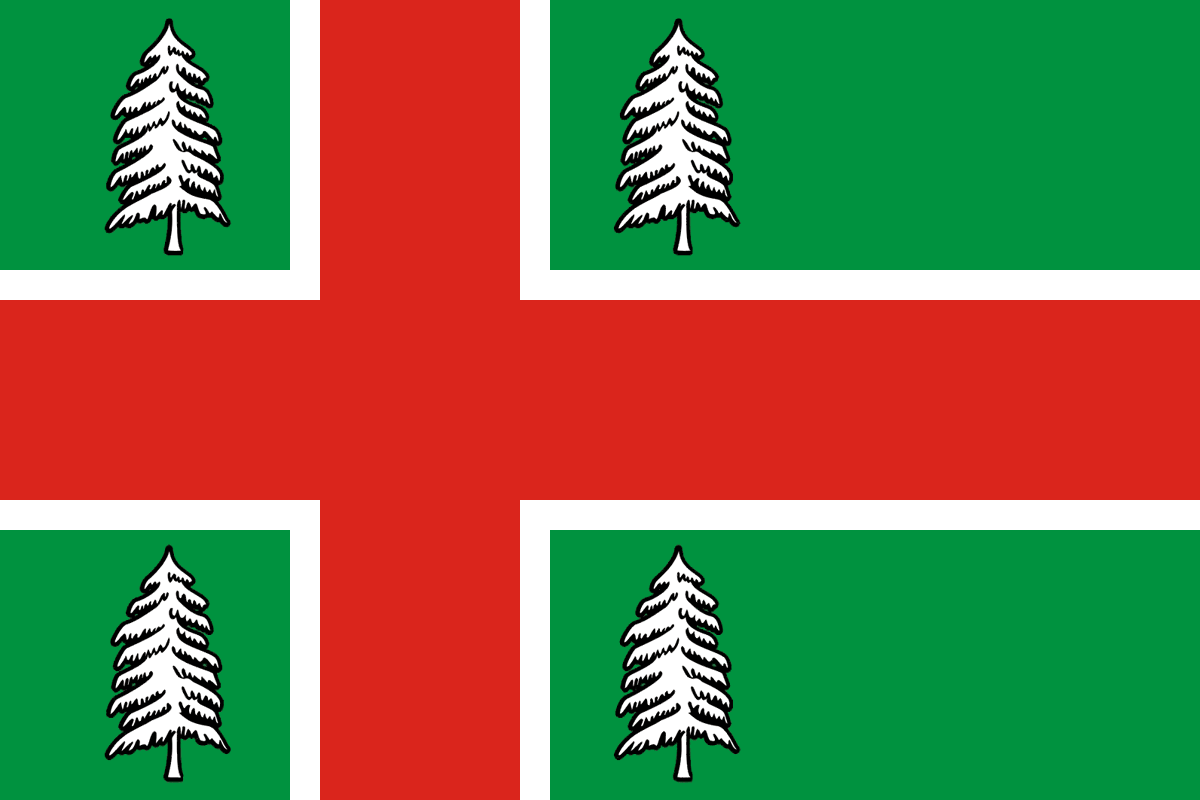
Drapeau de Ramechki
Drapeau de Reboly
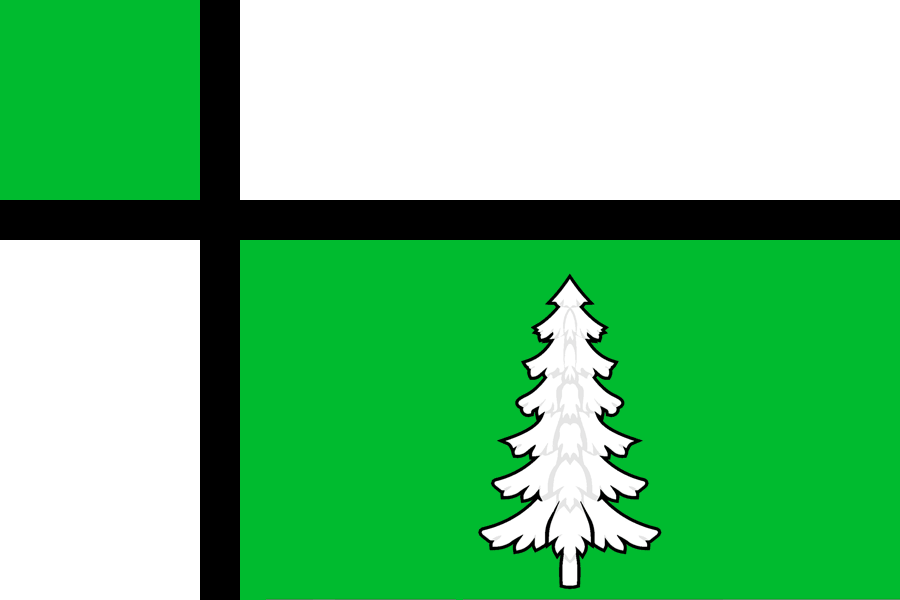
Drapeau de Taïchet
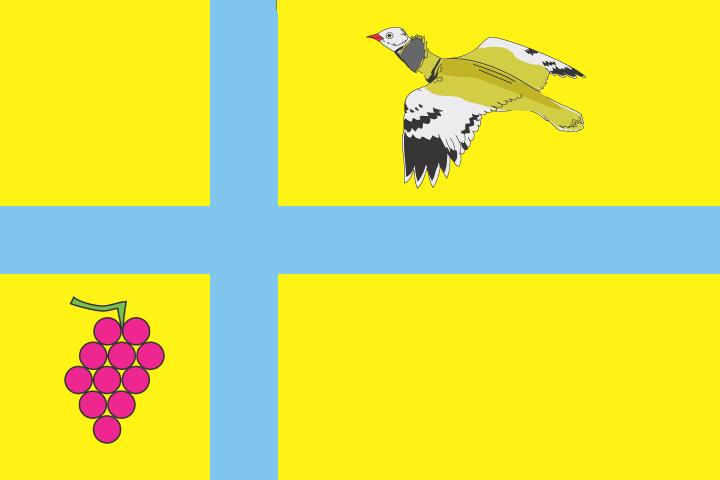
Drapeau du Raïon de Levokoumski
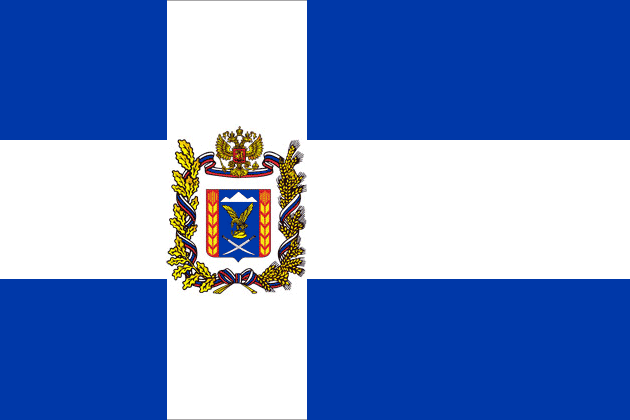
Drapeau du Raïon de Predgorny
Drapeau du Raïon de Likhoslavl
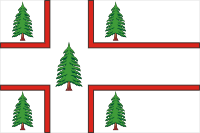
Drapeau du Raïon de Rameshkov

### Ukraine

Drapeau de l'Oblast de Volhynie
Drapeau du Raïon de Berchad
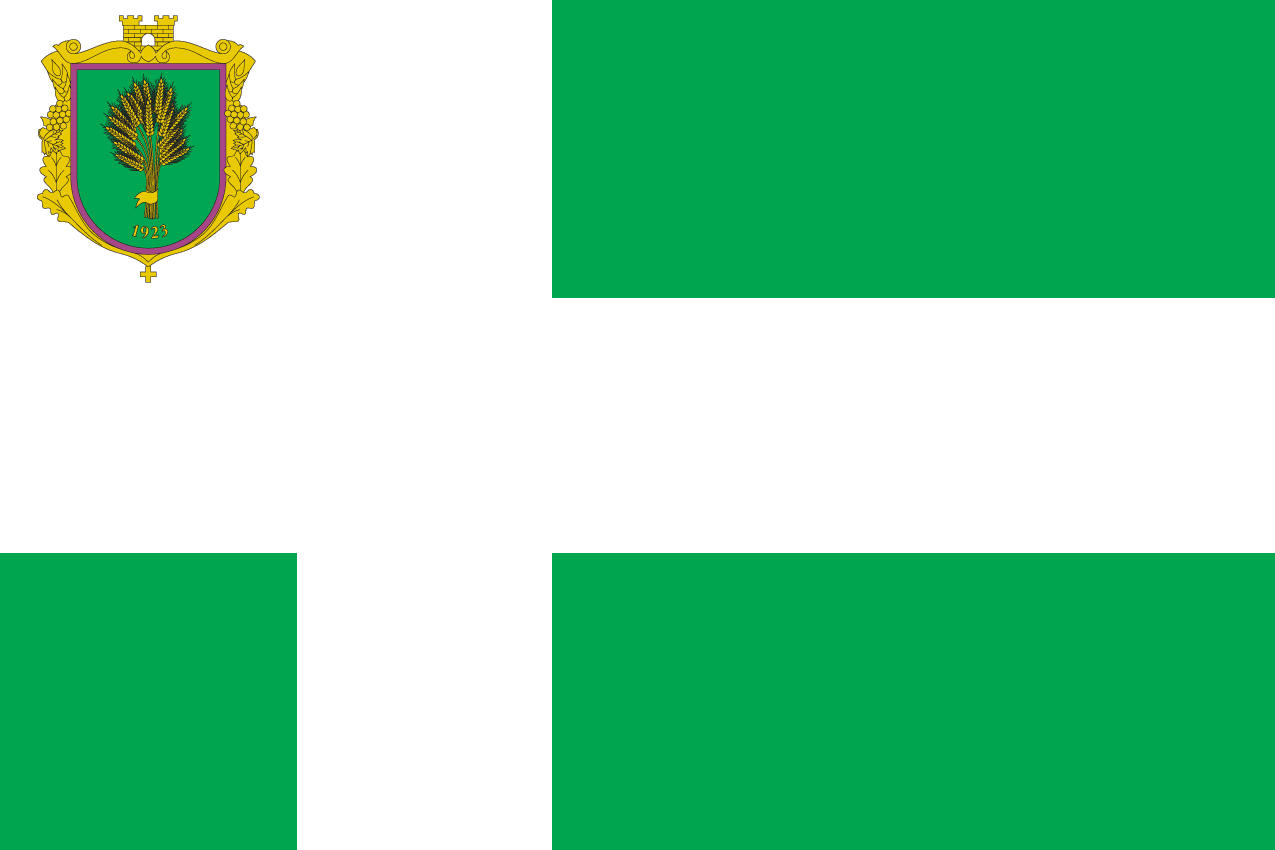
Drapeau du Raïon de Nosivka
Drapeau de Jytomyr
Drapeau de Khrestivka
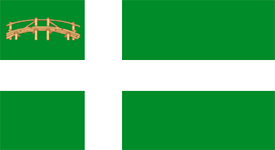
Drapeau de Fenevichi
Drapeau de Malii Maiak
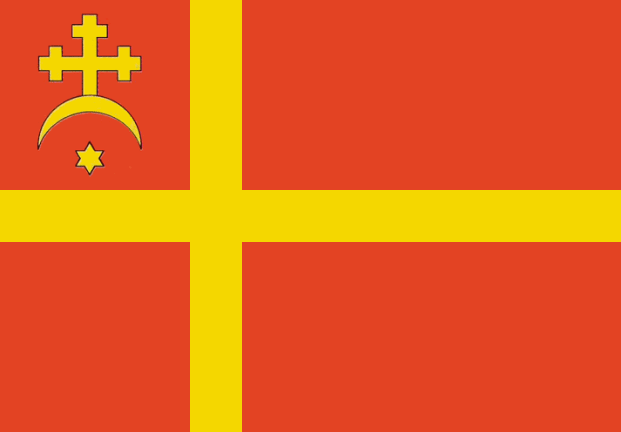
Drapeau de Loukiv
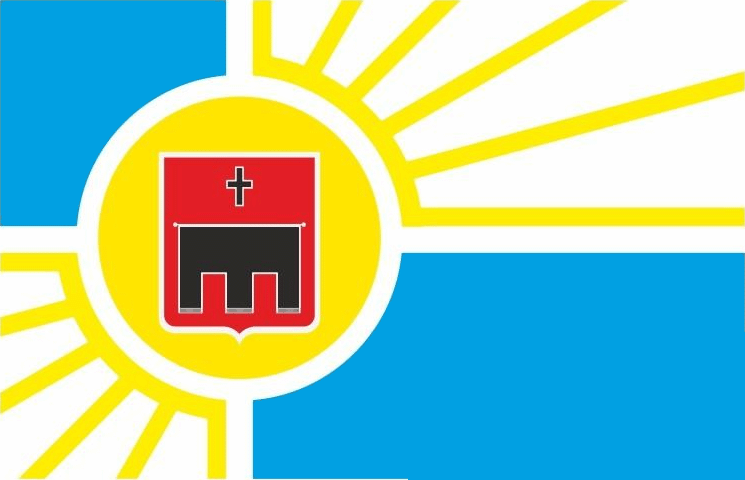
Drapeau de Korostychiv

### Lettonie

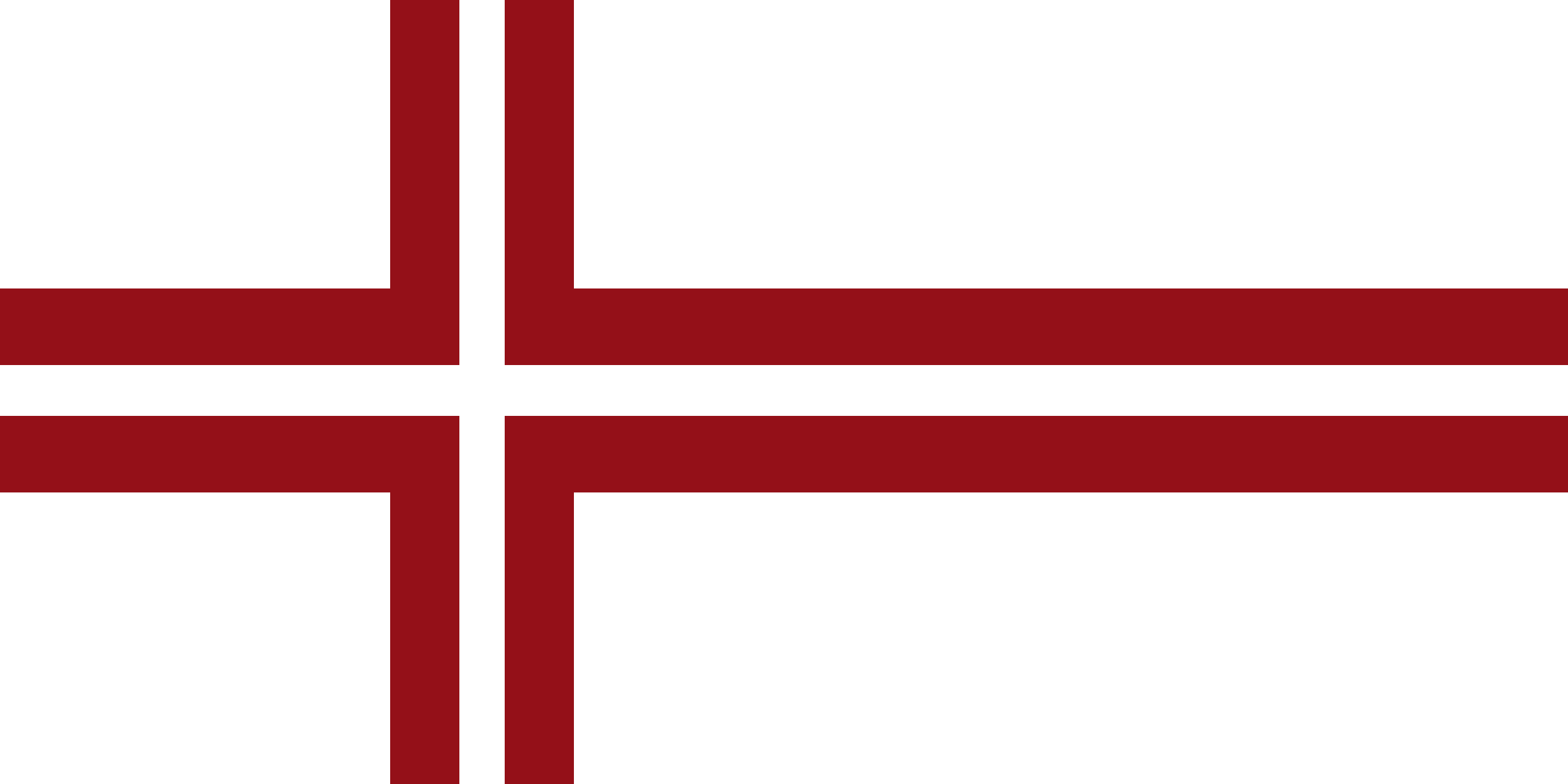
Proposition de nouveau drapeau de la Lettonie
Drapeau d'Alūksne
Drapeau de Cēsis
Drapeau de Ventspils
Drapeau du novads de Cēsis
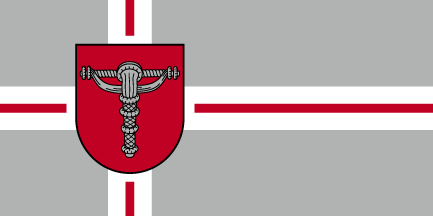
Drapeau du novads de Grobiņa
Drapeau du novads de Ventspils

### Lituanie

Proposition de nouveau drapeau de la Lituanie

### Géorgie

Drapeau de l'Église orthodoxe géorgienne
Drapeau de Tbilissi
Drapeau de la Municipalité de Gori
Drapeau de la Municipalité de Zougdidi
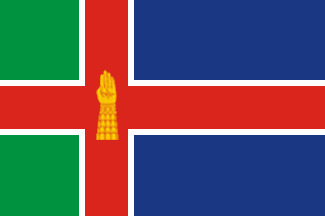
Drapeau de la Municipalité de Khoni
Drapeau du Parti républicain de Géorgie

### États-Unis

Drapeau de Bayamón, Porto Rico
Drapeau de Crossville, Tennessee
Drapeau de Dannebrog, Nebraska
Drapeau de Lake Saint Louis, Missouri
Drapeau de Little Rock, Arkansas
Drapeau de New Milford, Connecticut
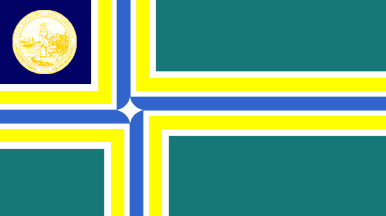
Drapeau de Portland, Oregon de 1970 à 2002
Drapeau de Portland, Oregon
Drapeau de Staunton, Virginie
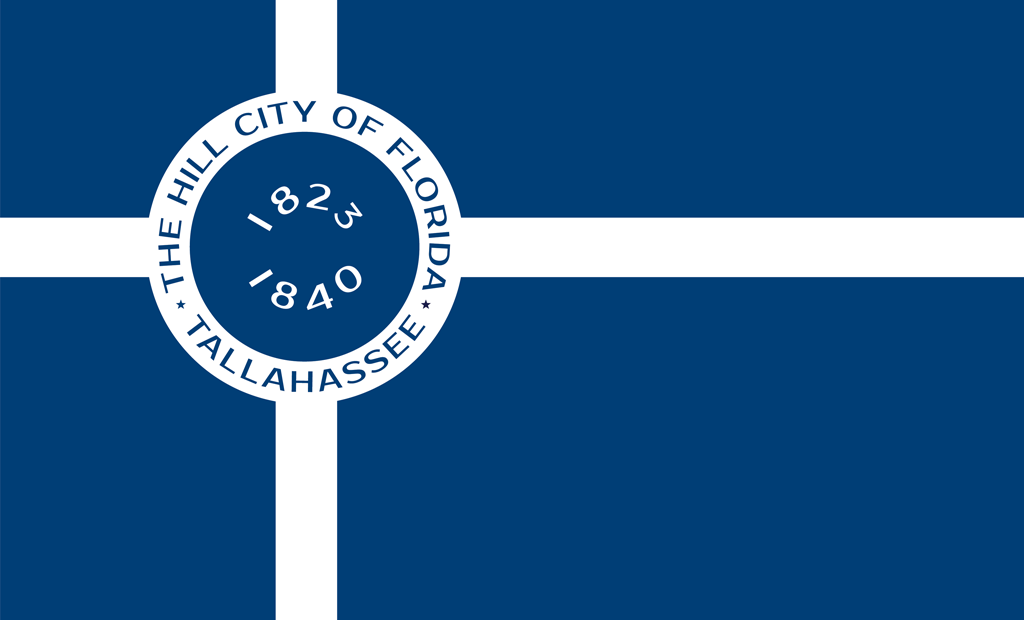
Drapeau de Tallahassee, Floride
Drapeau de Wapella, Illinois
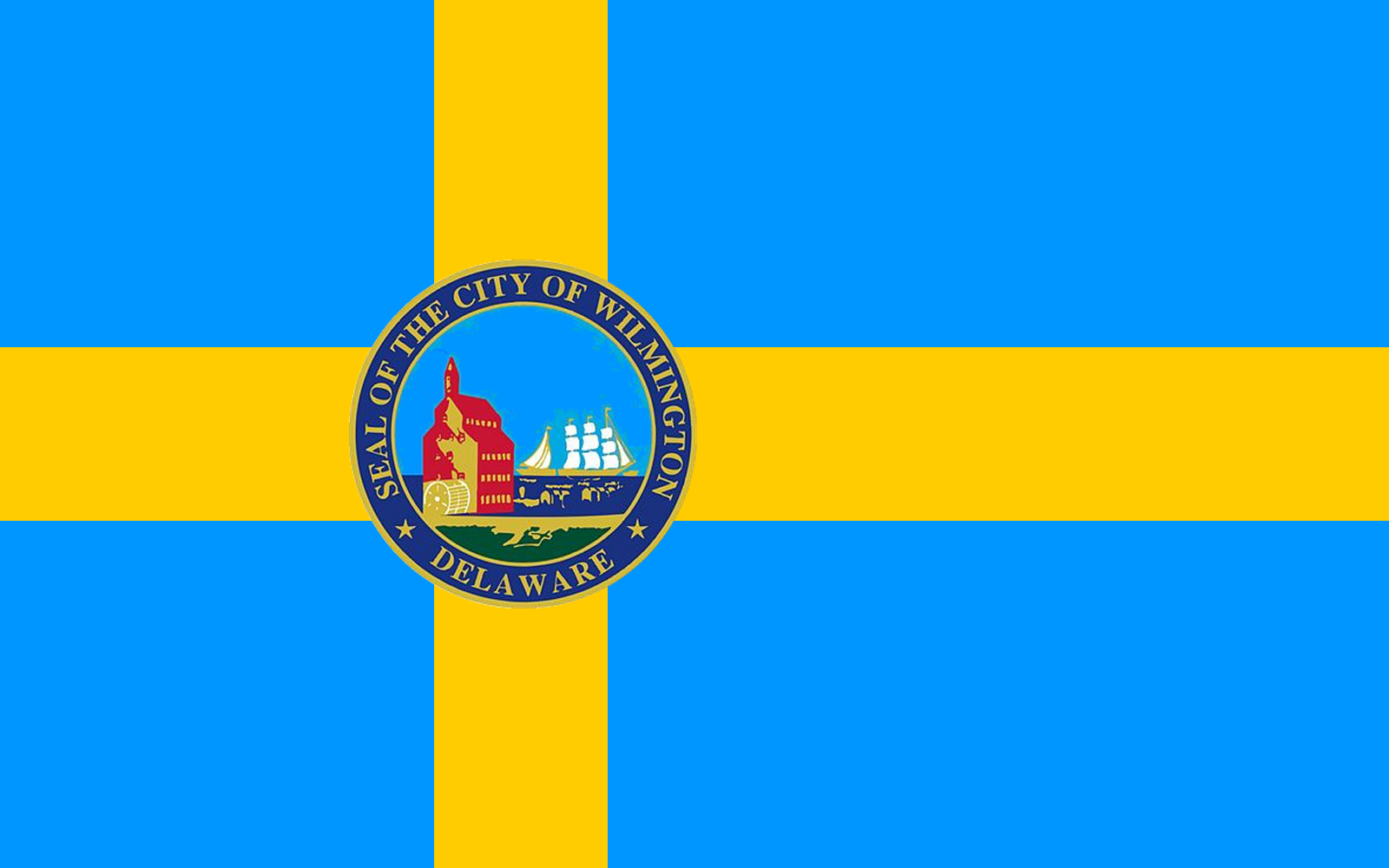
Drapeau de Wilmington, Delaware
Drapeau de l'Église épiscopalienne des États-Unis
Drapeau du Parti indépendantiste portoricain

### Pays-Bas

#### Villages

Drapeau d'Aldtsjerk
Drapeau de Bakkeveen
Drapeau de Beers
Drapeau de Broeksterwâld
Drapeau de Buitenpost
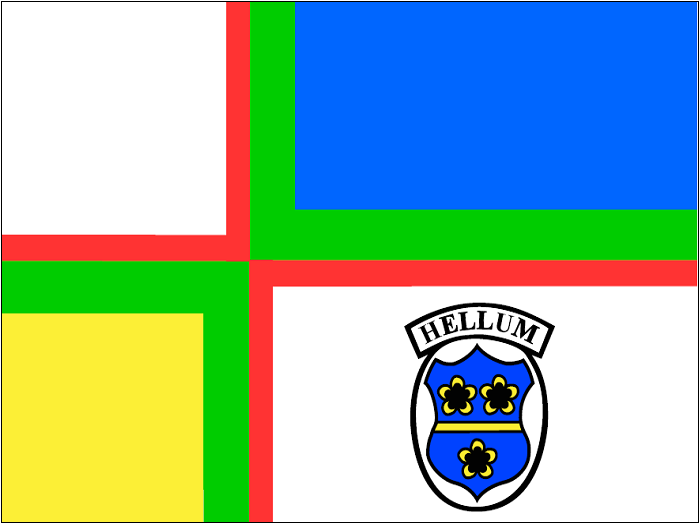
Drapeau de Hellum
Drapeau d'Opeinde
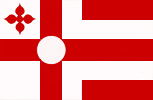
Drapeau de Rosmalen
Drapeau de Zwagerbosch

#### Anciennes communes

Drapeau d'Aarle-Rixtel
Drapeau d'Aduard
Drapeau d'Anloo
Drapeau de Bedum
Drapeau de Bleiswijk
Drapeau de Bontebok
Drapeau de Borger
Drapeau de Brederwiede
Drapeau de Diever
Drapeau de Doniawerstal
Drapeau d'Eelde
Drapeau de Geffen
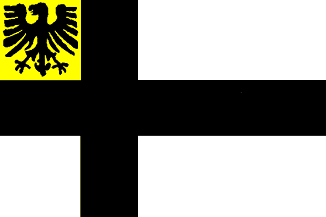
Drapeau de Gemert
Drapeau de Goor
Drapeau de Havelte
Drapeau de Heel
Drapeau de Heel en Panheel
Drapeau de Herten
Drapeau d'Idaarderadeel
Drapeau d'IJsselham
Drapeau de Koewacht
Drapeau de Liemeer
Drapeau de Linne
Drapeau de Maarheeze
Drapeau de Margraten
Drapeau de Marken
Drapeau de Marum
Drapeau de Norg
Drapeau d'Oldekerk
Drapeau d'Oosterhesselen
Drapeau d'Ouderkerk
Drapeau de Roden
Drapeau de Roggel
Drapeau de Ruurlo
Drapeau de Skarsterlân
Drapeau de Stad Delden
Drapeau de Standdaarbuiten
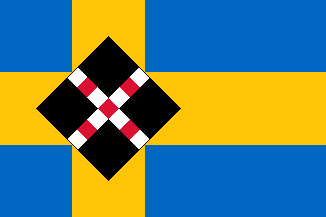
Drapeau de Veghel entre 1969 et 1994
Drapeau de Vlagtwedde
Drapeau de Vledder
Drapeau de Vlijmen
Drapeau de Weerselo
Drapeau de Wessem
Drapeau de Westerbork
Drapeau de Westerhoven
Drapeau de Wieringen
Drapeau de Wieringermeer
Drapeau de Wouw
Drapeau de Zaandijk
Drapeau de Zuidwolde

#### Communes

Drapeau de Bernheze
Drapeau de Bunschoten
Drapeau de Coevorden de 1968 à 2000
Drapeau de Cranendonck
Drapeau de Geldrop-Mierlo
Drapeau de Gemert-Bakel
Drapeau de Gulpen-Wittem
Drapeau de Haaren de 1971 à 1997
Drapeau de Heerde
Drapeau de Heusden
Drapeau de Hof van Twente
Drapeau de Houten
Drapeau de Kapelle
Drapeau de Lelystad
Drapeau de Meerssen
Drapeau de Noordoostpolder
Drapeau de Stede Broec
Drapeau de Tilbourg
Drapeau d'Utrechtse Heuvelrug
Drapeau de Werkendam
Drapeau de Westerwolde
Drapeau de Weststellingwerf
Drapeau de Wierden

#### Autre

Drapeau des locuteurs du Bas saxon des Pays-Bas

### Brésil

#### État de Bahia

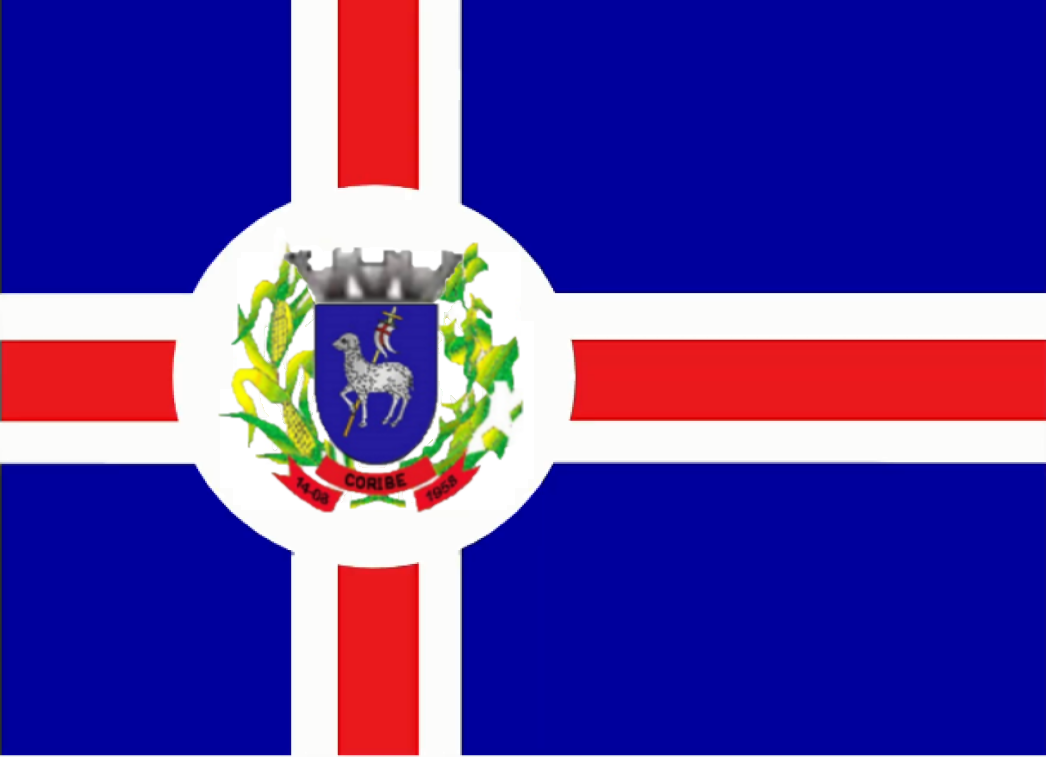
Drapeau de Coribe
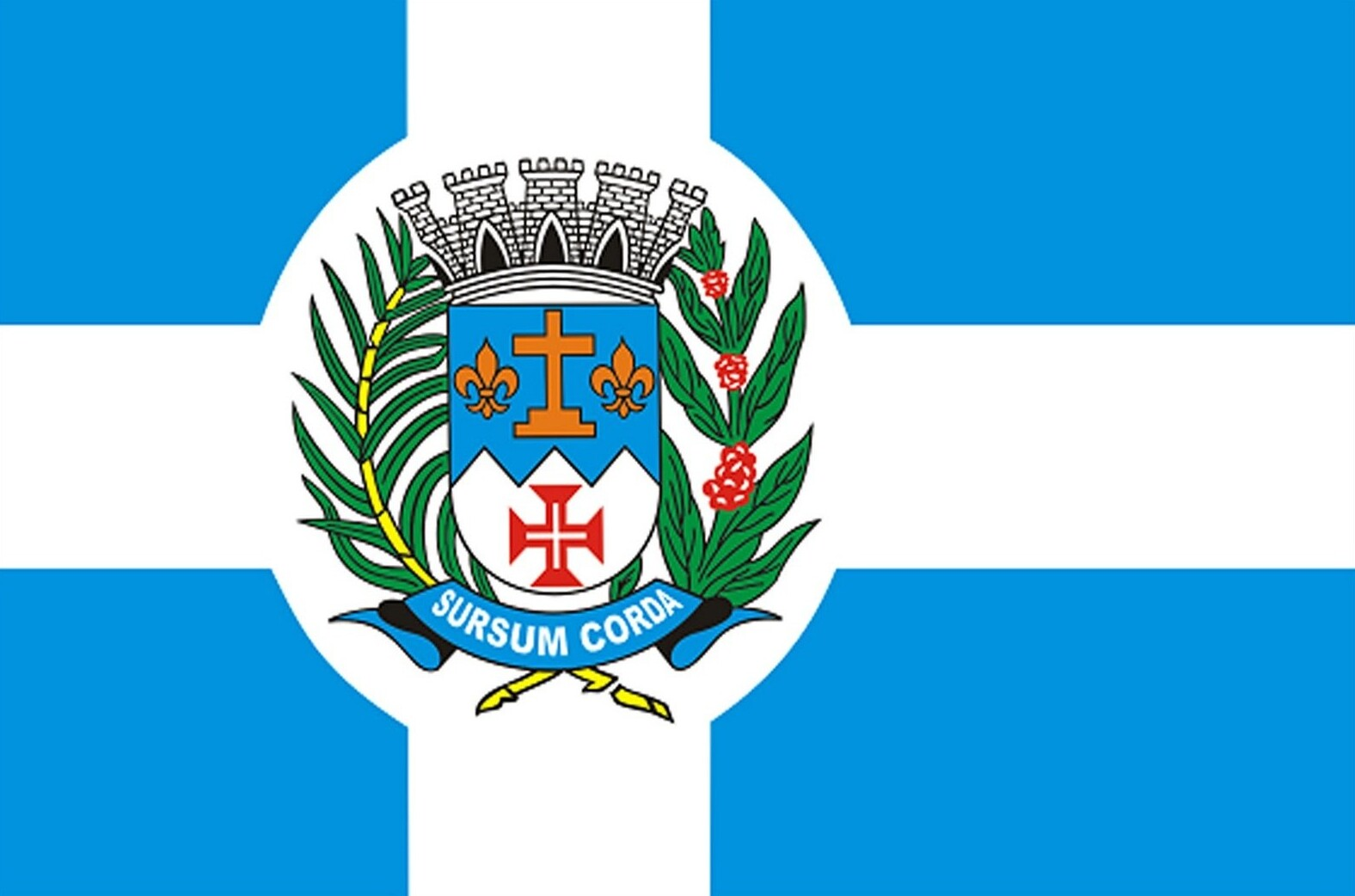
Drapeau de Jacaraci
Drapeau de Nova Viçosa
Drapeau de Paramirim
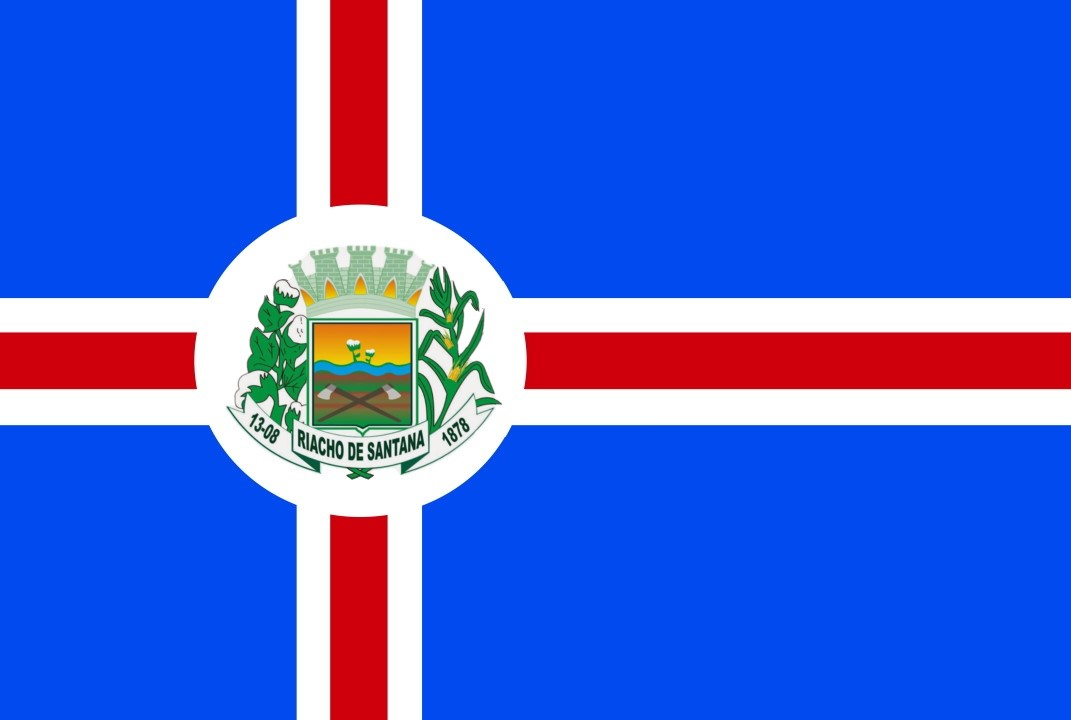
Drapeau de Riacho de Santana

#### État de Ceará

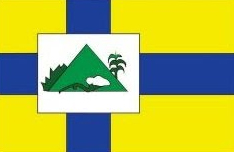
Drapeau de Caririaçu
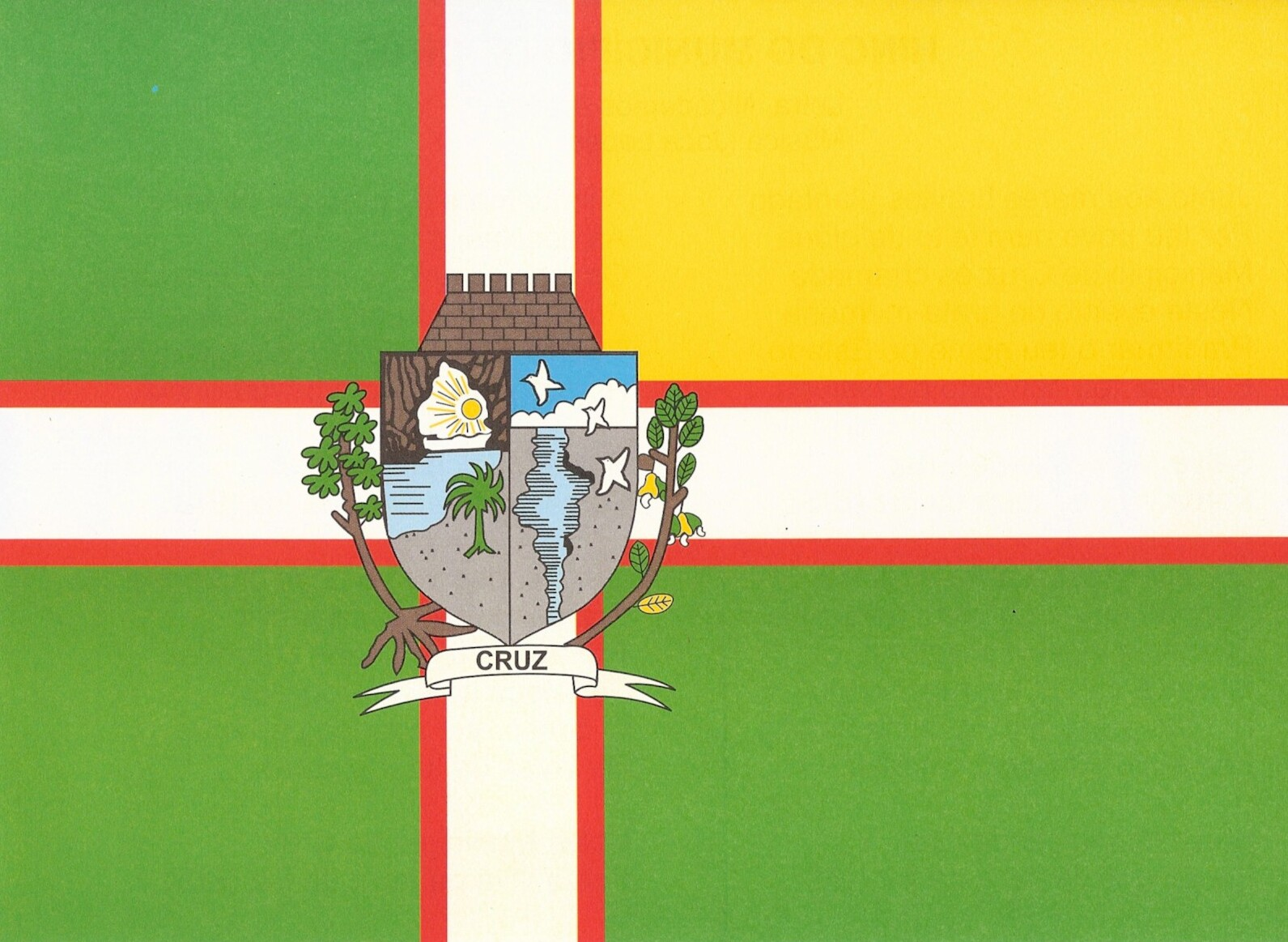
Drapeau de Cruz

#### État d'Espírito Santo

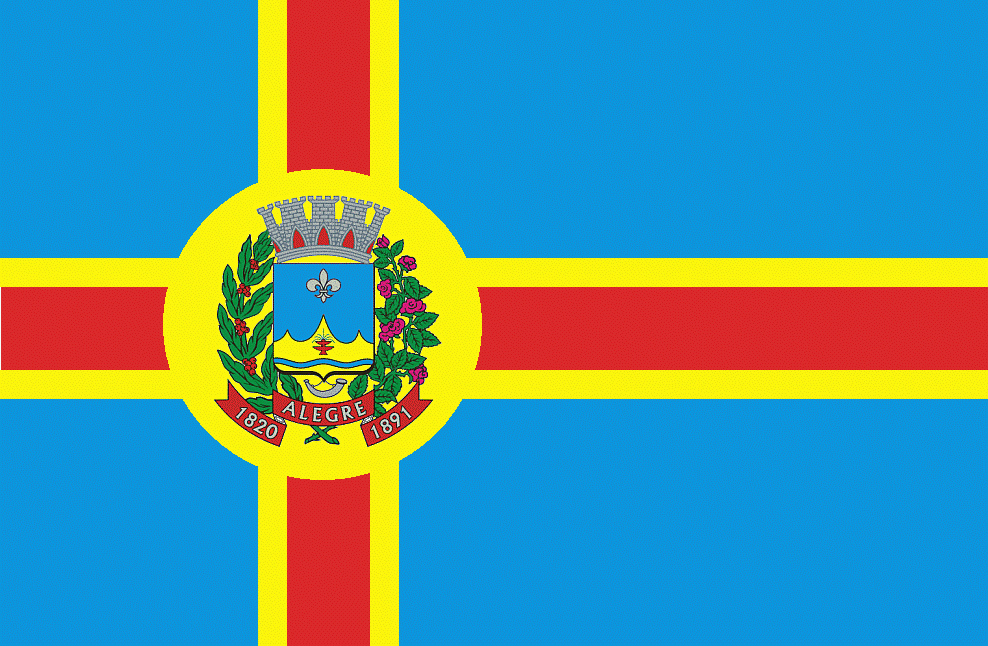
Drapeau d'Alegre
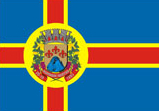
Drapeau de Domingos Martins
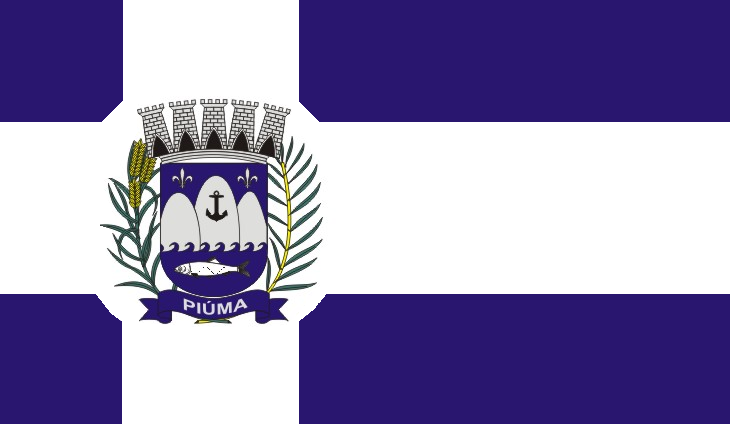
Drapeau de Piúma

#### État de Maranhão

Drapeau de Chapadinha
Drapeau de Governador Nunes Freire
Drapeau de Paulo Ramos
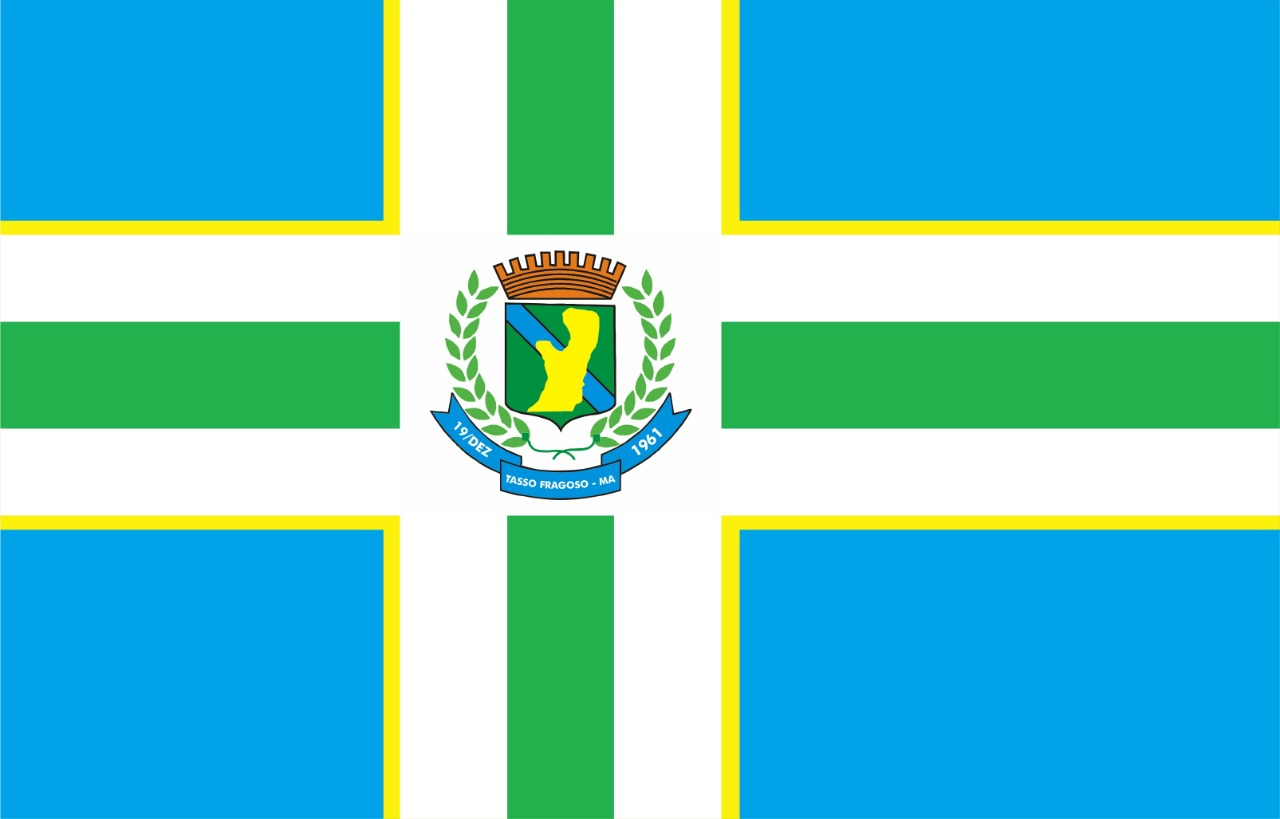
Drapeau de Tasso Fragoso

#### État de Mato Grosso

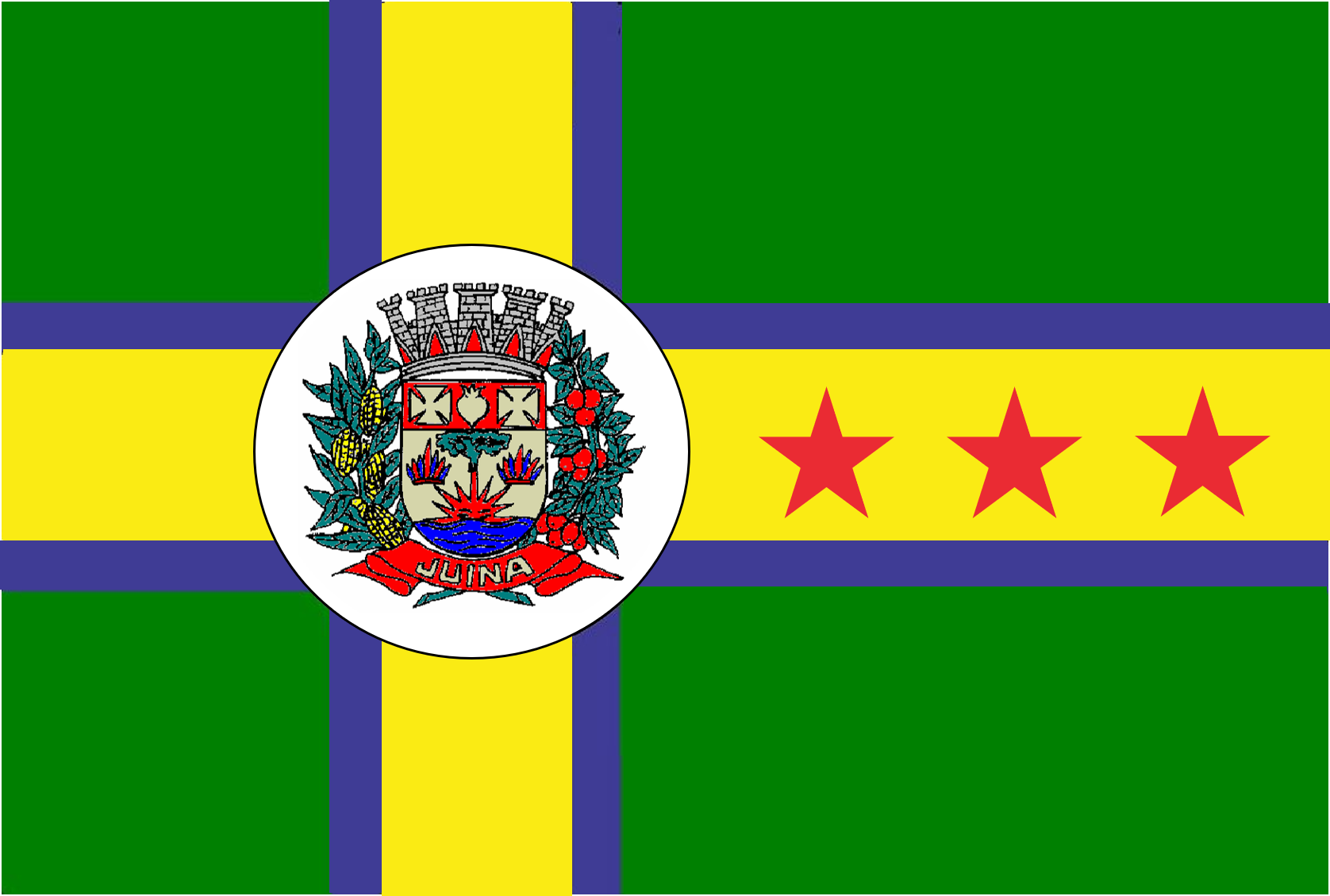
Drapeau de Juína
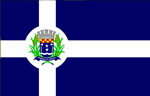
Drapeau de Reserva do Cabaçal

#### État de Mato Grosso do Sul

Drapeau d'Aral Moreira
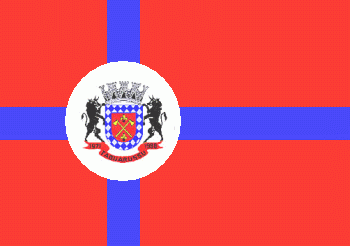
Drapeau de Taquarussu

#### État de Minas Gerais

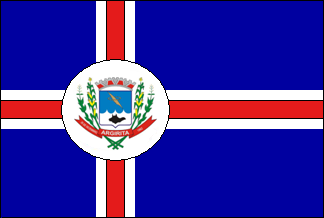
Drapeau d'Argirita
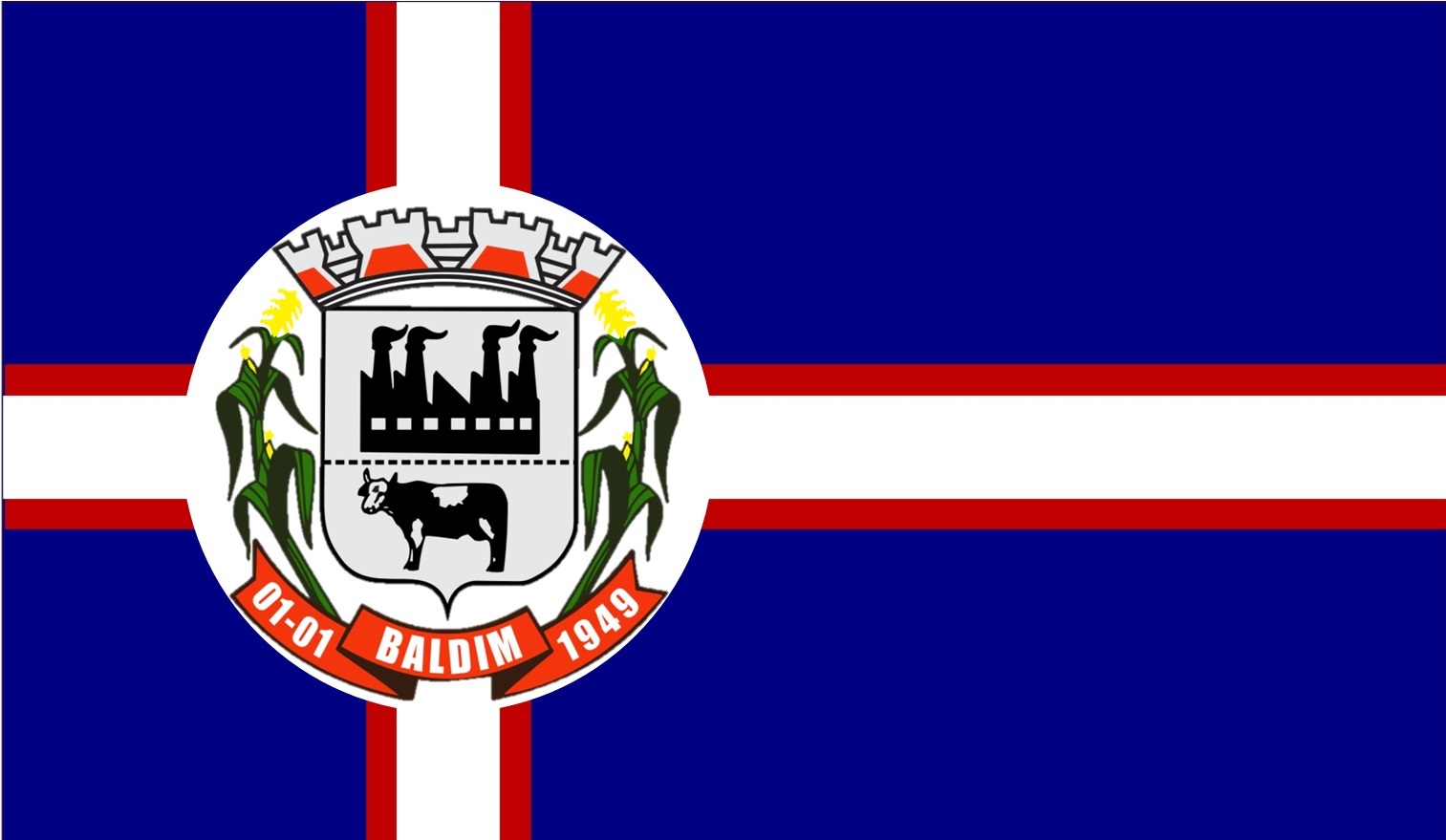
Drapeau de Baldim
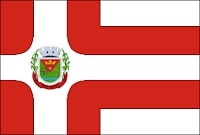
Drapeau de Bias Fortes
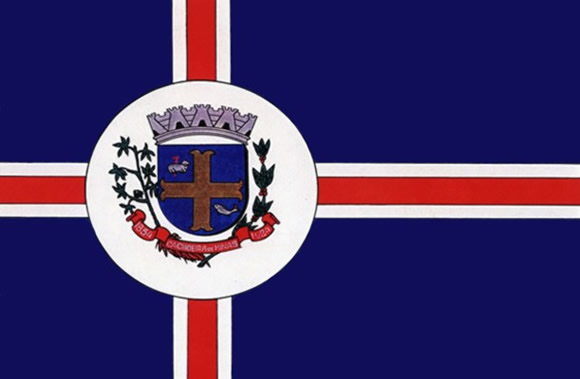
Drapeau de Cachoeira de Minas
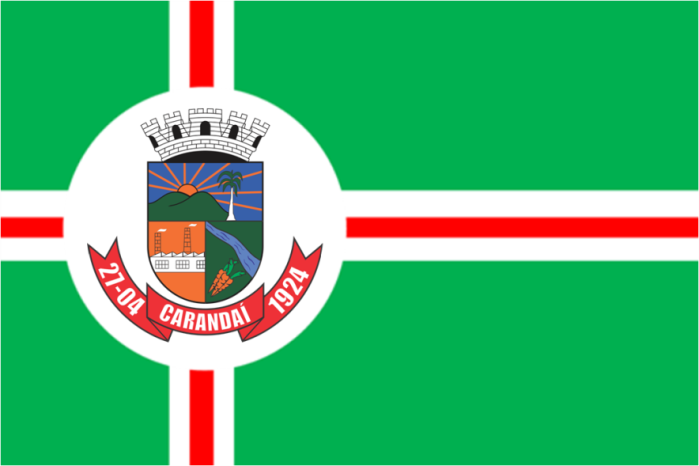
Drapeau de Carandaí
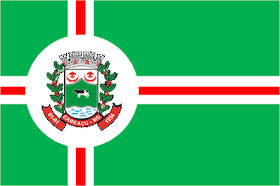
Drapeau de Careaçu
Drapeau de Carmo do Paranaíba
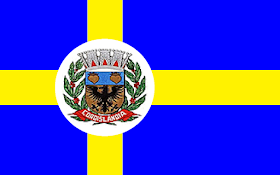
Drapeau de Cordislândia
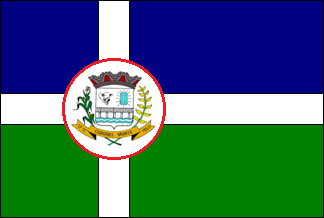
Drapeau de Coronel Murta
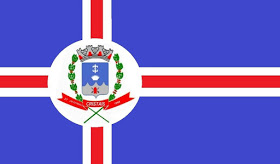
Drapeau de Cristais
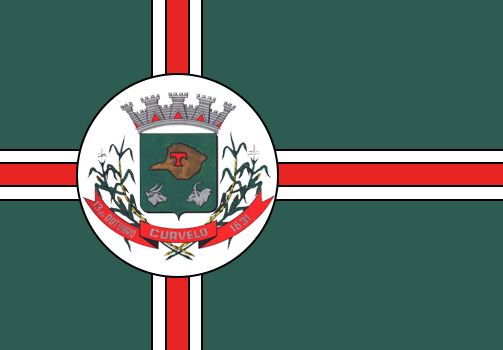
Drapeau de Curvelo
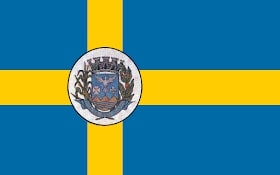
Drapeau de Divinolândia de Minas
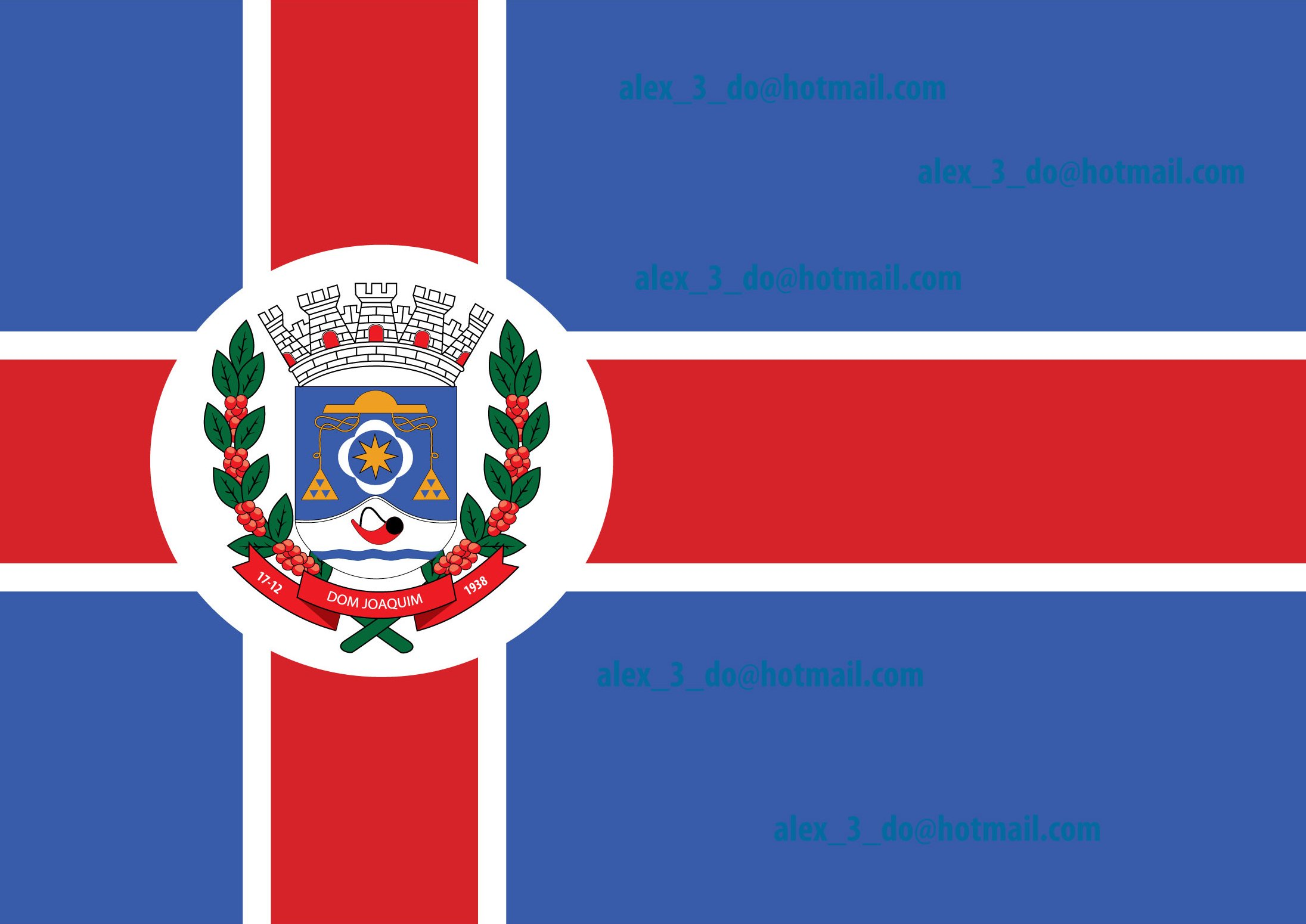
Drapeau de Dom Joaquim
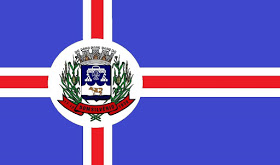
Drapeau de Dom Silvério
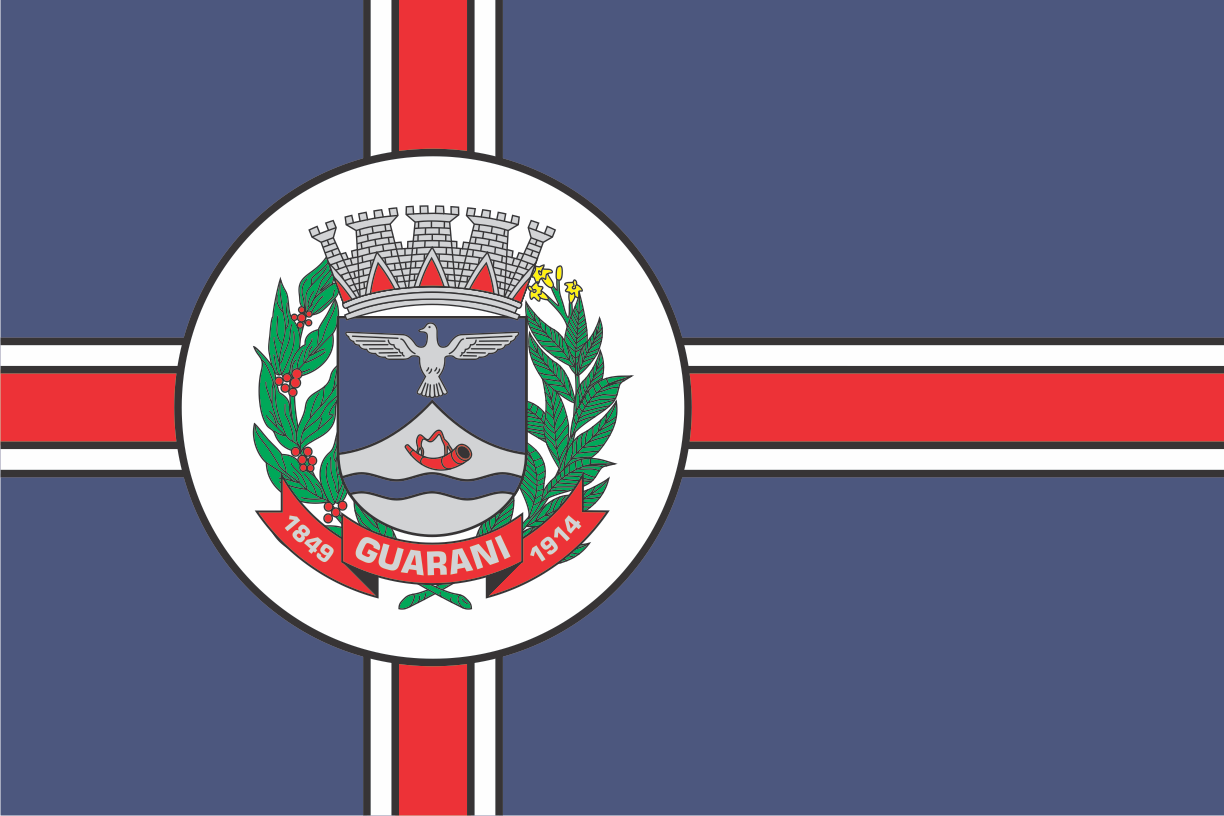
Drapeau de Guarani
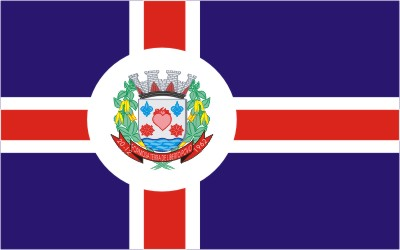
Drapeau de Lagoa Formosa
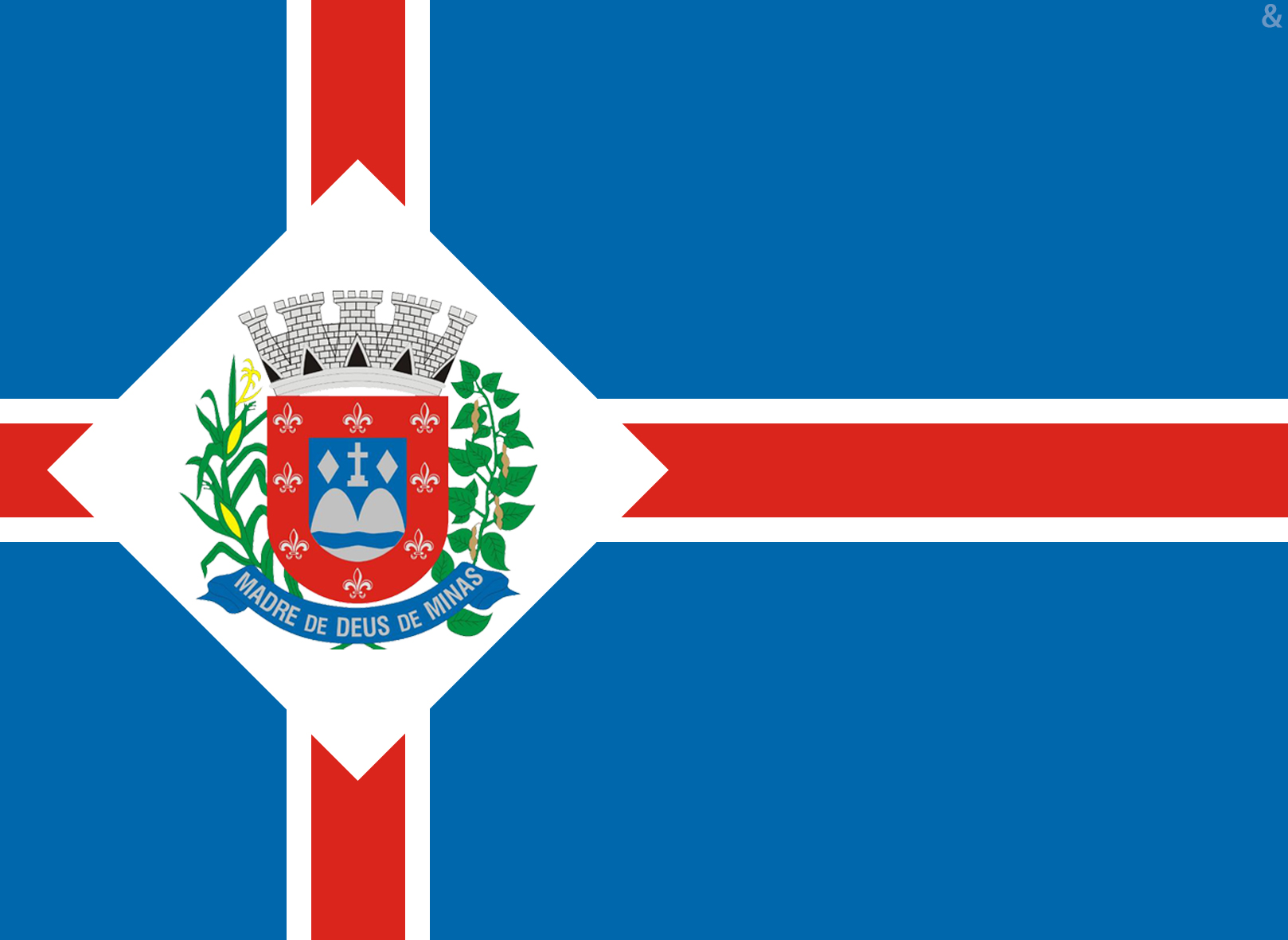
Drapeau de Madre de Deus de Minas
Drapeau d'Nova Era
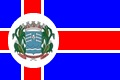
Drapeau de Resende Costa
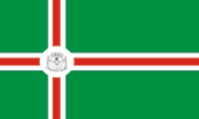
Drapeau de São Domingos do Prata
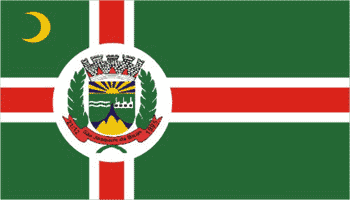
Drapeau de São Joaquim de Bicas
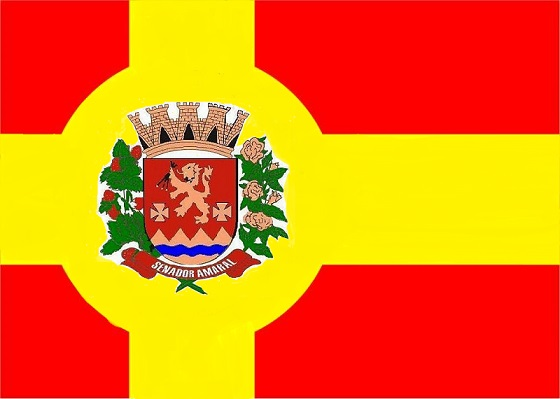
Drapeau de Senador Amaral
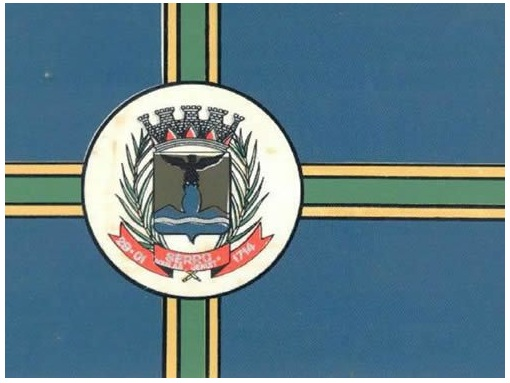
Drapeau de Serro

#### État de Paraíba

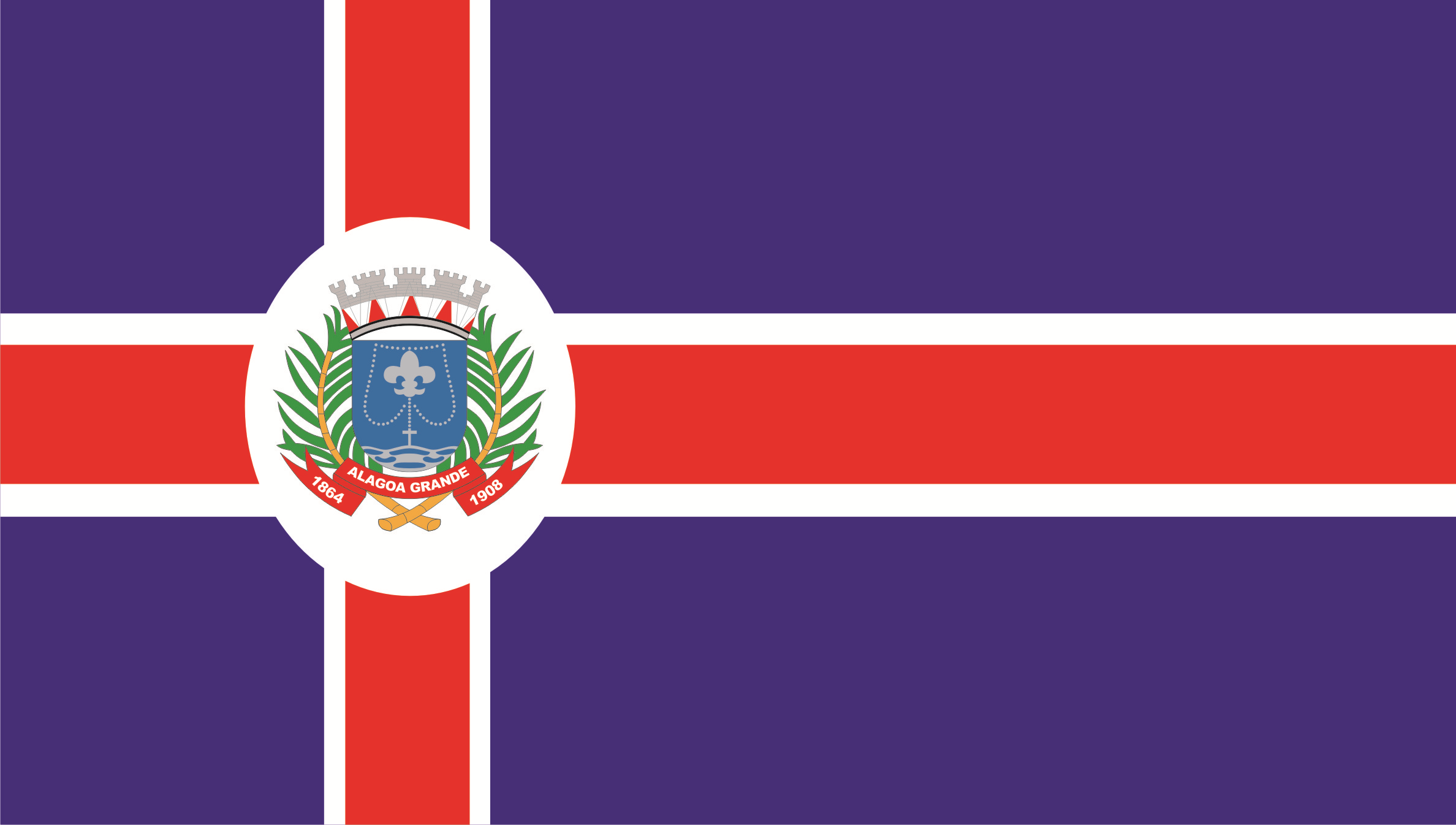
Drapeau d'Alagoa Grande
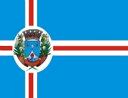
Drapeau de Cuité
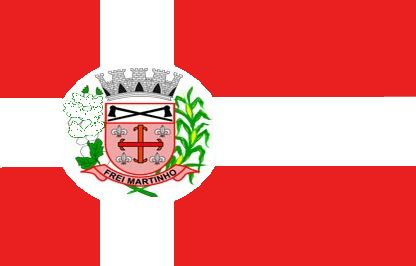
Drapeau de Frei Martinho

#### État de Paraná

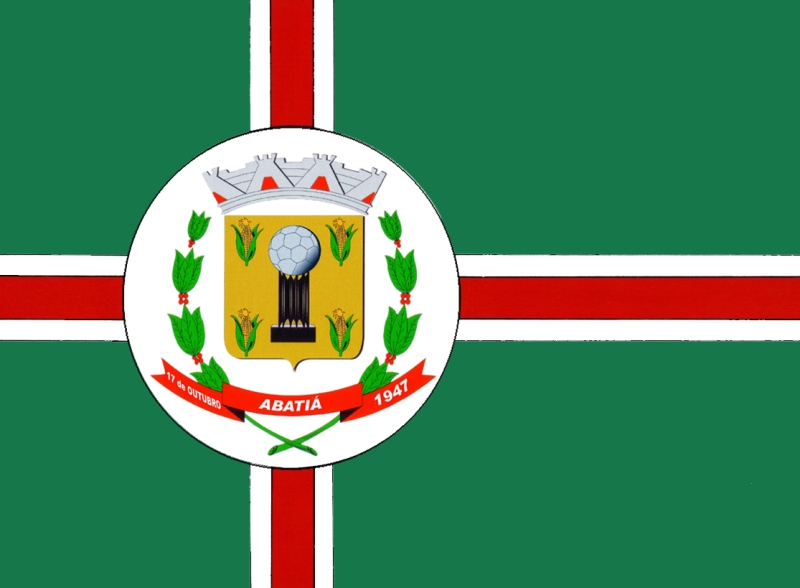
Drapeau d'Abatiá
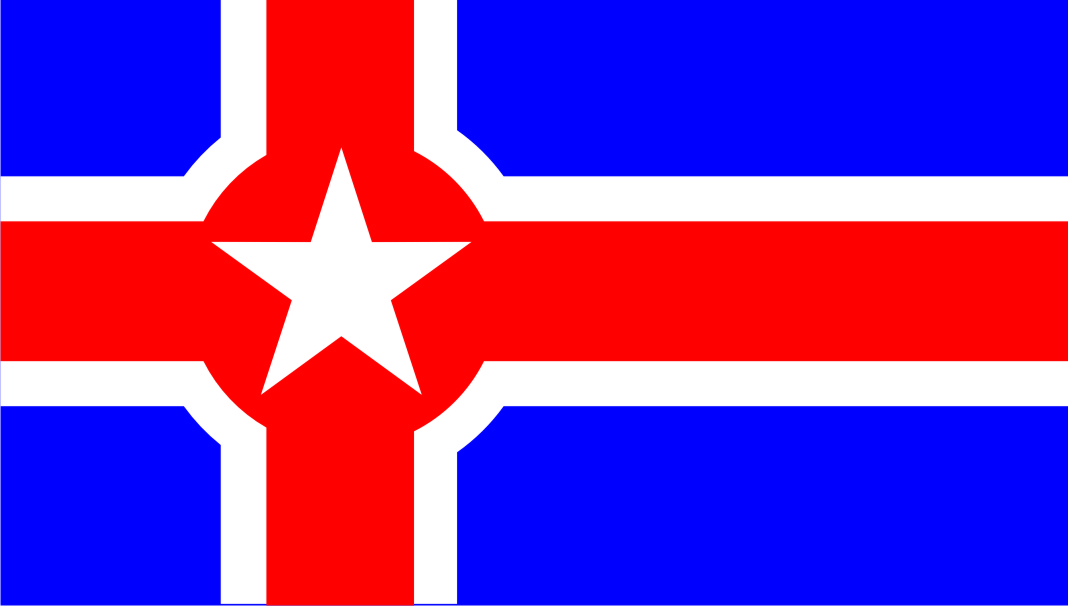
Drapeau d'Altônia
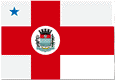
Drapeau de Balsa Nova
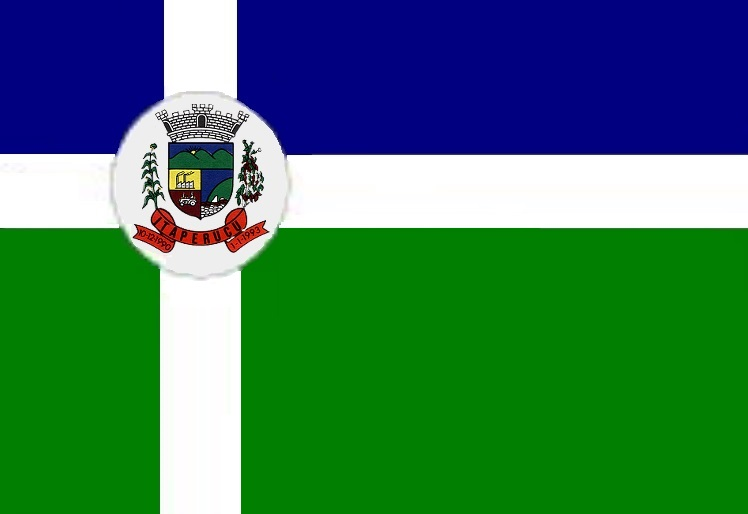
Drapeau d'Itaperuçu
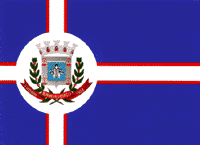
Drapeau de Mandaguaçu
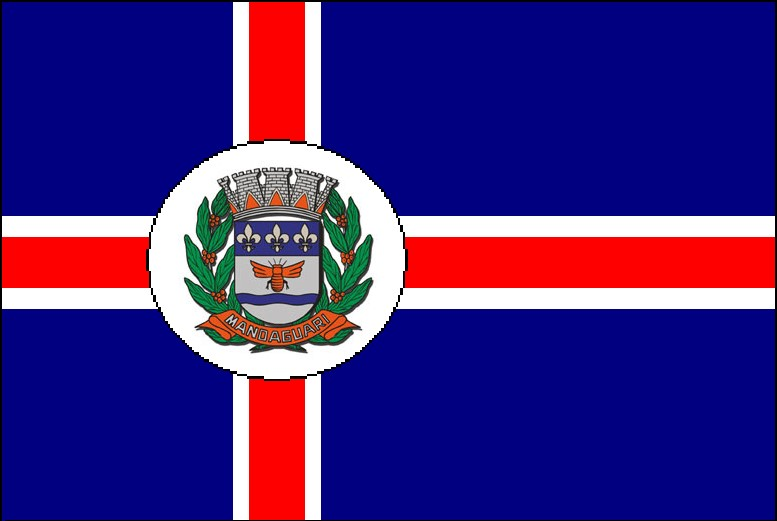
Drapeau de Mandaguari
Drapeau de Palotina
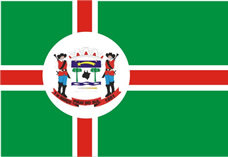
Drapeau de Piraí do Sul
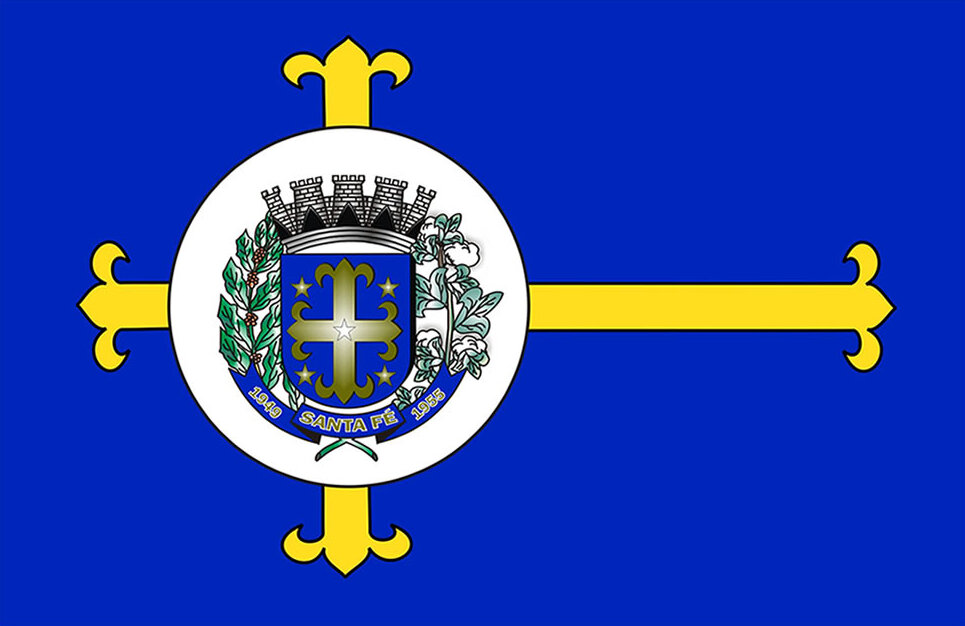
Drapeau de Santa Fé
Drapeau de Santa Helena
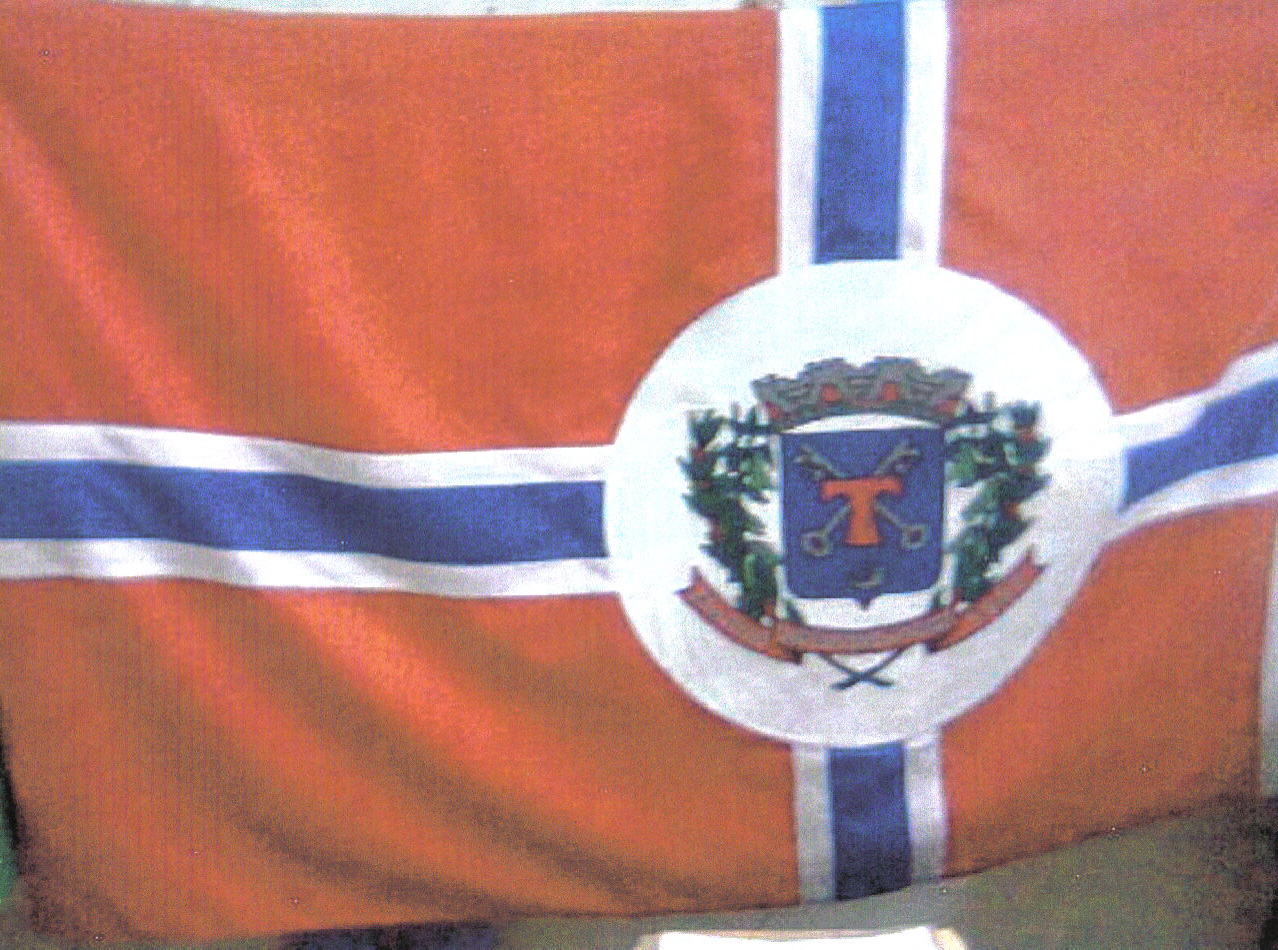
Drapeau de Santo Antônio do Paraíso
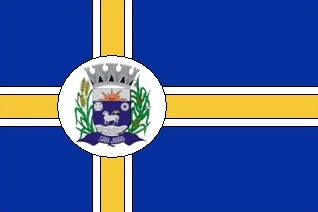
Drapeau de São João
Drapeau de São Miguel do Iguaçu
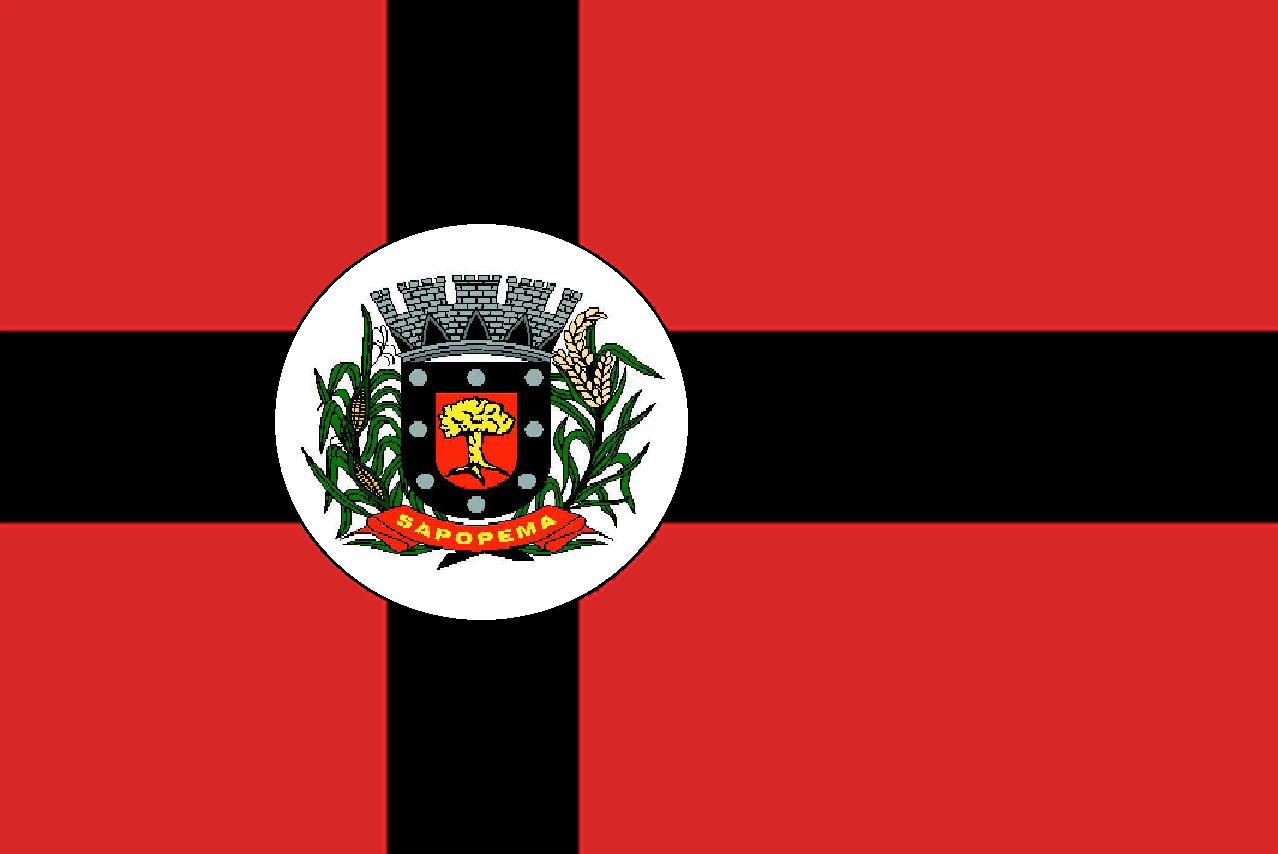
Drapeau de Sapopema
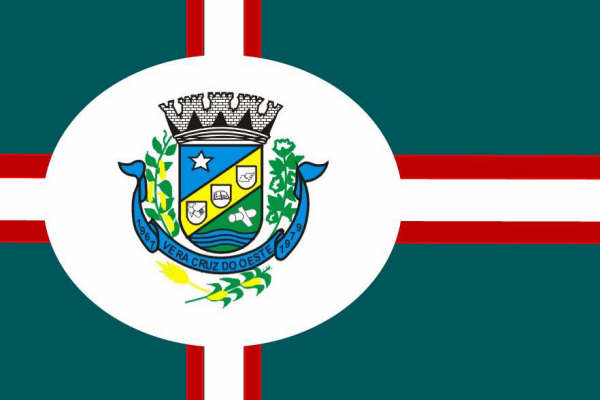
Drapeau de Vera Cruz do Oeste

#### État de Pernambuco

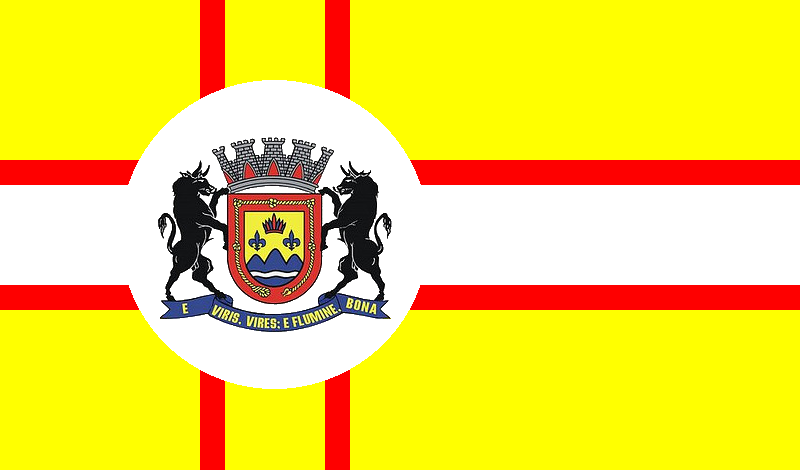
Drapeau de Cabrobó
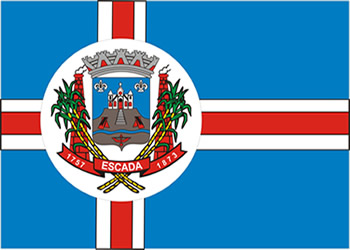
Drapeau d'Escada

#### État de Piauí

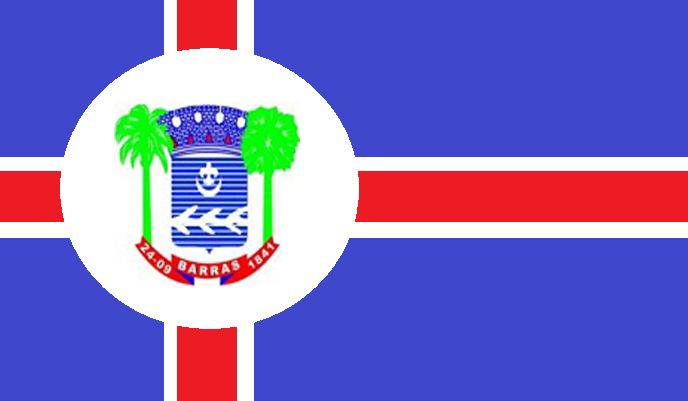
Drapeau de Barras
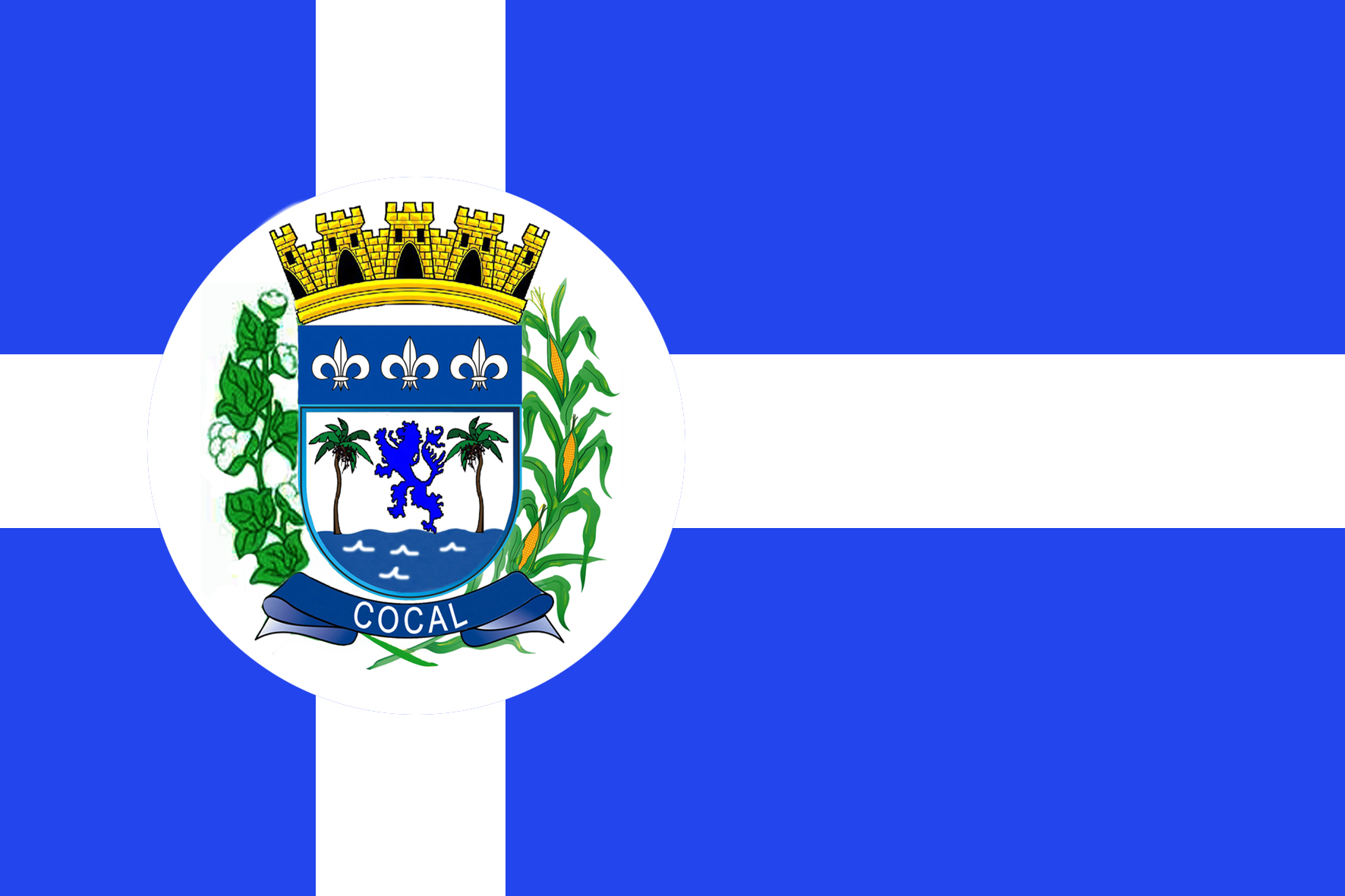
Drapeau de Cocal

#### État de Rio Grande do Norte

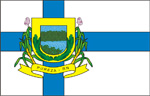
Drapeau de Pureza
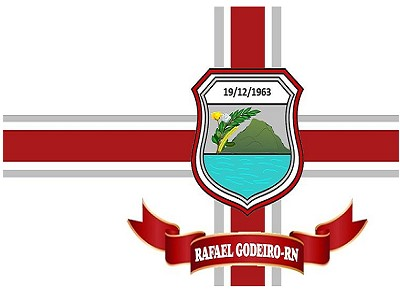
Drapeau de Rafael Godeiro
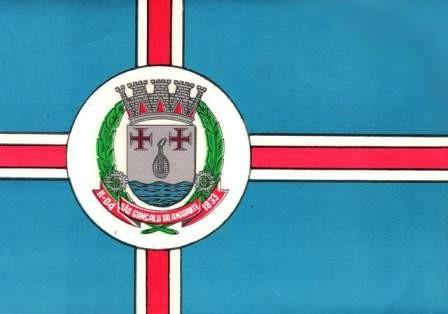
Drapeau de São Gonçalo do Amarante

#### État de Rio Grande do Sul

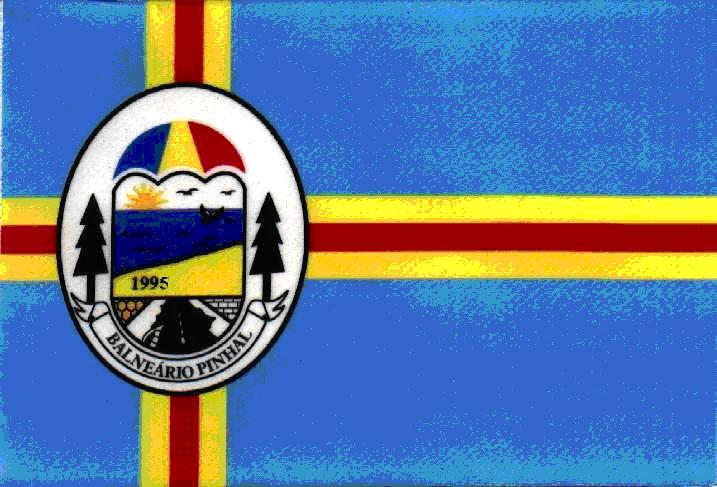
Drapeau de Balneário Pinhal
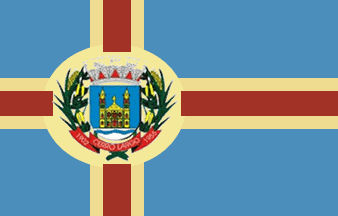
Drapeau de Cerro Largo
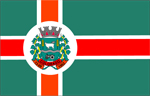
Drapeau de Colorado
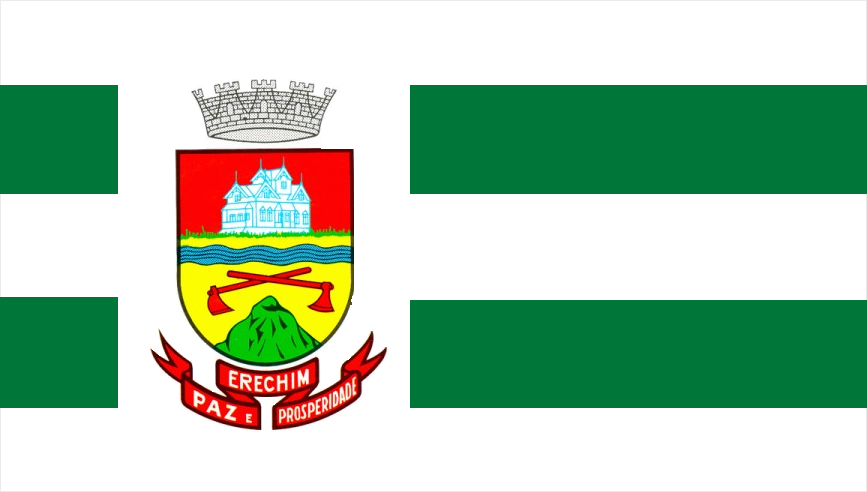
Drapeau d'Erechim
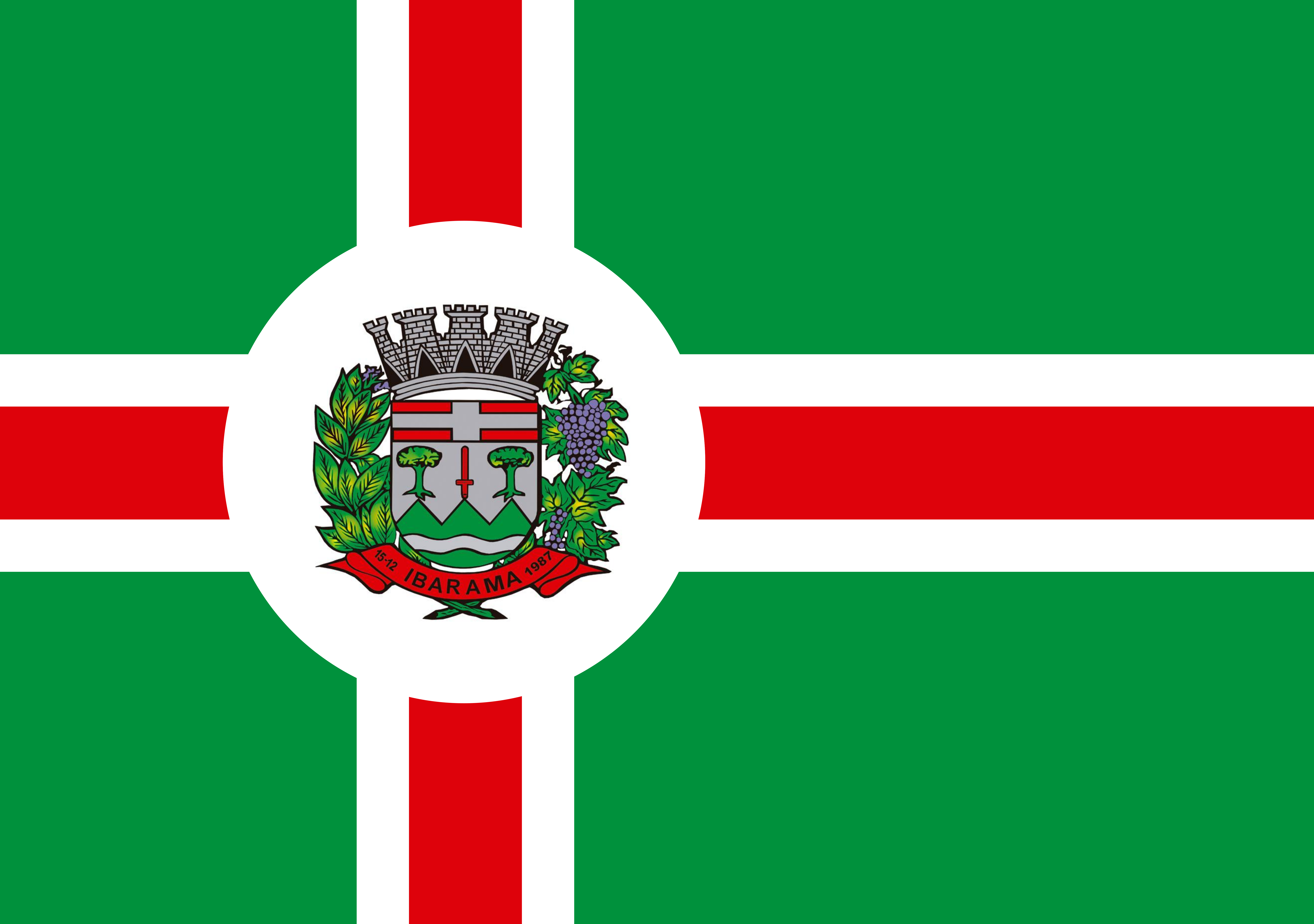
Drapeau d'Ibarama
Drapeau de Nova Candelária
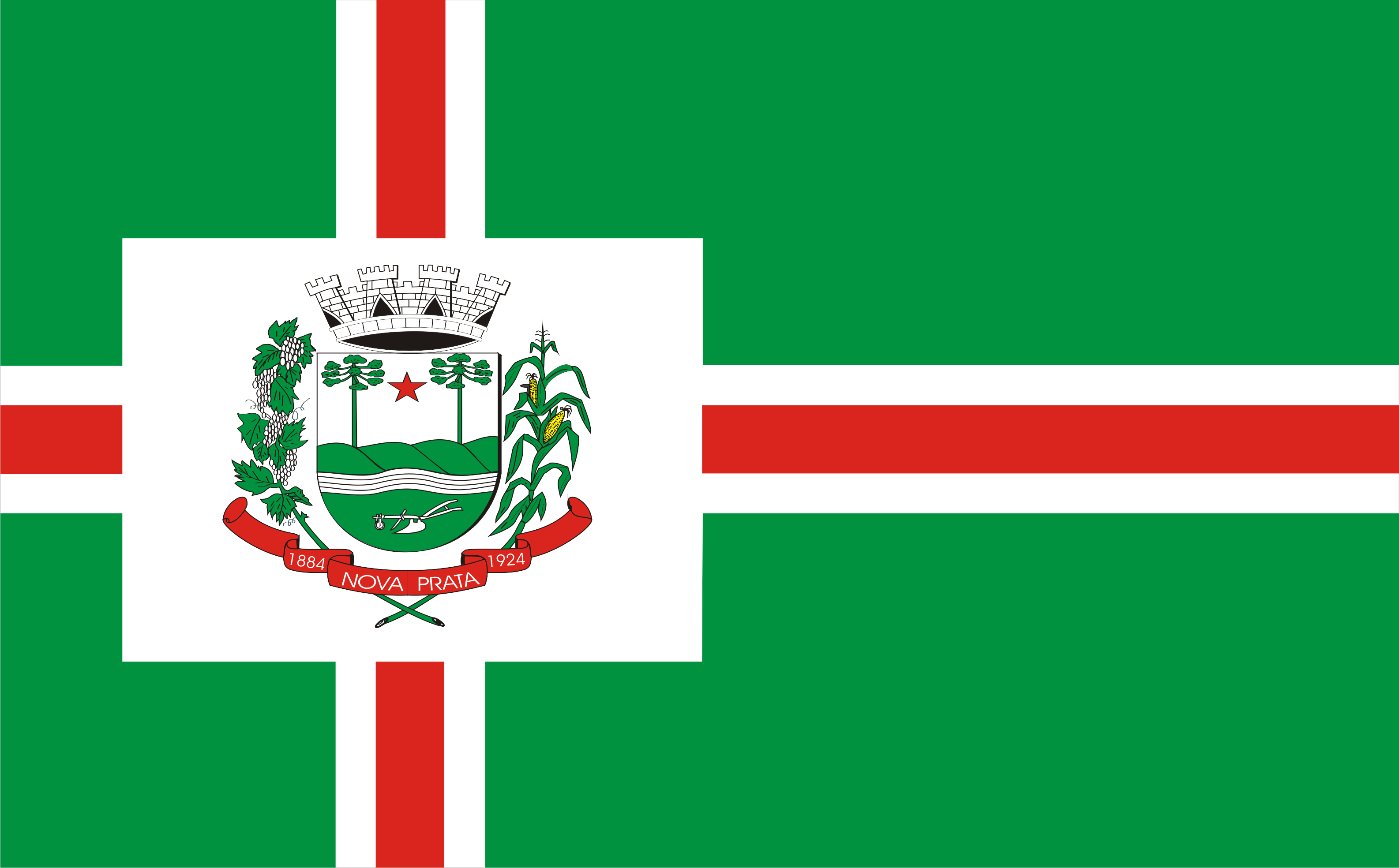
Drapeau de Nova Prata
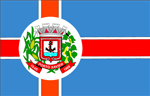
Drapeau de Porto Xavier
Drapeau de Santa Bárbara do Sul
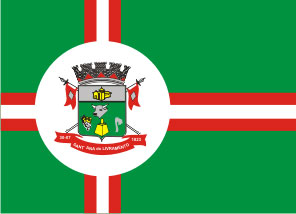
Drapeau de Santana do Livramento
Drapeau de Santo Cristo
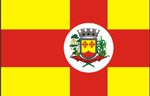
Drapeau de São Francisco de Assis
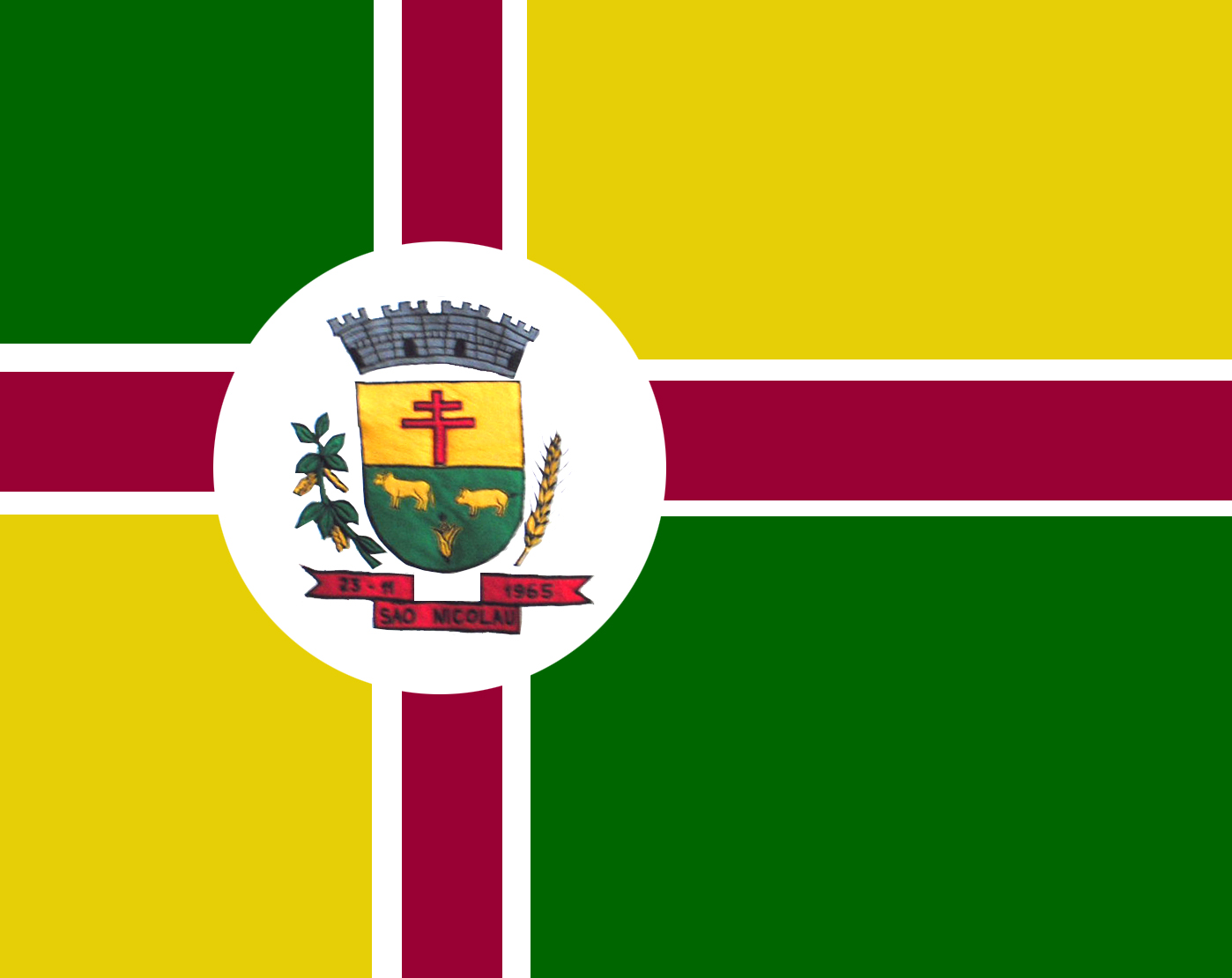
Drapeau de São Nicolau
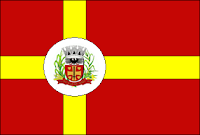
Drapeau de São Paulo das Missões

#### État de Santa Catarina

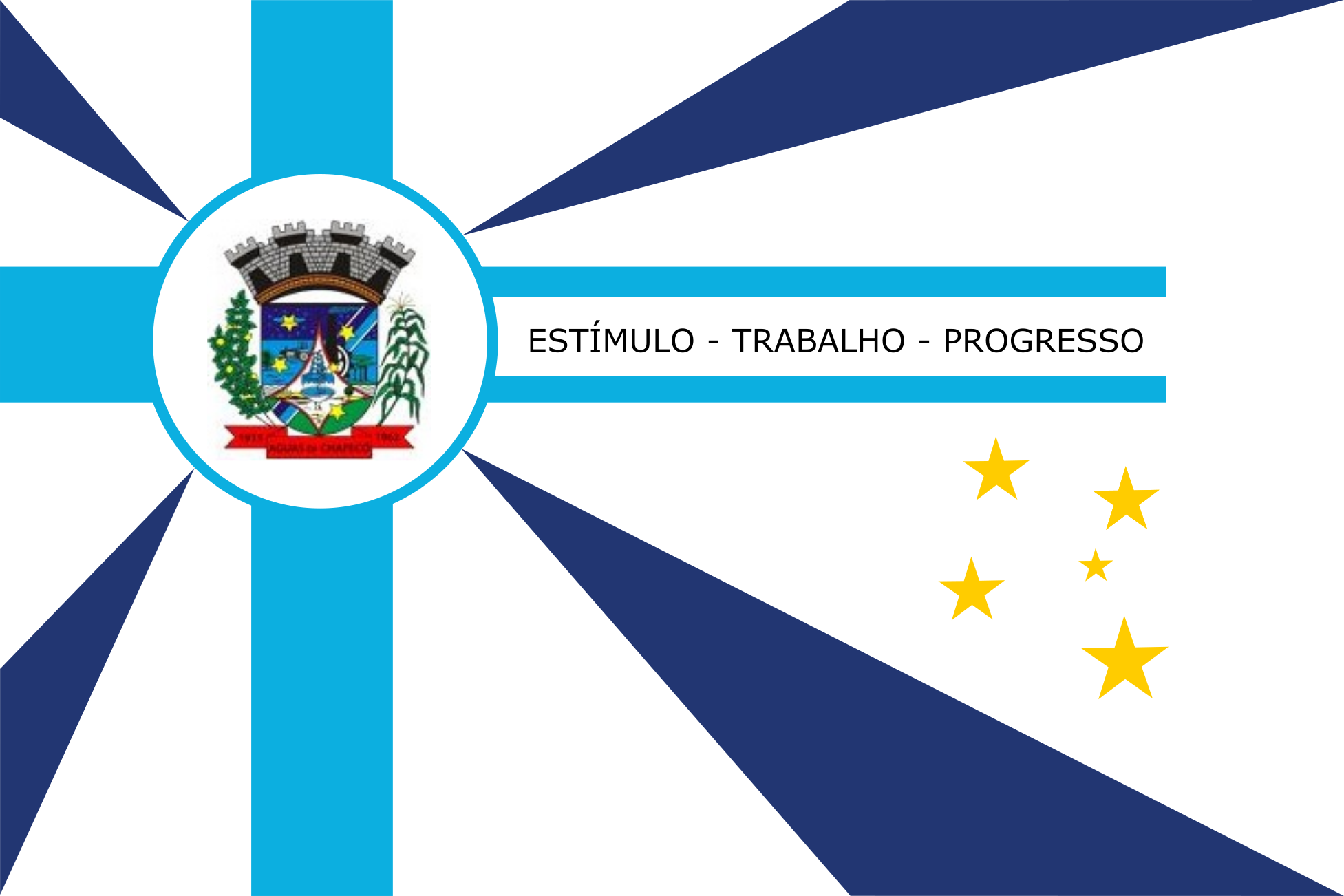
Drapeau d'Águas de Chapecó
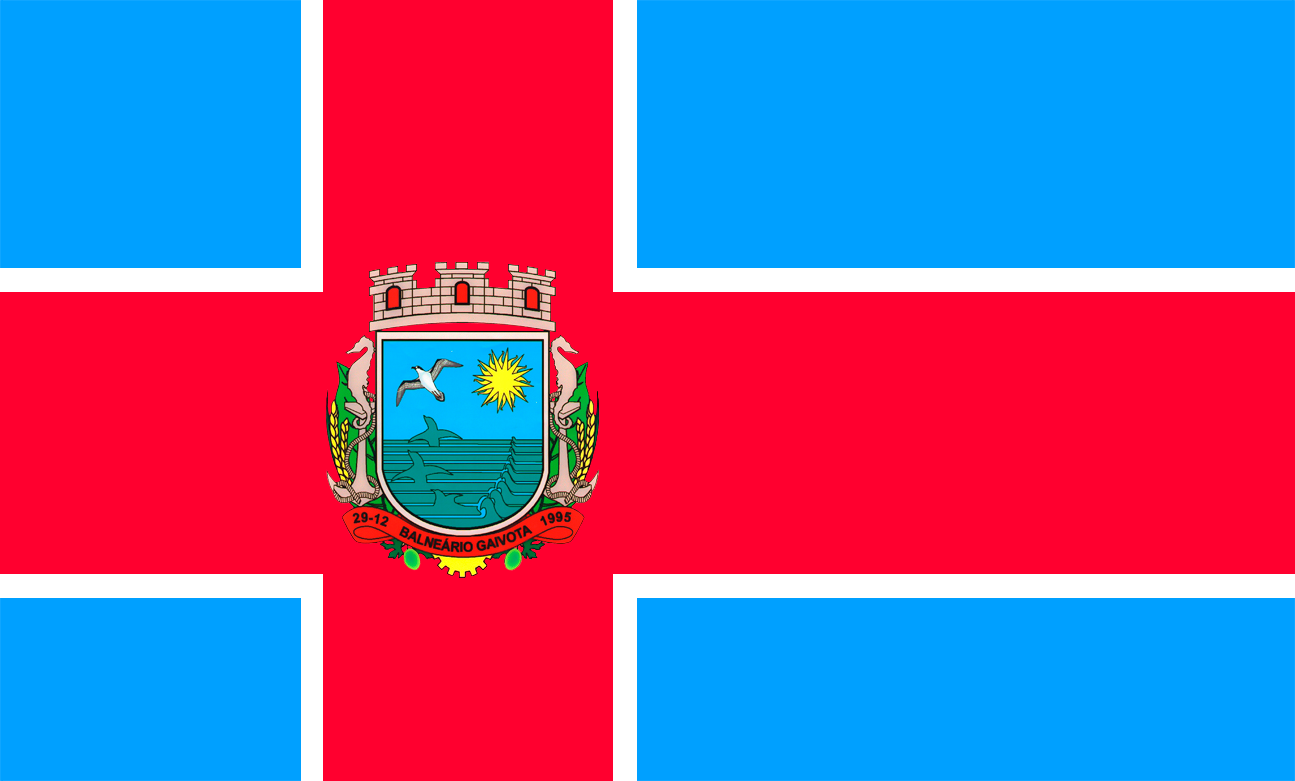
Drapeau de Balneário Gaivota
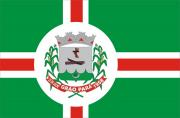
Drapeau de Grão Pará
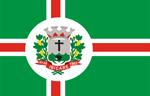
Drapeau d'Ibicaré
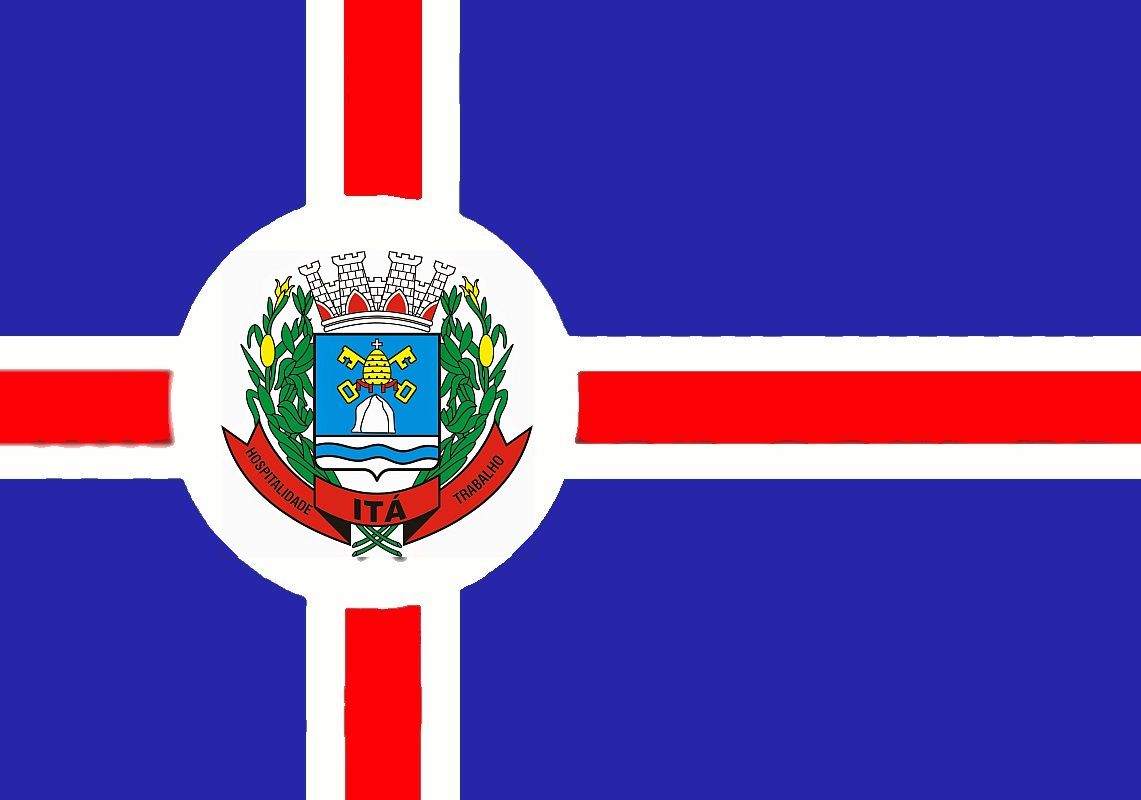
Drapeau d'Itá
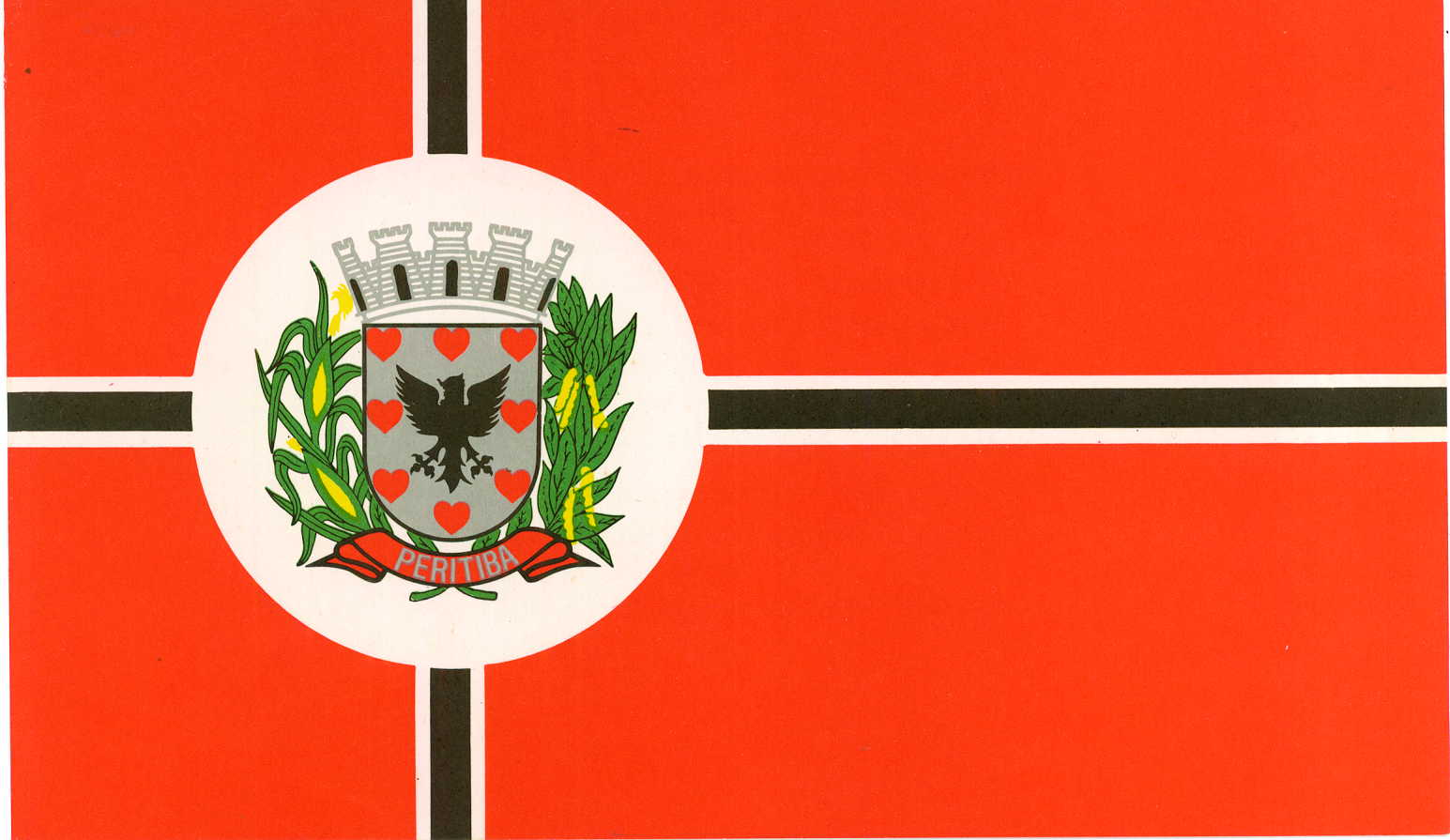
Drapeau de Peritiba
Drapeau de Pouso Redondo
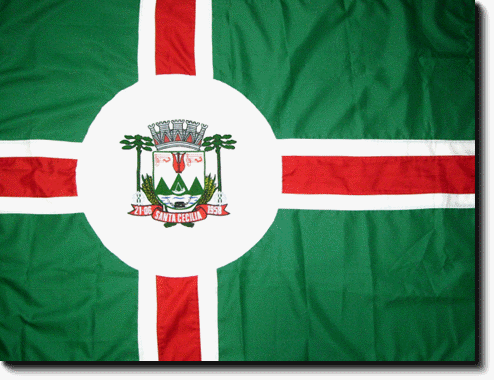
Drapeau de Santa Cecília
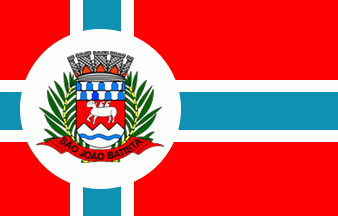
Drapeau de São João Batista
Drapeau de Vitor Meireles

#### État de São Paulo

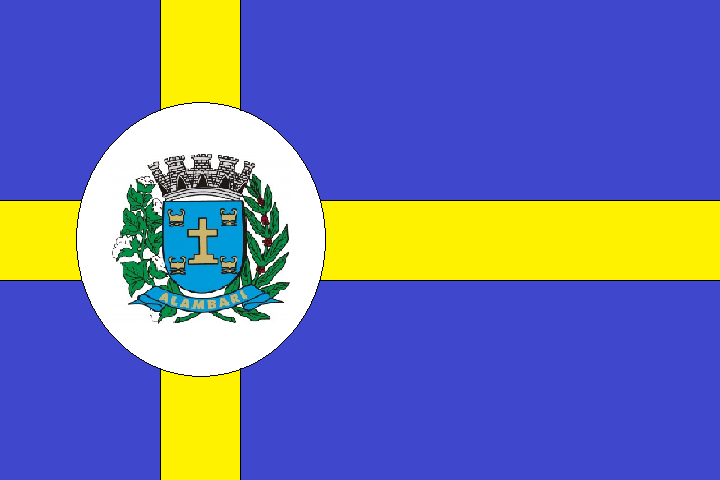
Drapeau d'Alambari
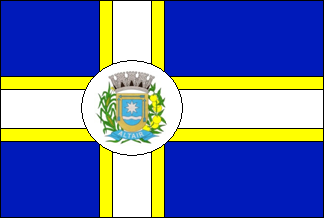
Drapeau d'Altair
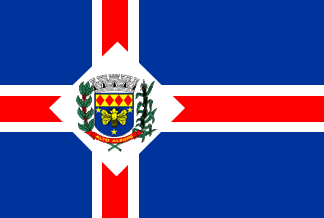
Drapeau d'Alto Alegre
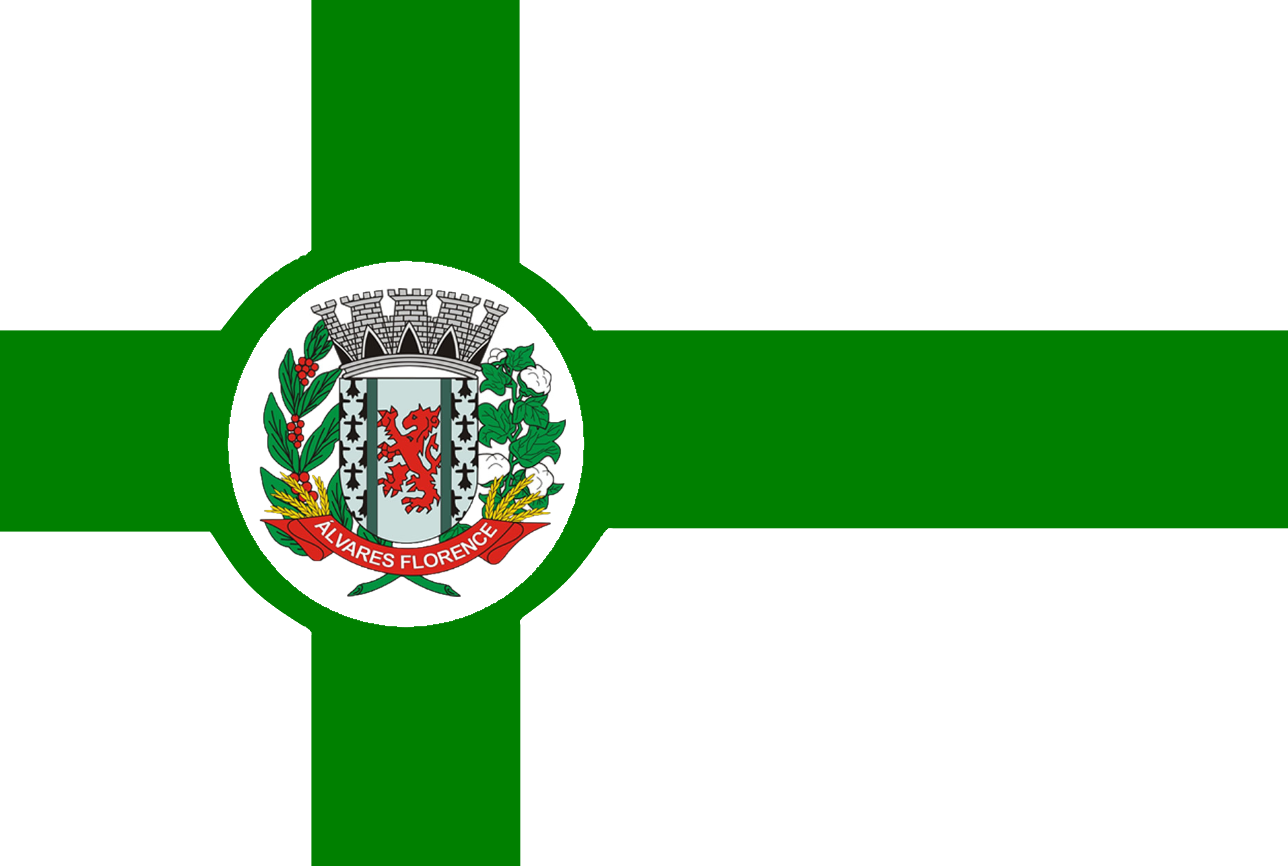
Drapeau d'Álvares Florence
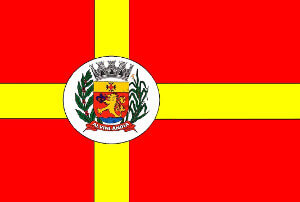
Drapeau d'Alvinlândia
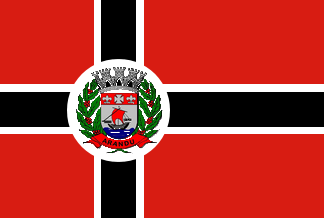
Drapeau d'Arandu
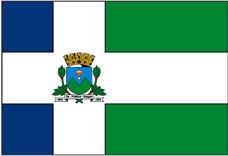
Drapeau d'Areias
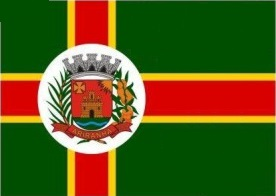
Drapeau d'Ariranha
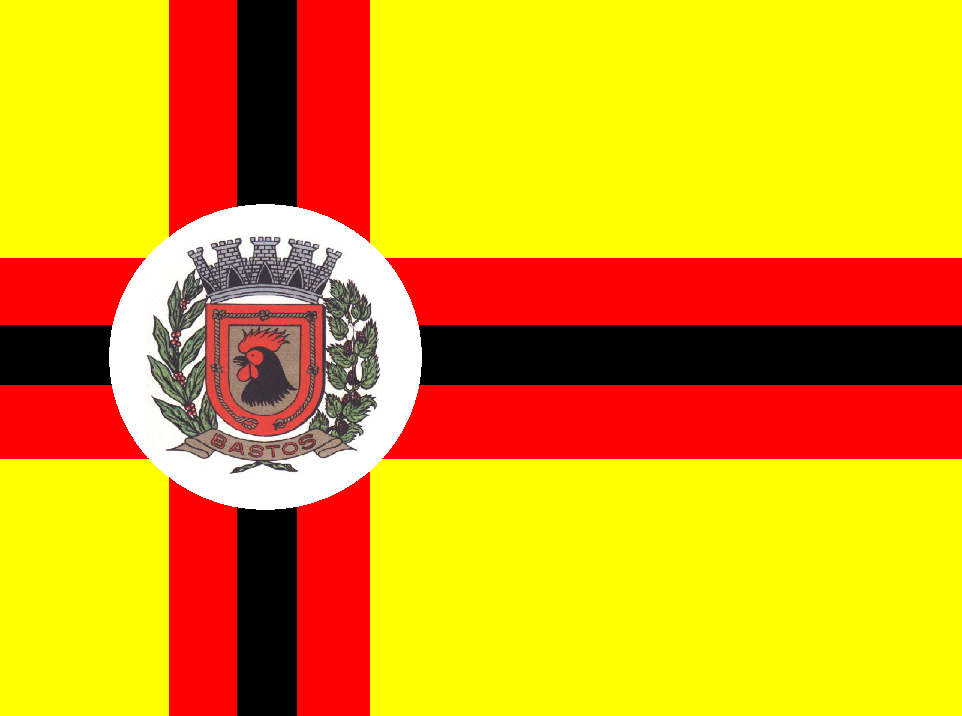
Drapeau de Bastos
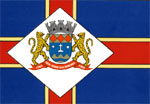
Drapeau de Bom Jesus dos Perdões
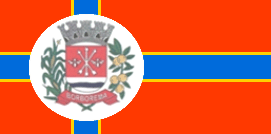
Drapeau de Borborema
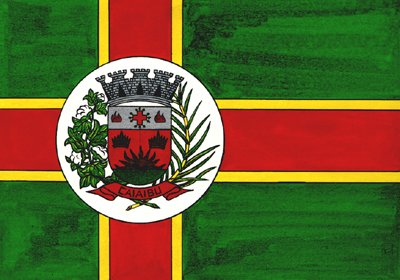
Drapeau de Caiabu
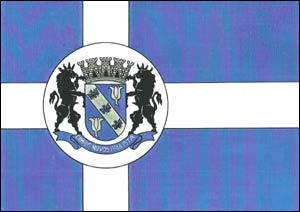
Drapeau de Campos Novos Paulista
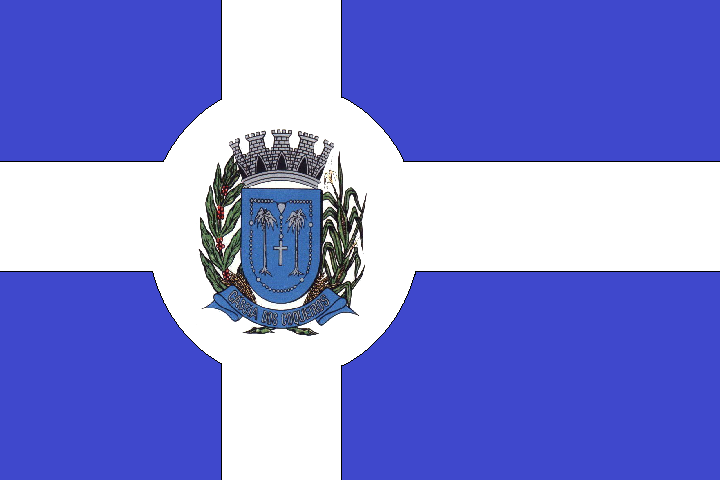
Drapeau de Cássia dos Coqueiros
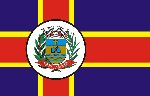
Drapeau de Cesário Lange
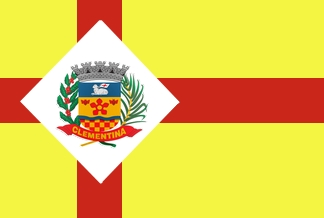
Drapeau de Clementina
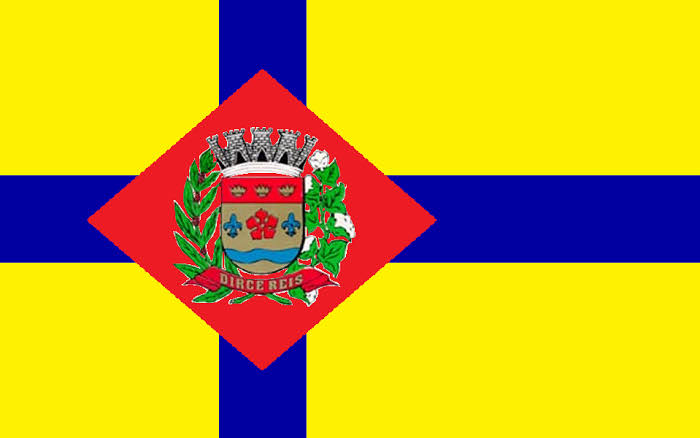
Drapeau de Dirce Reis
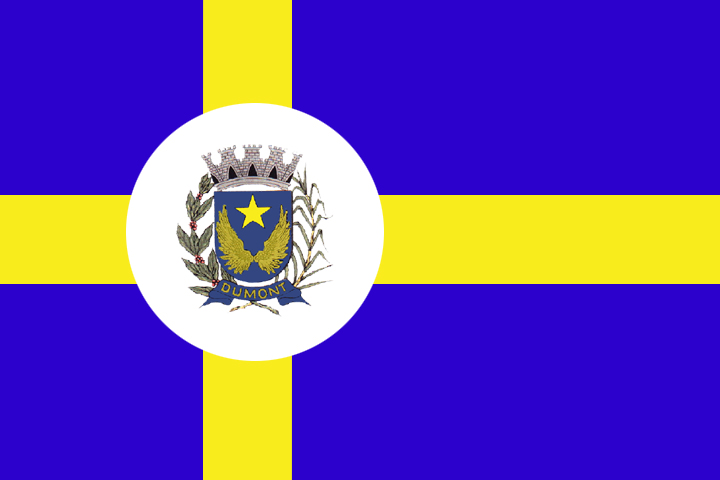
Drapeau de Dumont
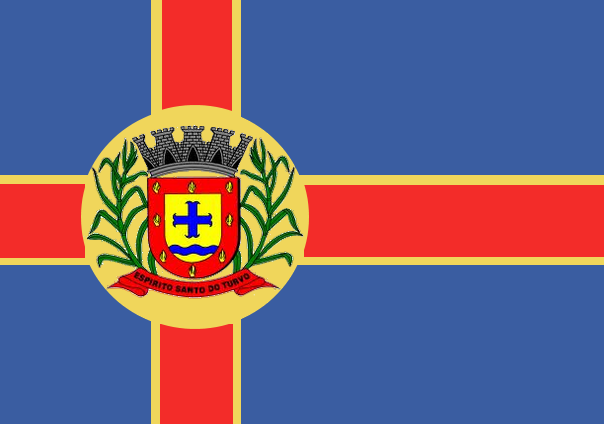
Drapeau d'Espírito Santo do Turvo
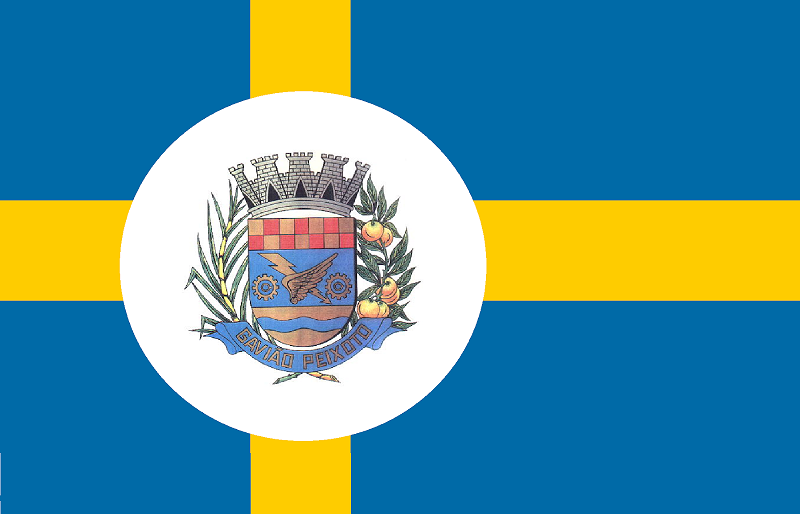
Drapeau de Gavião Peixoto
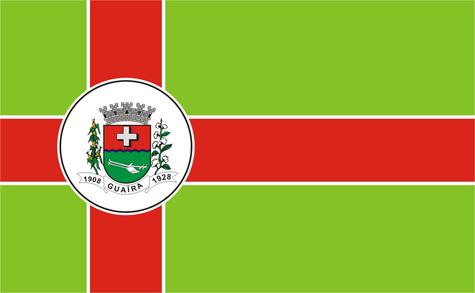
Drapeau de Guaíra
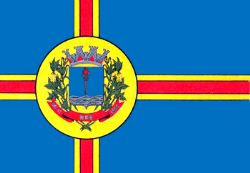
Drapeau d'Iepê
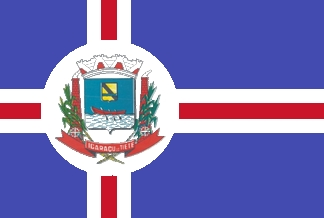
Drapeau d'Igaraçu do Tietê
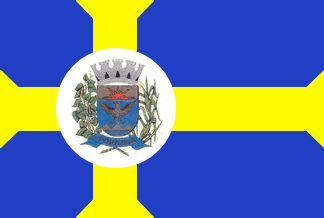
Drapeau d'Iporanga
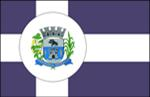
Drapeau d'Itapirapuã Paulista
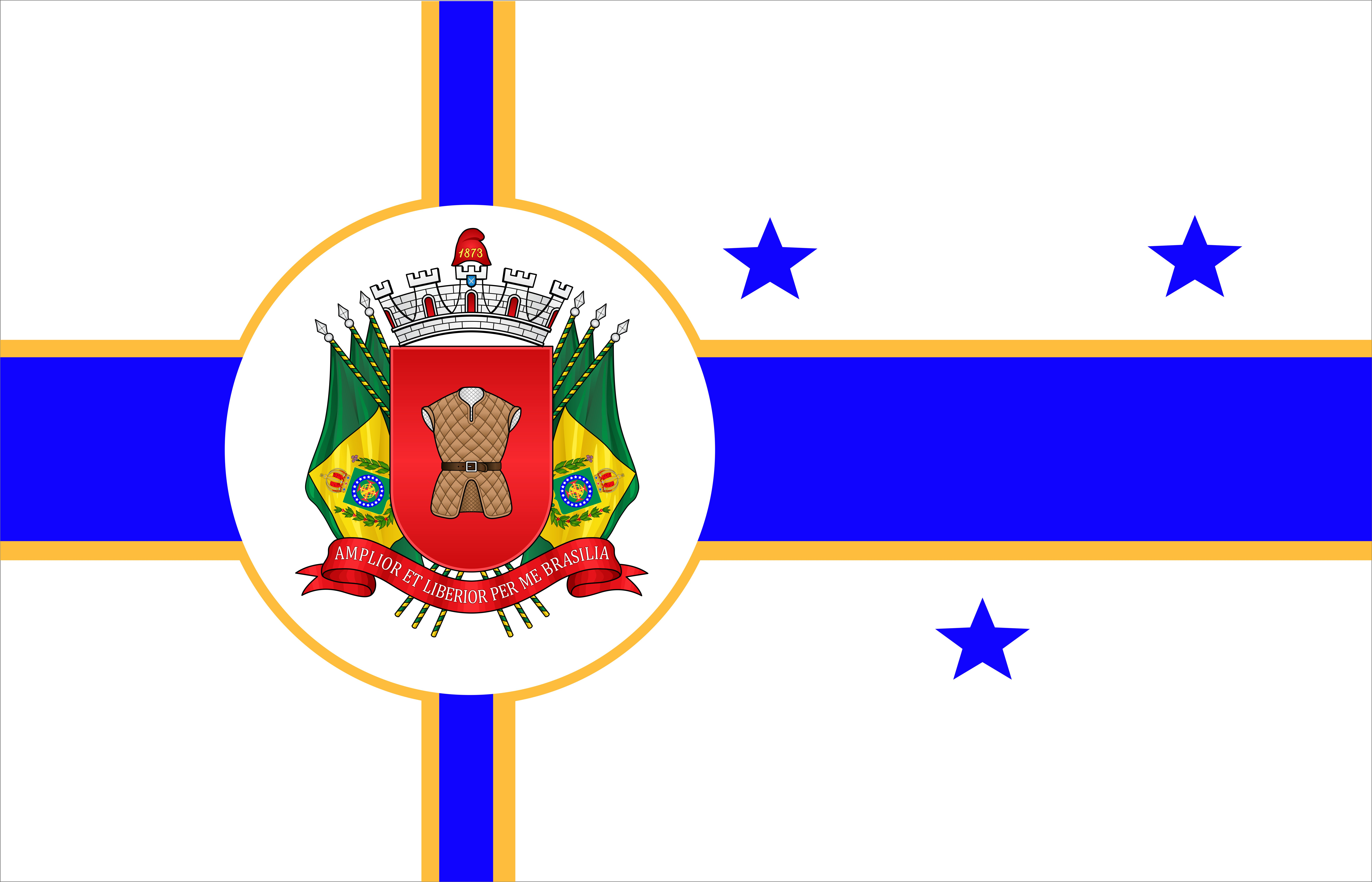
Drapeau d'Itu
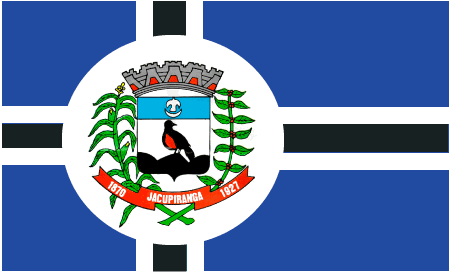
Drapeau de Jacupiranga
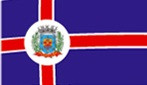
Drapeau de Juquitiba
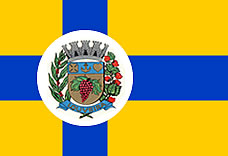
Drapeau de Louveira
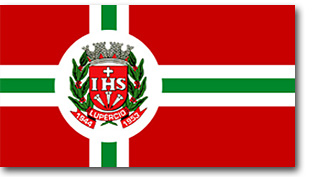
Drapeau de Lupércio
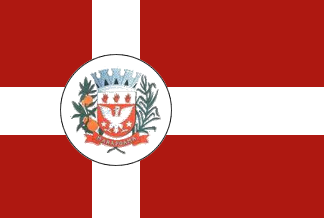
Drapeau de Marapoama
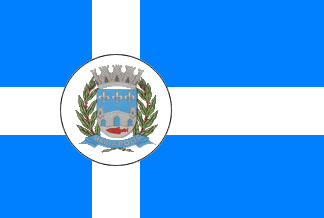
Drapeau de Mariápolis
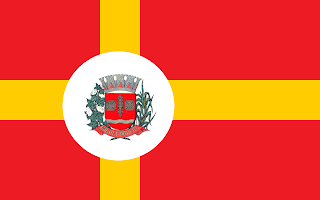
Drapeau de Miguelópolis
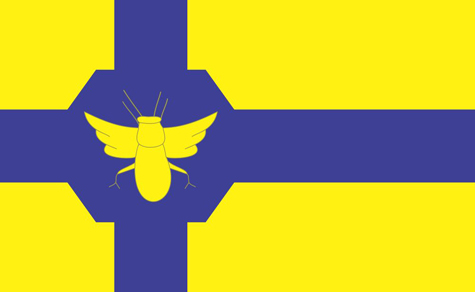
Drapeau de Mombuca
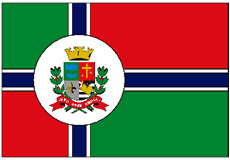
Drapeau de Monteiro Lobato
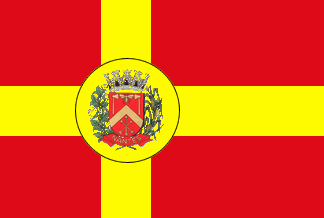
Drapeau de Nantes
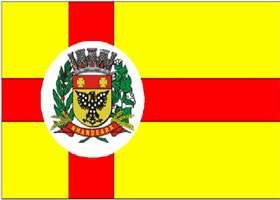
Drapeau de Nhandeara
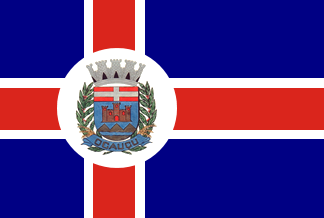
Drapeau d'Ocauçu
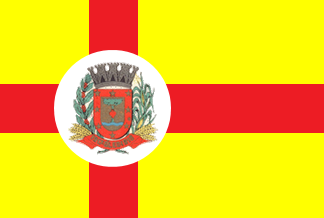
Drapeau d'Óleo
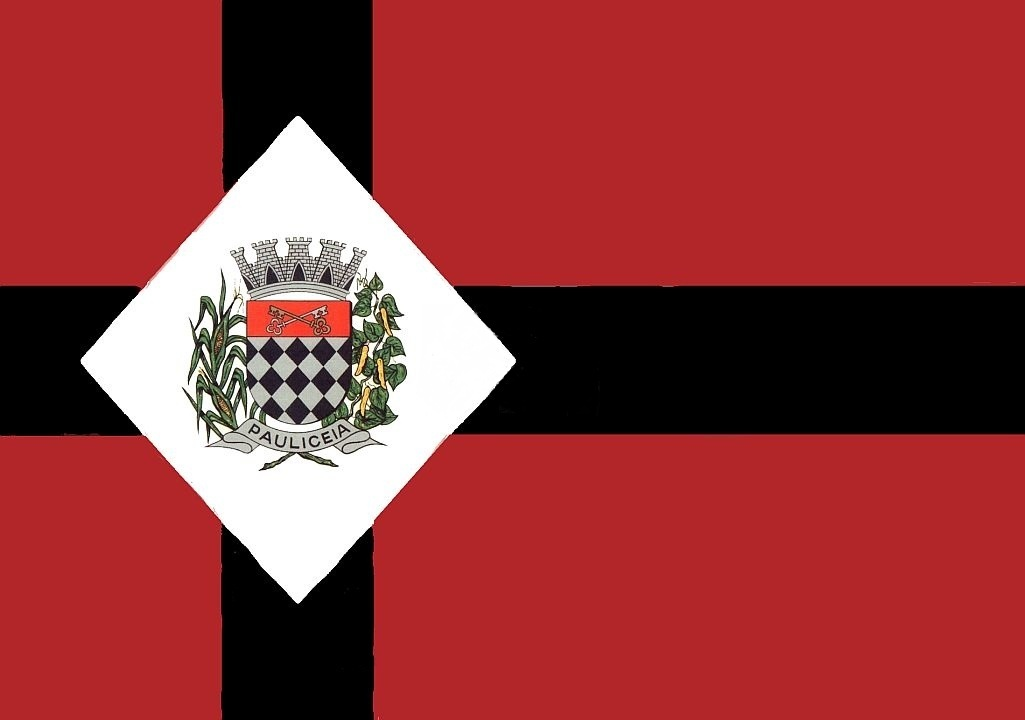
Drapeau de Paulicéia
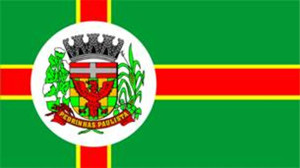
Drapeau de Pedrinhas Paulista
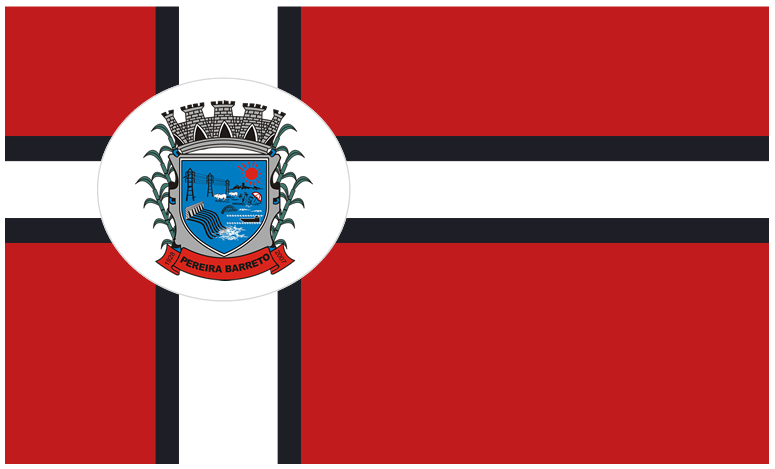
Drapeau de Pereira Barreto
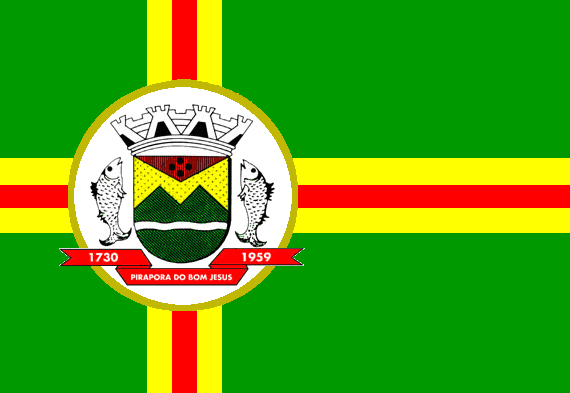
Drapeau de Pirapora do Bom Jesus
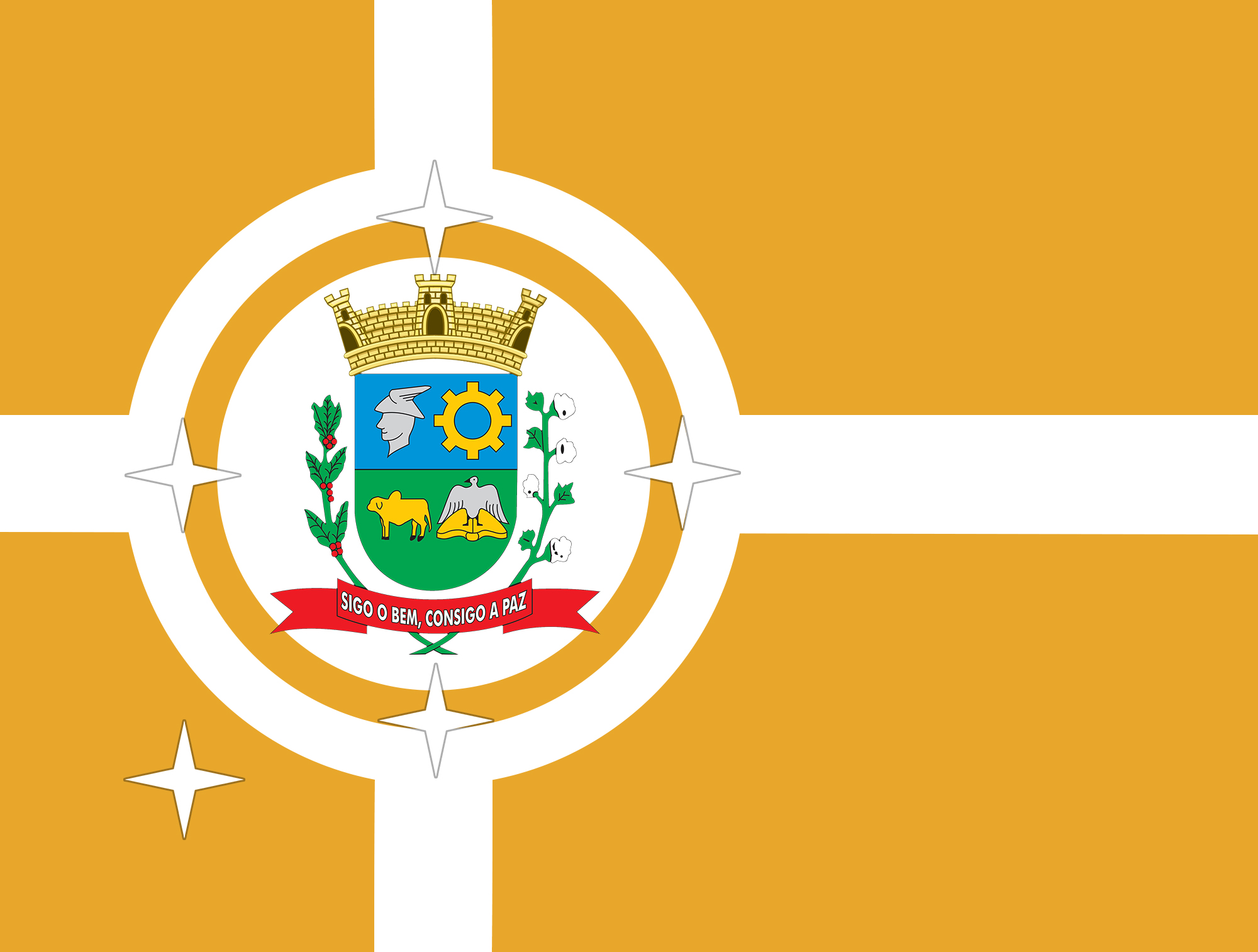
Drapeau de Pirapozinho
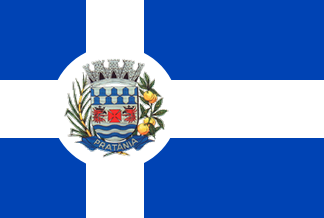
Drapeau de Pratânia
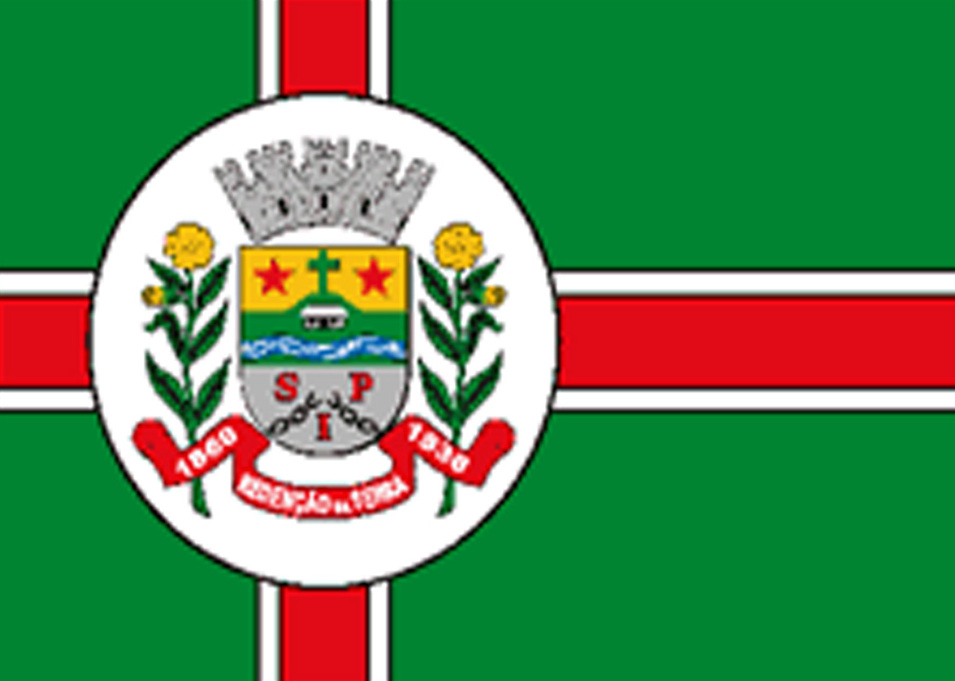
Drapeau de Redenção da Serra
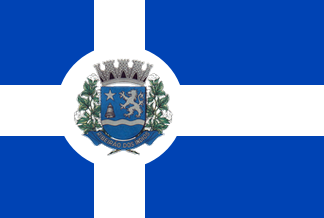
Drapeau de Ribeirão dos Índios
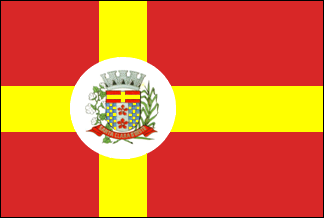
Drapeau de Santa Clara d'Oeste
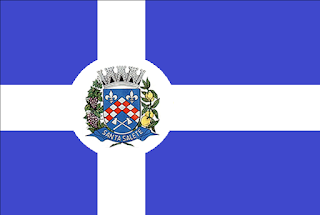
Drapeau de Santa Salete
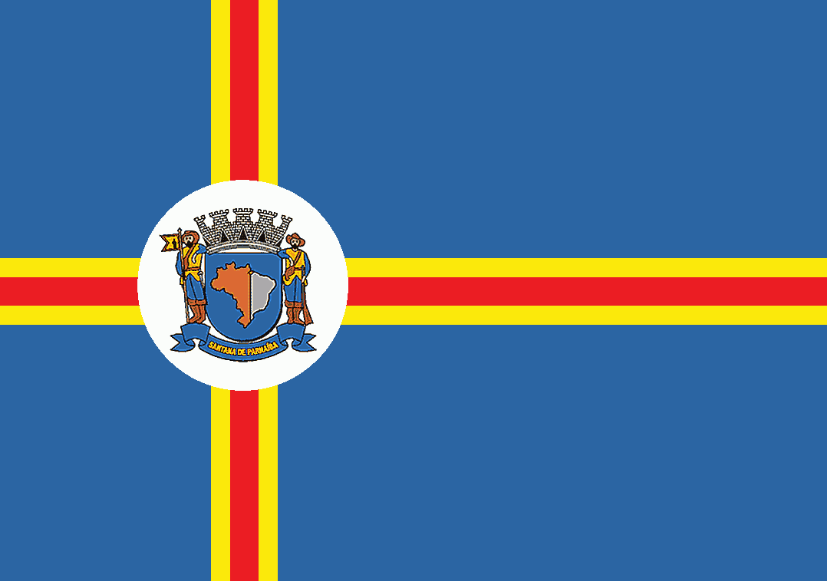
Drapeau de Santana de Parnaíba
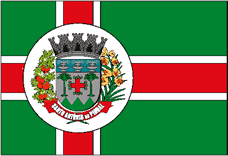
Drapeau de Santo Antônio do Pinhal
Drapeau de São Paulo
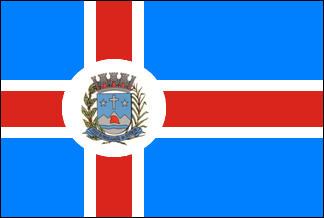
Drapeau de São Simão
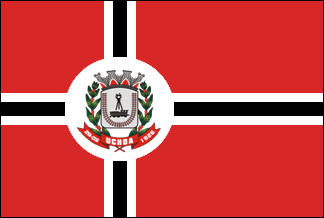
Drapeau d'Uchoa
Drapeau de Vinhedo

### Tchéquie

Drapeau de Bystřany
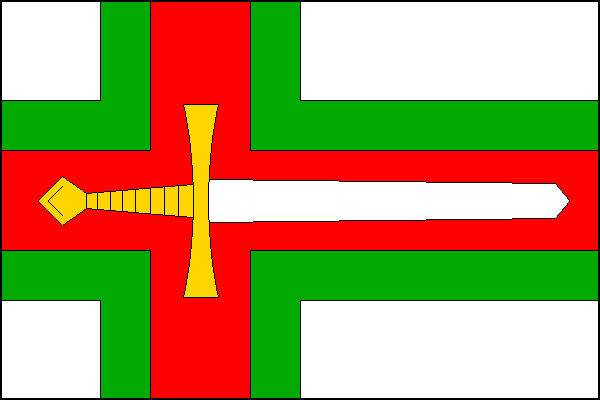
Drapeau de Buková
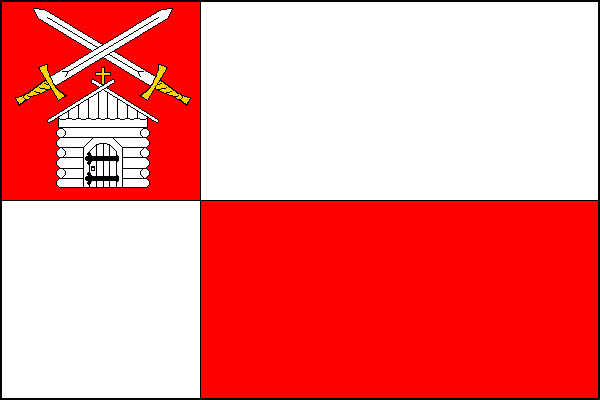
Drapeau de Církvice
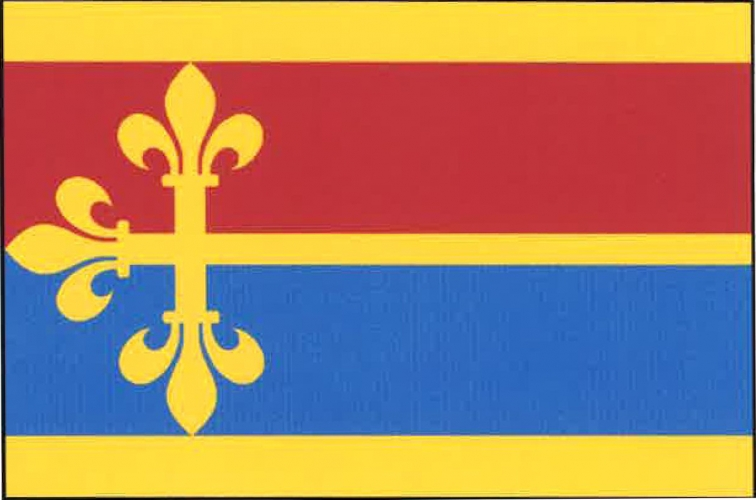
Drapeau de Daleké Dušníky
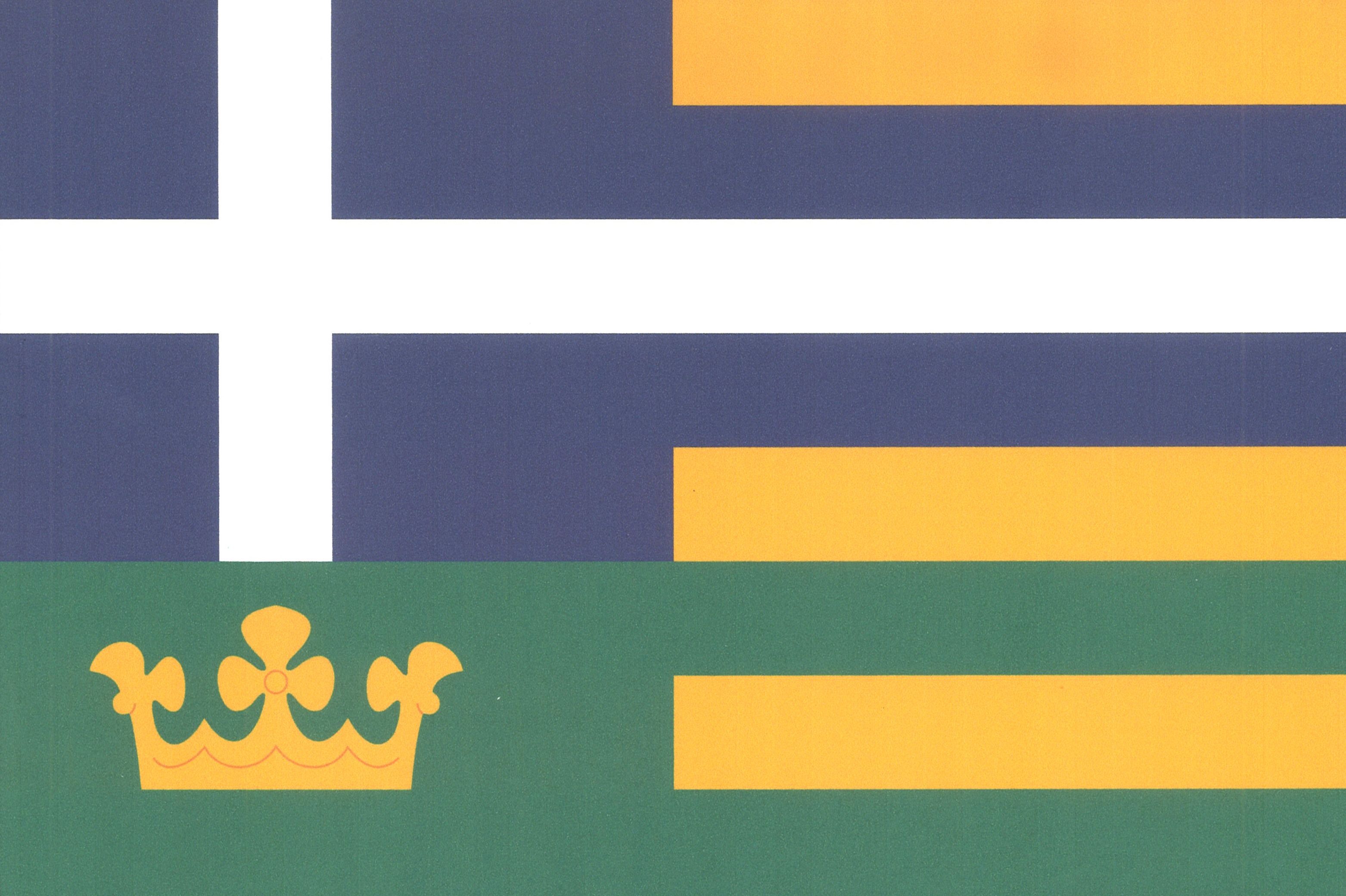
Drapeau de Hradiště
Drapeau de Horní Rápotice
Drapeau de Jindrichovice pod Smrkem
Drapeau de Jirkov
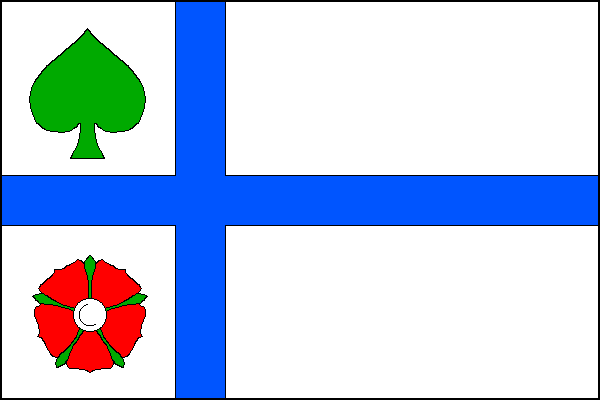
Drapeau de Kostelecké Horky
Drapeau de Kružberk
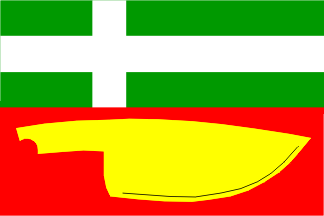
Drapeau de Lesní Hluboké
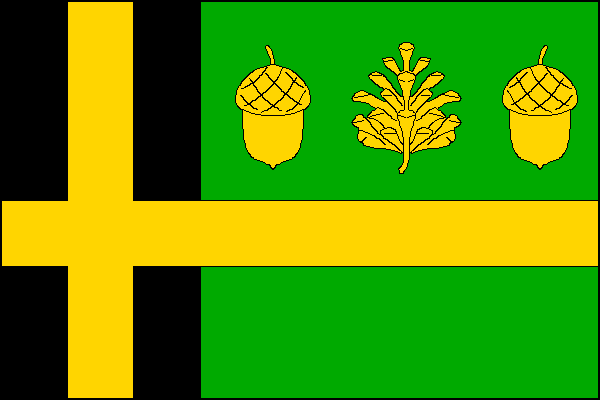
Drapeau de Leština
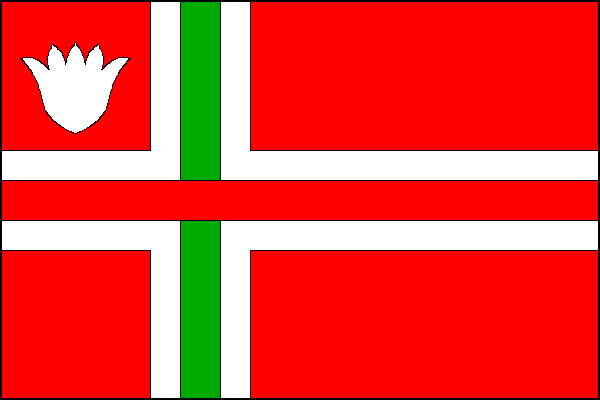
Drapeau de Liberk
Drapeau de Martinice
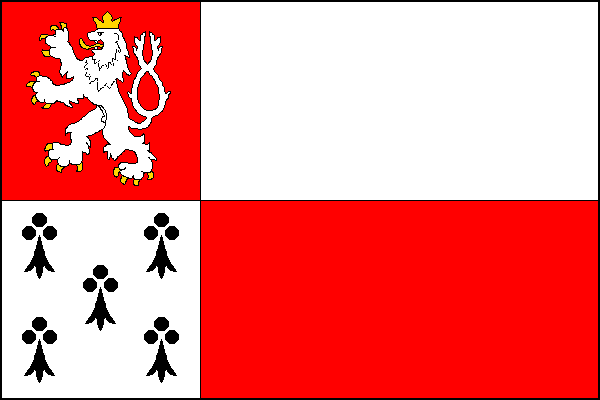
Drapeau de Nový Knín
Drapeau d'Opatovec
Drapeau d'Osové
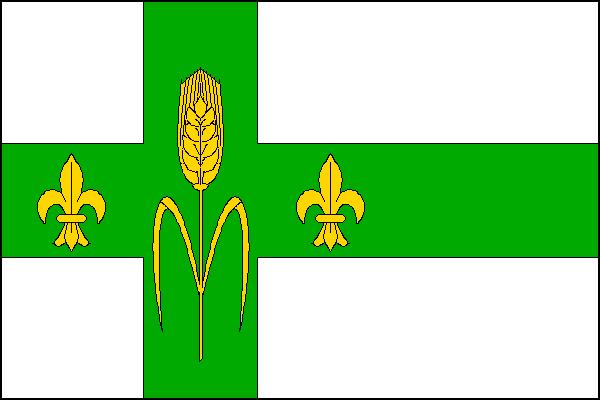
Drapeau de Pamětice
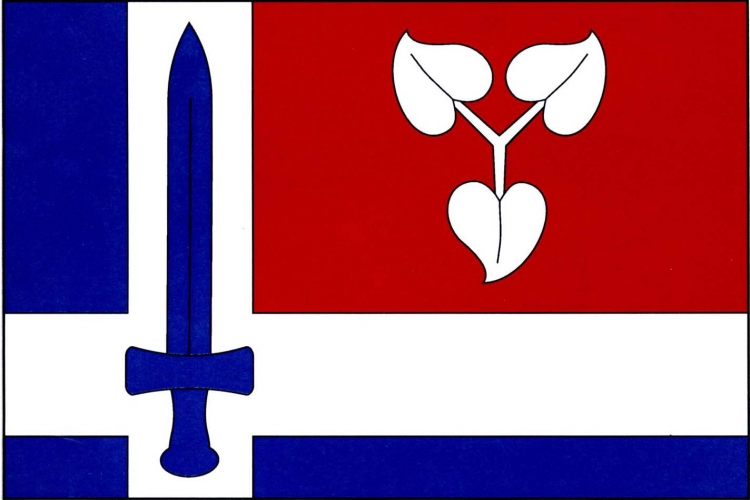
Drapeau de Paračov
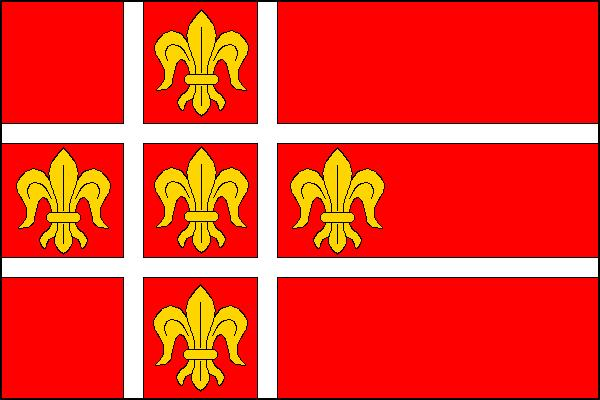
Drapeau de Píšť
Drapeau de Postřižín
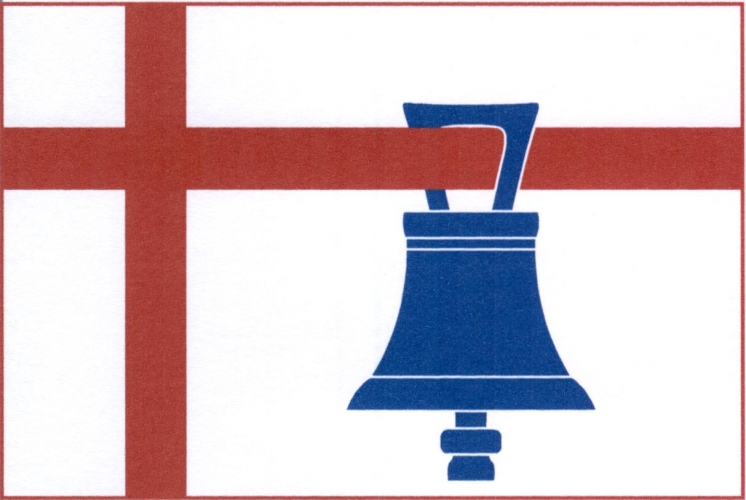
Drapeau de Radhošť
Drapeau de Rokytnice nad Jizerou
Drapeau de Řimovice
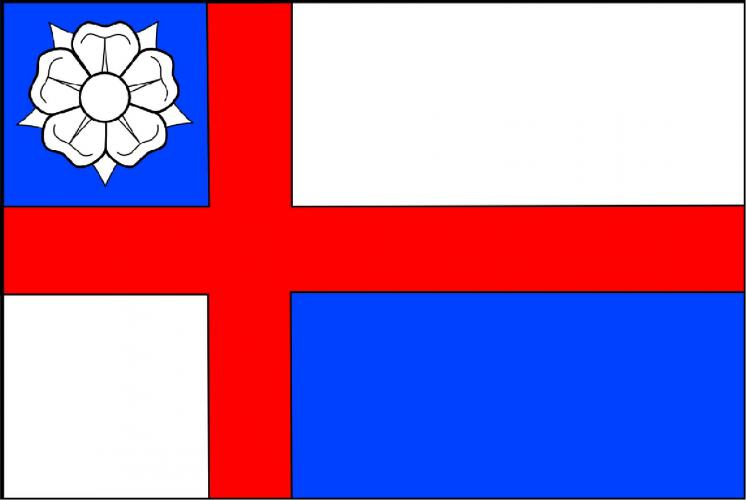
Drapeau de Slavhostice
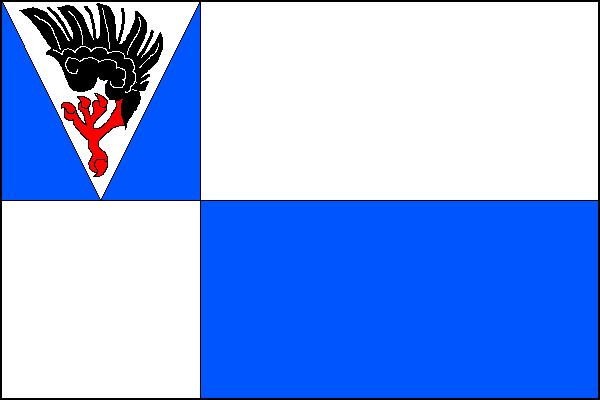
Drapeau de Soutice
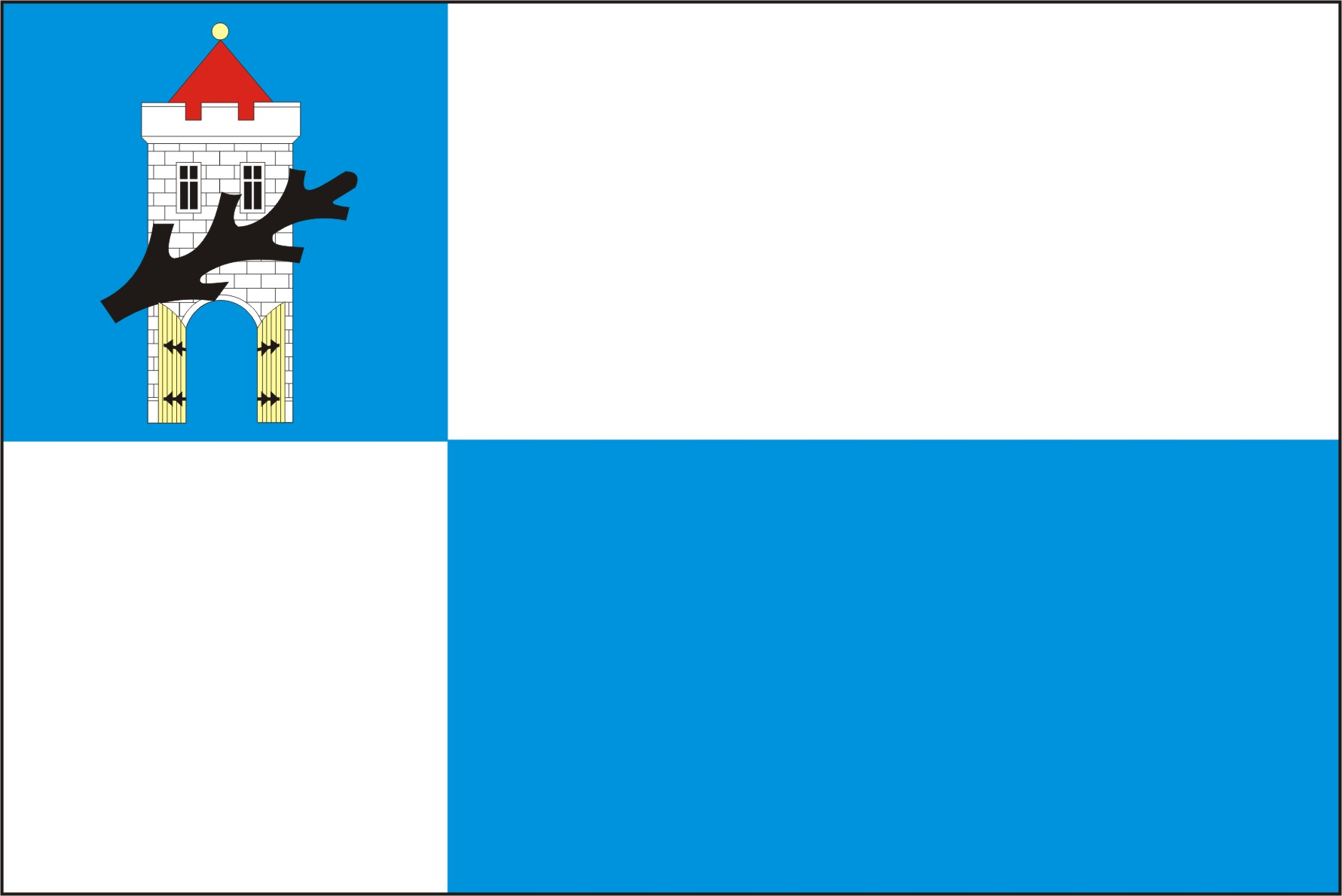
Drapeau de Štětí
Drapeau de Svatojanský Újezd
Drapeau de Trstěnice
Drapeau de Veselá
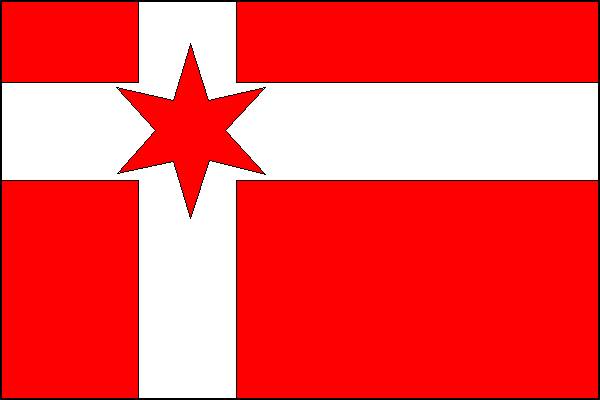
Drapeau de Vídeň
Drapeau de Vysoký Újezd
Drapeau de Žádovice
Drapeau de Zálezlice
Drapeau de Zbuzany

### Hongrie

Drapeau de Balatonszőlős
Drapeau de Kozármisleny
Drapeau de Lácacséke
Drapeau de Tatárszentgyörgy
Drapeau d'Újszász

### Espagne

Drapeau d'Alt Àneu
Drapeau d'Arcenillas
Drapeau d'Avinyó
Drapeau de Burón
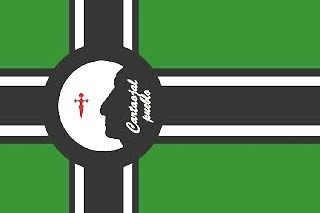
Drapeau de Cartaojal
Drapeau de Casar de Palomero
Drapeau de Caspe
Drapeau de Castañeda
Drapeau de Las Navas del Marqués
Drapeau de Luesia
Drapeau de Lújar
Drapeau de Montornès del Vallès
Drapeau de Palomares del Campo
Drapeau de Paterna del Río
Drapeau de Sueca
Drapeau de Tudela
Drapeau de Valdeolea
Drapeau de Vilabertran
Drapeau de Vilanova del Vallès

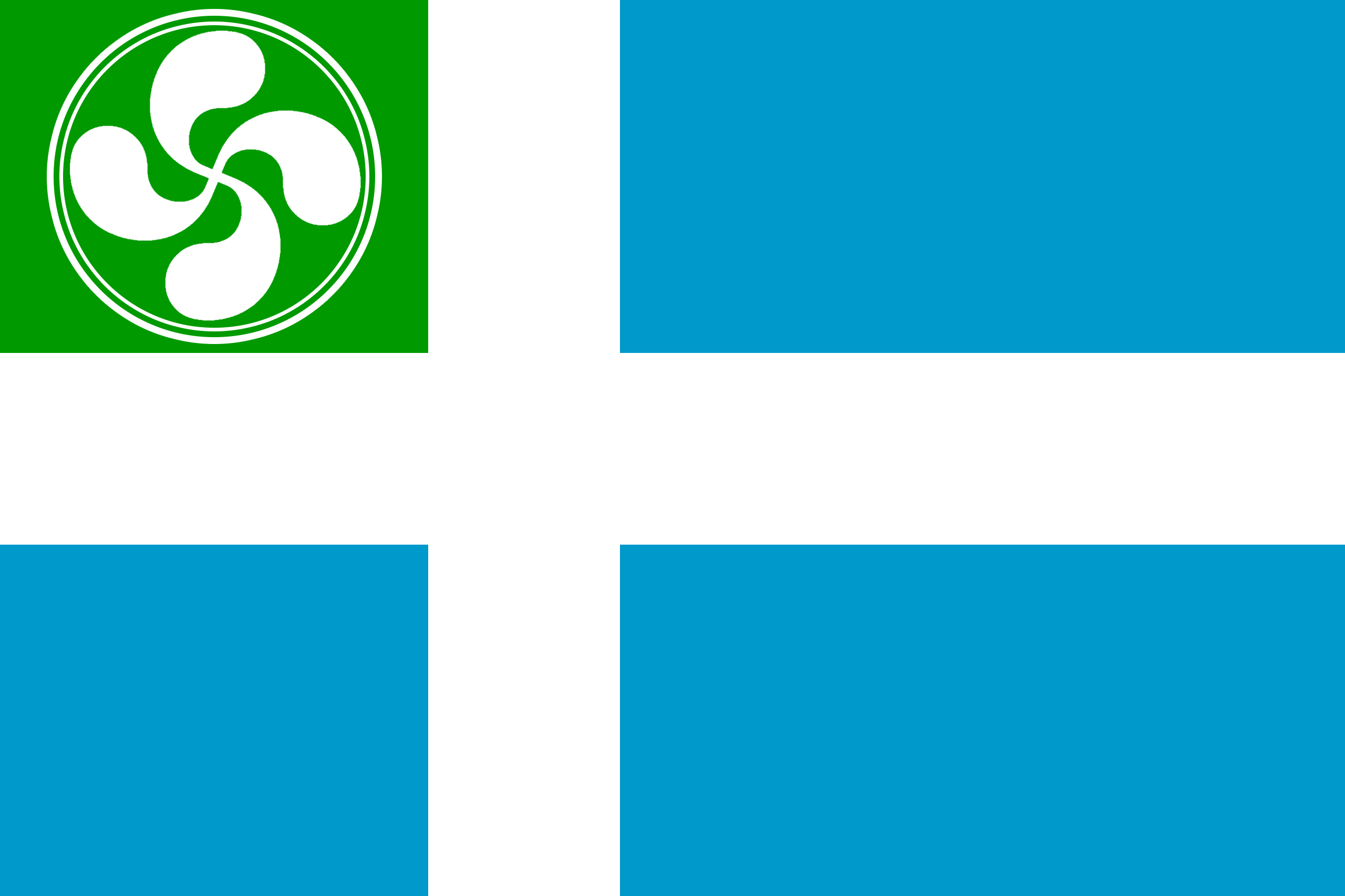
Drapeau de la Lliga Asturiana (ast)

### Colombie

Drapeau d'Andalucía
Drapeau d'El Rosal
Drapeau de San Pedro de Cartago

### Arménie

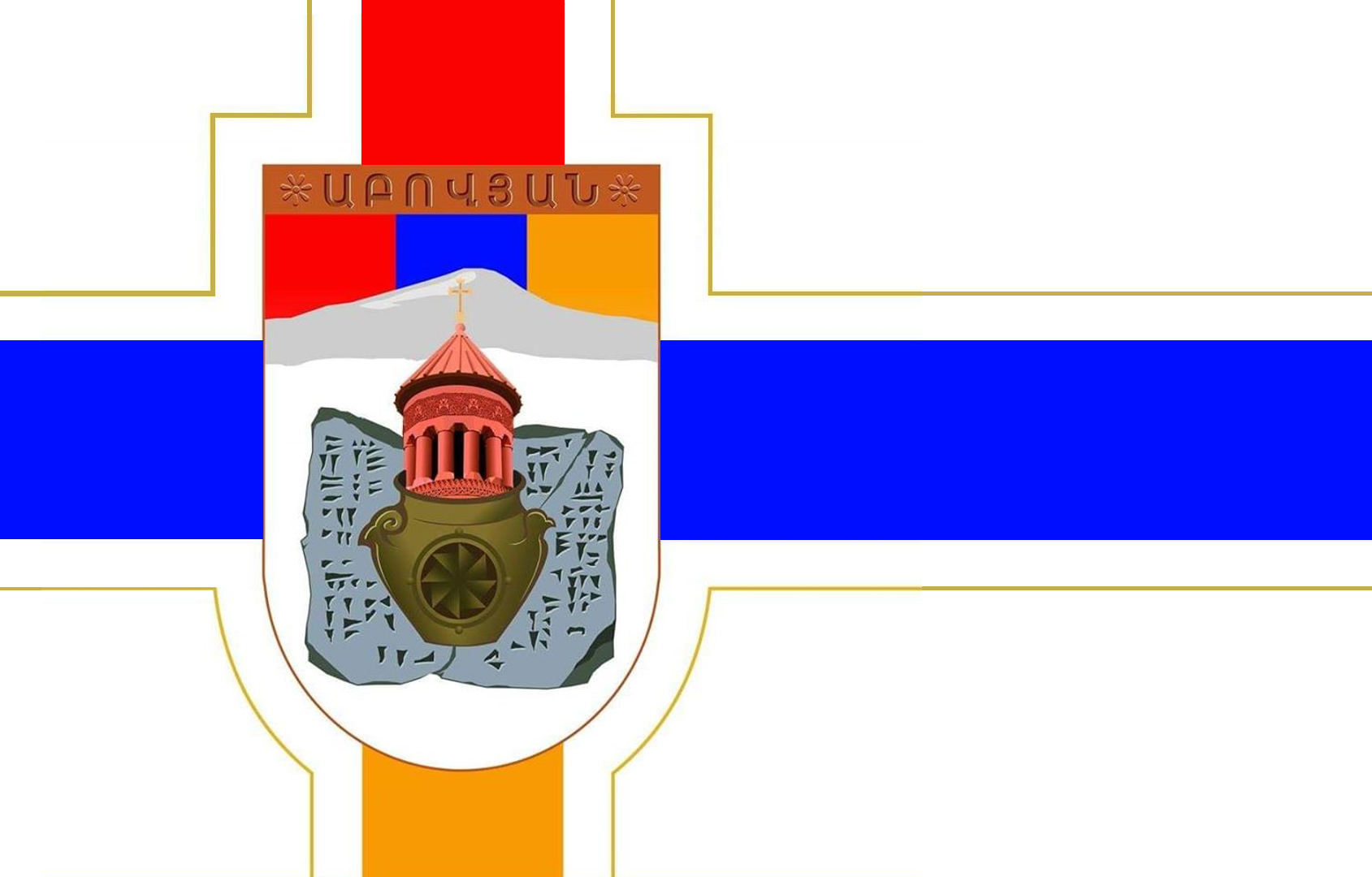
Drapeau d'Abovyan.
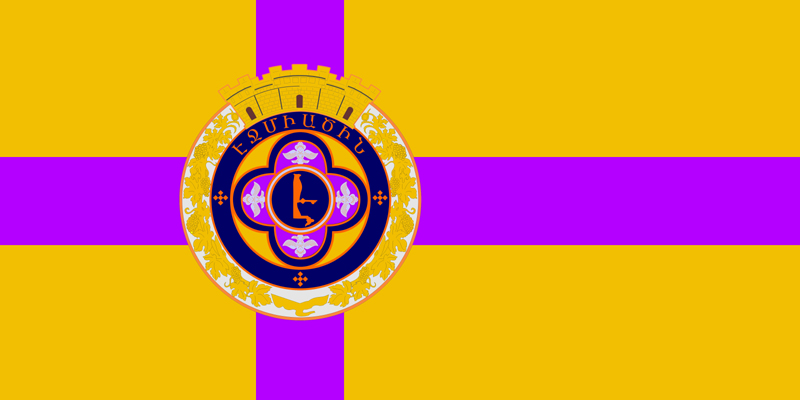
Drapeau d'Etchmiadzin.

### Chili

Drapeau des Ambassadeurs du Chili.
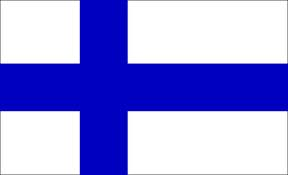
Drapeau de Carahue.

### Italie

Drapeau de Crémone
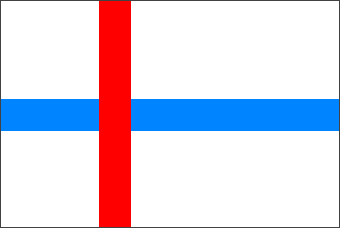
Drapeau de Marostica

### Vénézuela

Drapeau de la municipalité de Barinas
Drapeau de Bolívar
Drapeau de Sucre
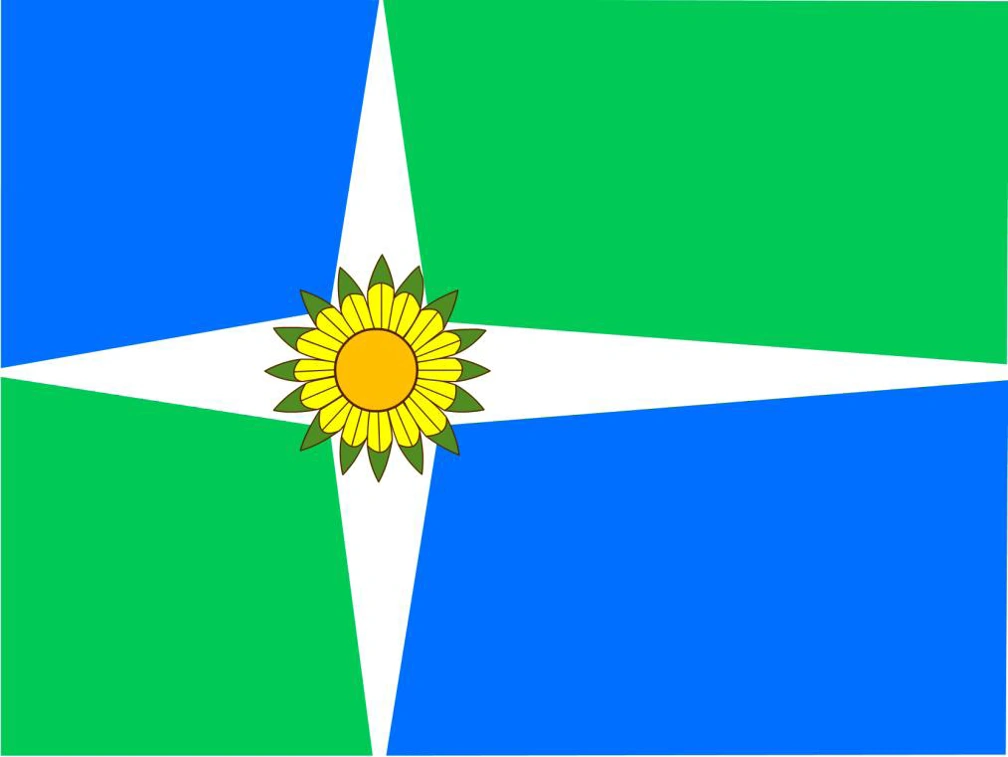
Drapeau de Turén

### Autres

Drapeau du Duché balte uni
Drapeau royal de Grèce (1863).
Pavillon maritime des îles Tonga.
Drapeau de Pula, Croatie.
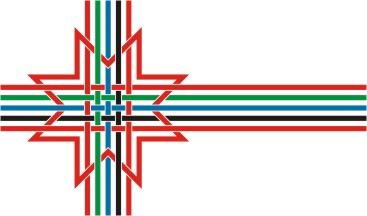
Proposition de drapeau des Peuples finno-ougriens.
Drapeau d'Amambay, Paraguay
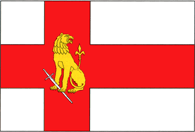
Drapeau de Căușeni, Moldavie
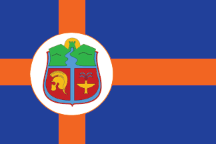
Drapeau de Zaječar, Serbie
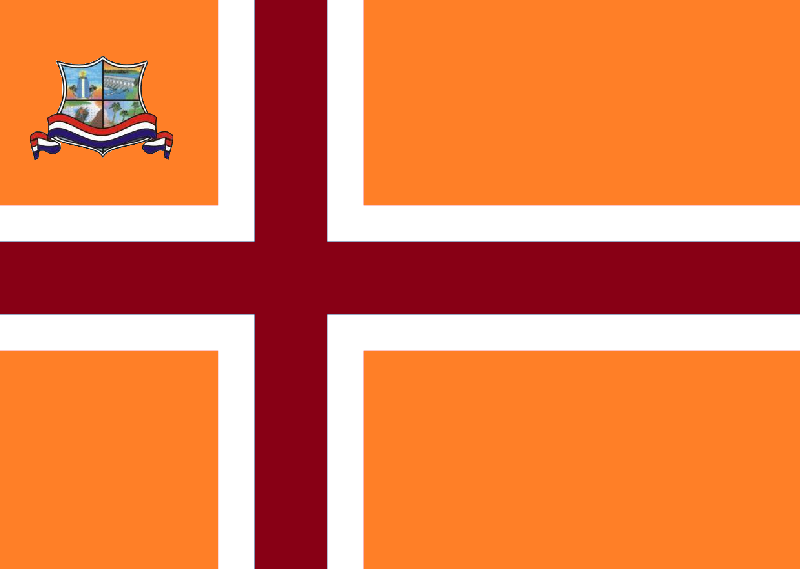
Drapeau du district d'Hernandarias, Paraguay
Drapeau du Mizoram, Inde
Drapeau des Micmacs, Canada
Drapeau du canton de Palmares, Costa Rica
Drapeau de Debartsa, Macédoine du Nord
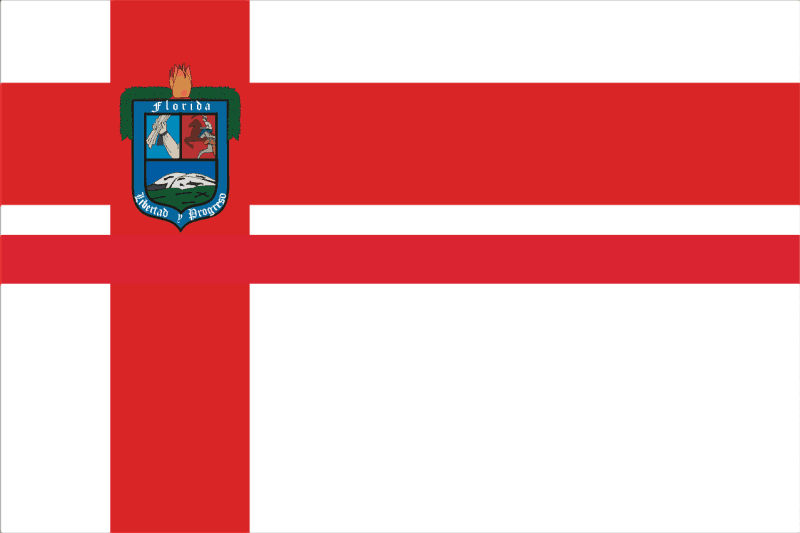
Drapeau de Florida, Uruguay
Pavillon de la marine d'Afrique du Sud de 1959 à 1981
Pavillon de la marine d'Afrique du Sud de 1952 à 1959
Proposition de drapeau du Belarus en 1992
Drapeau de la police de la ville libre de Dantzig entre 1937 et 1939.
Drapeau du Folkspraak.
Drapeau du peuple Lenca.

### Pays de fiction

Drapeau du Kekistan
Drapeau de Latvérie

### Micronations et pays non reconnus

Drapeau d'Altrad
Drapeau de la Dictature du Don
Drapeau d'Escaplieria
Drapeau de Fristehen
Drapeau de Henristan
Drapeau des îles Austrar
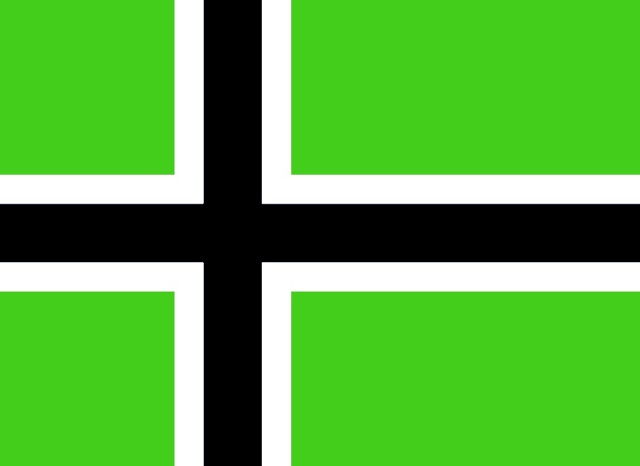
Drapeau de Jera
Drapeau de Pennylvnd
Drapeau du Saint Empire de Planells
Drapeau de Rinlandiya
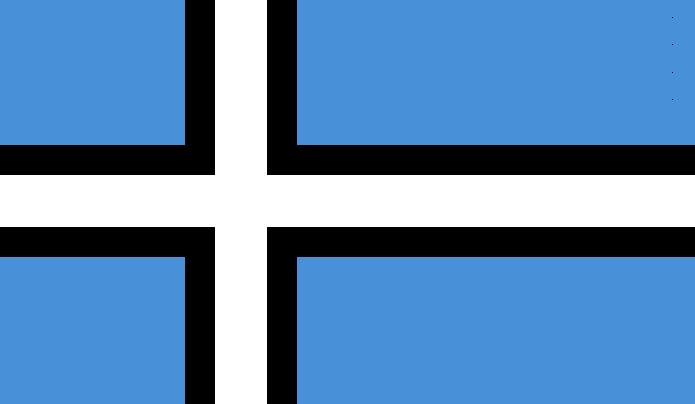
Drapeau du royaume de Torgu
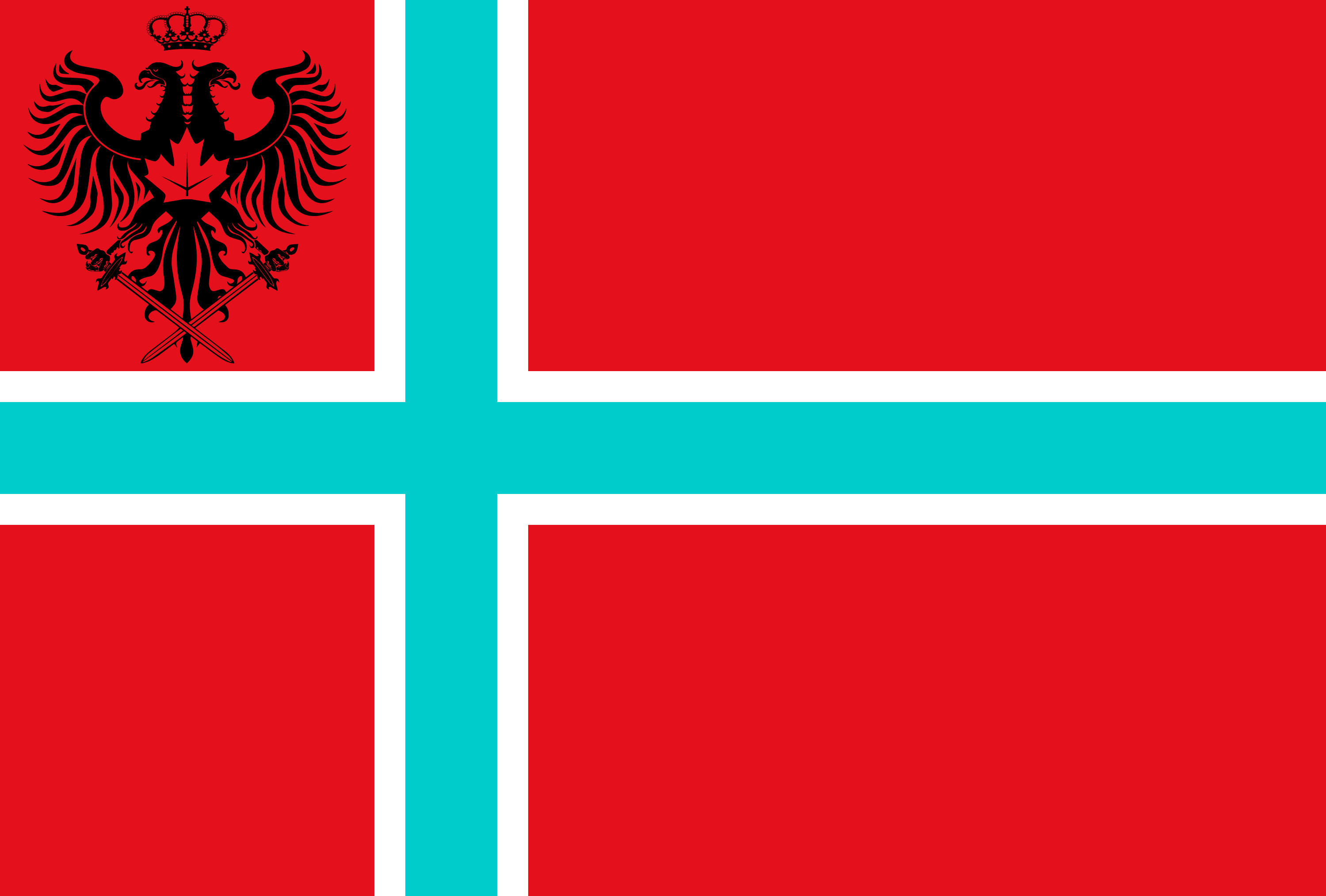
Drapeau du Vikesland
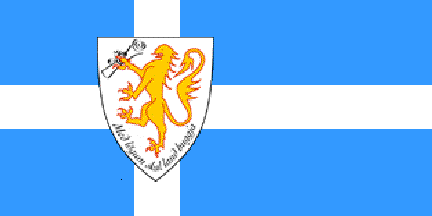
Drapeau de l'État souverain de Forvik
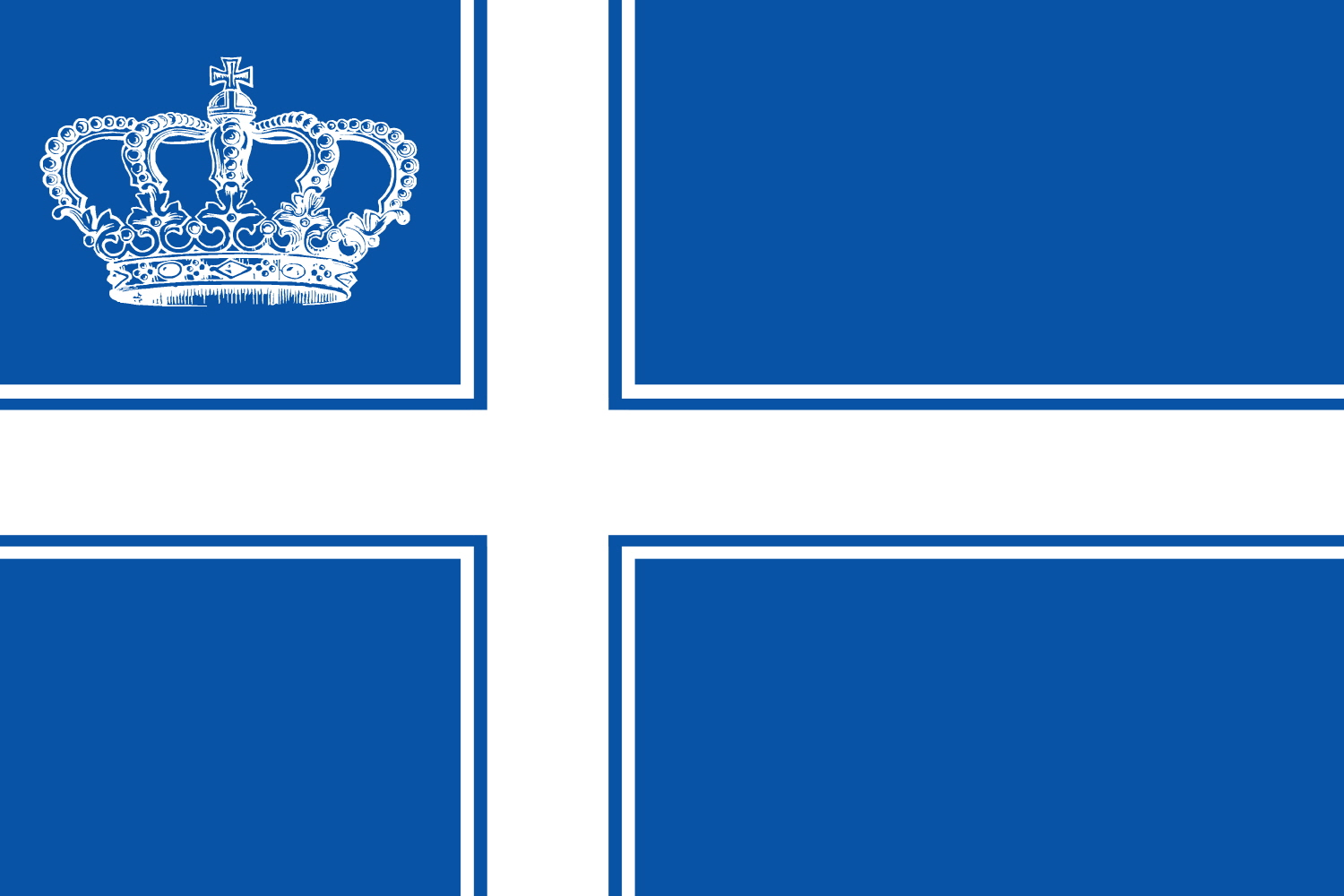
Drapeau du grand-duché de Westarctica
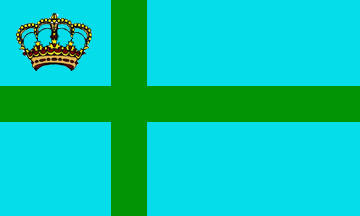
Drapeau alternatif du grand-duché de Westarctica
Drapeau de la principauté de Pontinha
Drapeau de Ladonia
Drapeau de la principauté de Snake Hill
Drapeau du grand-duché des îles Lagoa